# Unbemanntes Luftfahrzeug

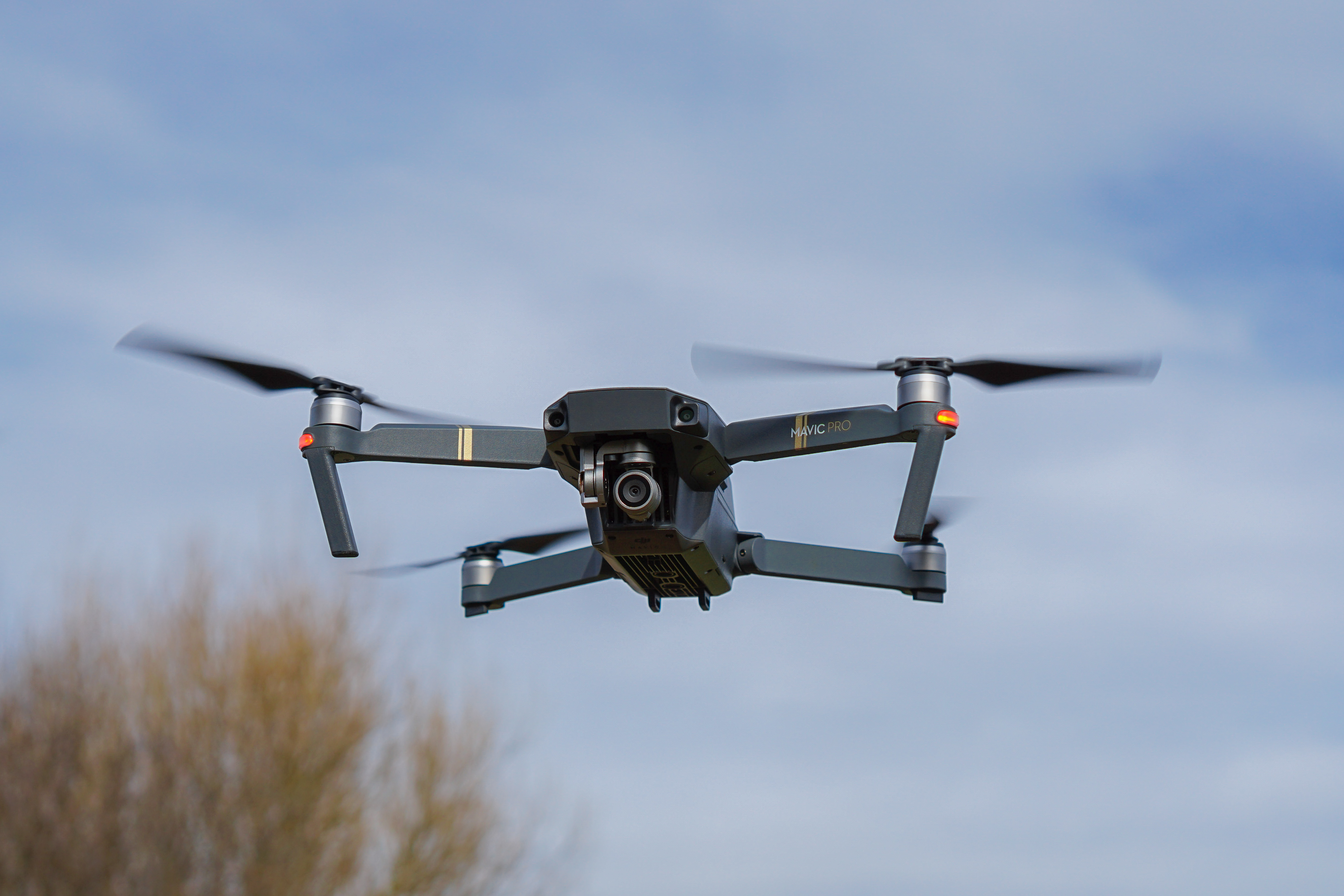
DJI Mavic-Quadrocopter Pro im Flug. Multicopter-„Drohnen“, gelten gemäß ICAO-Definition nicht als „unbemannte Luftfahrzeuge“, solange sie privaten Freizeit- und/oder Luftsport-Aktivitäten dienen.

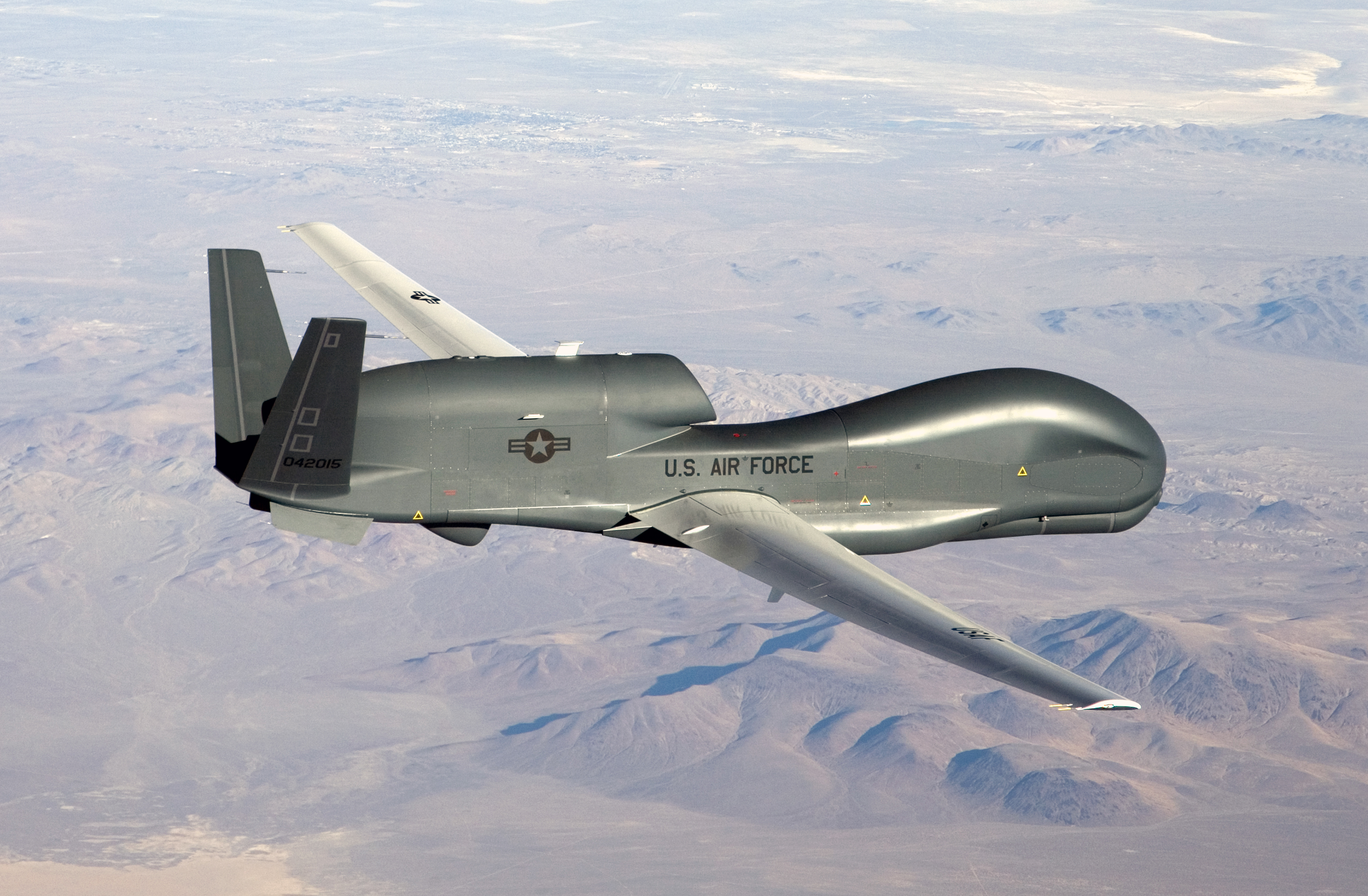
RQ-4B Global Hawk im Flug

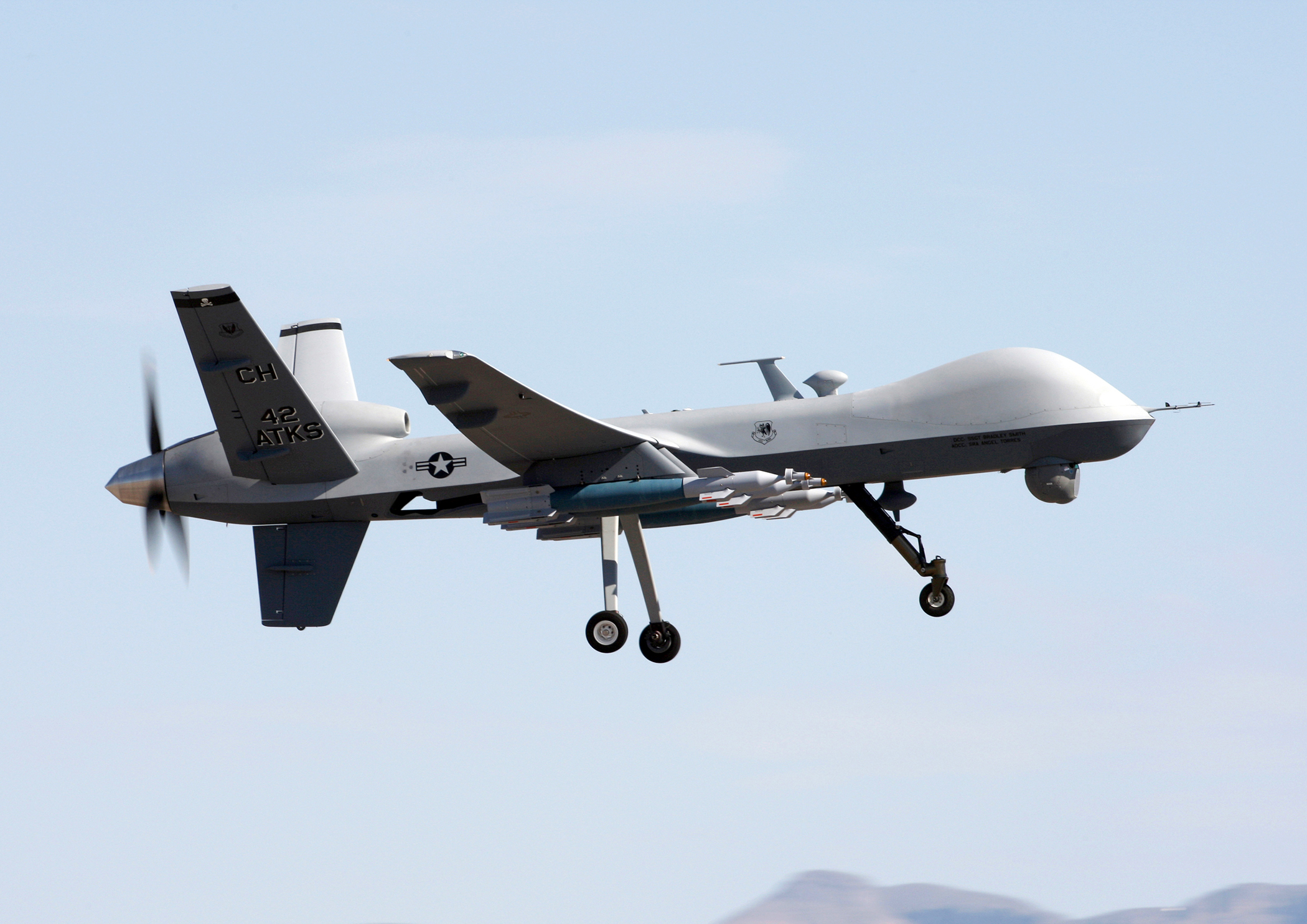
MQ-9A „Reaper“ der United States Air Force

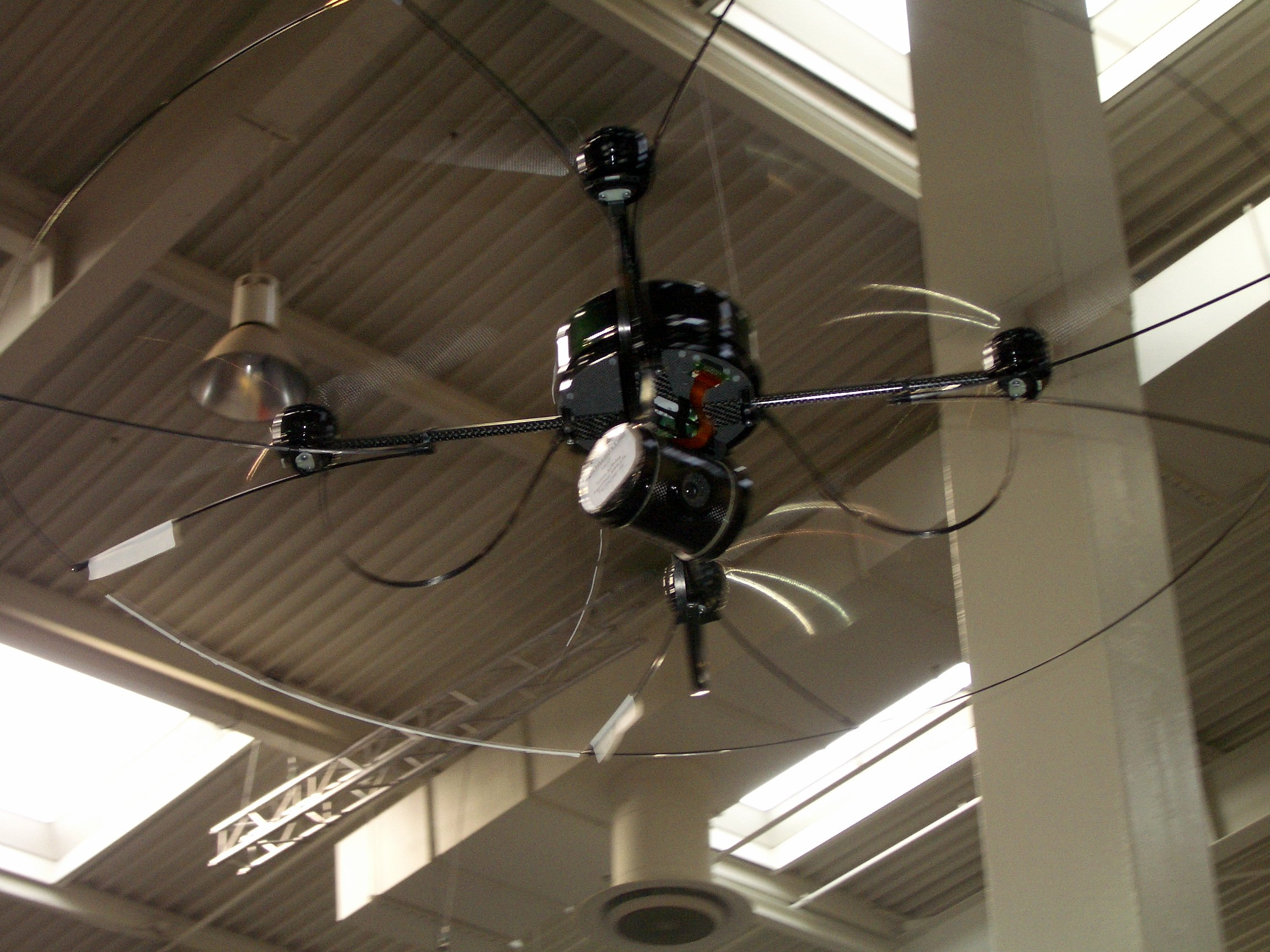
AirRobot AR 100-B im Flug

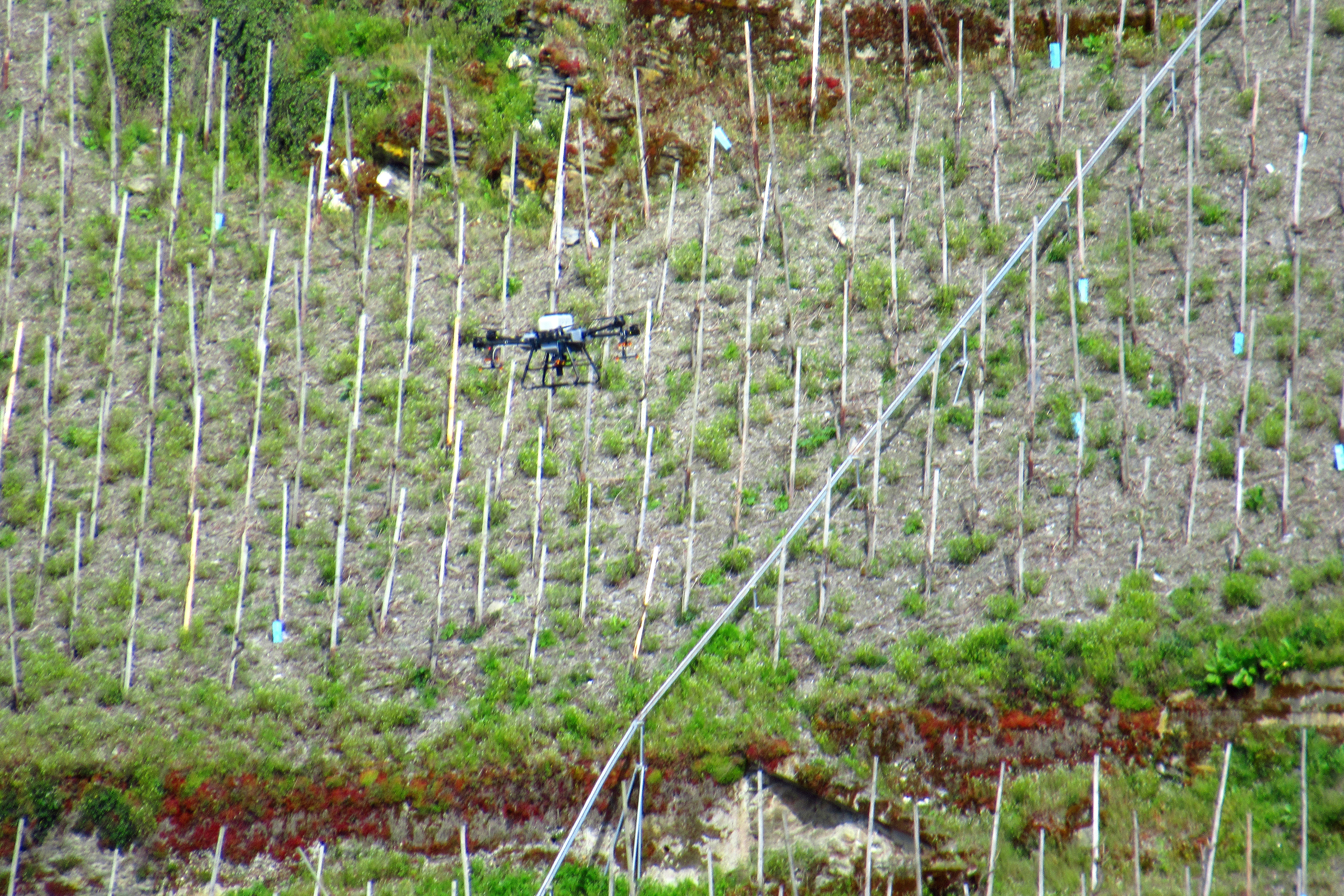
Ziviler Einsatz automatischer Helikopterdrohnen: Sogenannte Spritzdrohne über einem Steillagenweinberg zur Ausbringung von Pflanzenschutzmitteln

Ein unbemanntes Luftfahrzeug oder eine Drohne (englisch unmanned aerial vehicle, UAV) ist ein Luftfahrzeug ohne eine an Bord befindliche Besatzung. Die Steuerung und Navigation erfolgt entweder ferngesteuert, entlang eines vorprogrammierten Flugwegs oder auch vollständig autonom. Unbemannte militärische Luftfahrzeuge sind oft Teil eines umfassenderen Systems (englisch unmanned aircraft system, UAS). Umgangssprachlich werden mitunter auch ferngesteuerte Flugmodelle und Multicopter als Drohnen bezeichnet.

## Geschichtliche Entwicklung
Der Begriff Drohne leitet sich aus der Bezeichnung für männliche Hautflügler ab und wurde erstmals 1936 im Kontext unbemannter Luftfahrzeuge für Zieldarstellungsdrohnen verwendet. Davon ausgehend verbreitete sich die Bezeichnung weiter. In der militärischen Luftfahrt bezeichnete der Begriff zunächst ein unbemanntes Luftfahrzeug, welches seinen Auftrag automatisch ohne eine Steuerung von außen ausführt.
Der erste Luftangriff auf eine Stadt mit einem unbemannten Luftfahrzeug fand in den Revolutionsjahren 1848 und 1849 statt: Bei der Belagerung von Venedig schlug der österreichische Feldmarschallleutnant, Artillerieexperte, Waffentechniker und Erfinder Franz von Uchatius vor, durch unbemannte Ballons Bomben auf die Stadt werfen zu lassen. Drei Wochen später erfolgte tatsächlich dieser erste Luftangriff der Weltgeschichte mit 110 von Uchatius hergestellten Ballonbomben.
Unbemannte, ferngesteuerte Flugkörper werden für verschiedene Zwecke seit dem frühen 20. Jahrhundert eingesetzt. Während anfänglich experimentelle Ziele verfolgt wurden, kam es mit Beginn des Kalten Krieges bald zur Übernahme militärischer Aufgaben. Anfangs und auch weiterhin dienten die UAVs als „Zieldrohnen“ zur Zielsimulation der Flugabwehr. Dazu kam die militärische Aufklärung: Die Tu-123 flog 1960 Überschall, konnte aber nicht landen. Mit der Lockheed D-21 wurde 1966 ein weiteres überschallschnelles Aufklärungs-UA entwickelt. Mit der Westland Wisp flog andererseits 1976 ein Hubschrauber-System. Seit 1995 standen mit der General Atomics MQ-1 dem Militär mit Luft-Boden-Raketen bewaffnete unbemannte Luftfahrzeuge zur gezielten Bekämpfung von Bodenzielen zur Verfügung. Als bislang größtes Flugzeug wurde im Rahmen der Controlled Impact Demonstration 1984 ein Verkehrsflugzeug ferngesteuert und kontrolliert zum Absturz gebracht.
Wegen ihrer regelmäßigen Verwendung zur umstrittenen „gezielten Tötung“, vor allem bei geheim gehaltenen Einsätzen in Pakistan durch die Vereinigten Staaten in jüngerer Zeit, wurden UAVs zum Gegenstand öffentlicher Debatten. Mit der zunehmenden Verbreitung kleiner, preiswerter UAVs bei gewerblichen und staatlichen Betreibern sowie von aufzeichnungsfähigen Flugmodellen bei Privatpersonen, die zur Überwachung eingesetzt werden können, gewannen die Themen informationelle Selbstbestimmung und Datenschutz neues Gewicht.

## Klassifizierung und Terminologie

### Abgrenzung zu Flugmodellen
Die für die Organisation der weltweiten Luftfahrt zuständige ICAO rechnet bei ihrer Tätigkeit Flugmodelle nicht als UAVs, die Deutsche Flugsicherung unterscheidet nach dem Einsatzzweck: Flugmodelle zur Freizeitgestaltung oder für Luftsportaktivitäten sind keine „unbemannten Luftfahrzeuge“.

### UAV/UA und Drohne
Mit den Begriffen Unmanned Aerial Vehicle (UAV) oder neuer Unmanned Aircraft (UA) und Drohne wird ausschließlich auf das Flugobjekt Bezug genommen. Dabei kann es sich um Luftfahrzeuge unterschiedlicher Art handeln. Neben unbemannten Flugzeugen sind beispielsweise auch viele Multicopter, einige Hubschrauber und auch Leichter-als-Luft-Fahrzeuge wie Forschungs- und Wetterballons unbemannte Luftfahrzeuge.

### UAS
Unbemannte Luftfahrzeuge sind oft Teil eines umfassenderen Systems (englisch unmanned aircraft system, UAS). Mit dieser Bezeichnung, die über den Begriff des Luftfahrzeugs hinausgeht, erfolgte gemäß ICAO eine neuere allgemeine Bezeichnung und löste die Bezeichnung UAV ab. Weithin verbreitet ist auch noch die Bedeutung Unmanned Aerial System. Der Begriff bezieht neben dem Fluggerät (UAV/UA) aber alle Teile des Gesamt-Systems (z. B. Steuerelemente, Bodenstationen etc.) mit ein. Bis 2010 konnte eine weltweite UAS-Klassifikation noch nicht abschließend entwickelt werden. Innerhalb Europas hat die European Organization for Civil Aviation Equipment (EUROCAE1 Arbeitsgruppe 73) und die in den Vereinigten Staaten zuständige Radio Technical Commission for Aeronautics (RTCA2) den gemeinsamen Prozess noch nicht abgeschlossen und nur ein vorläufiges Gruppensystem präsentiert. Die britische Civil Aviation Authority übernahm das in der Arbeitsgruppe erarbeitete Klassifizierungssystem. In Deutschland lag eine Klassifizierung und Kennzeichnung von unbemannten Luftfahrtsystemen noch nicht vor. Das Deutsche Institut für Normung e. V. plante hierzu ein Projekt zur Neuentwicklung einer Taxonomie für Unmanned Aerial Systems (UAS).
Das US-Verteidigungsministerium hat 2011 die UAV nach dem Joint Concept of Operations for Unmanned Aircraft Systems u. a. nach dem Gewicht in fünf Gruppen eingeteilt.
| Gewichts- klasse | Gewicht                               | Zivile Kategorie                                           | Militärisches Äquivalent | Beispiele                                                                                    |
| ---------------- | ------------------------------------- | ---------------------------------------------------------- | --- | -------------------------------------------------------------------------------------------- |
| 1                | bis 20 kg                             | Small Unmanned Aircraft (SUA) oder Micro Air Vehicle (MAV) | Nano-UAS, Micro-UAS (bis 5 kg), Mini-UAS oder Miniature-UAS (bis 30 kg) und Close UAS (Nahbereich) (bis zu 1500 m Flughöhe und einer Reichweite von 10 km) | RQ-11 Raven, RQ-14 Dragon Eye, RQ-16 T-Hawk, Switchblade, Aladin, AR 100-B Mikado, Fancopter |
| 2                | 20 bis 150 kg                         | Light UAV                                                  | einige NATO-UAS (bis zu 1100 m Flughöhe) | ScanEagle, Harop                                                                             |
| 3                | über 150 kg bis 600 kg                | UAV                                                        | einige NATO-UAS (bis zu 5000 m Flughöhe und einer Reichweite von über 50 km) | RQ-7 Shadow, Luna, KZO, CL-289                                                               |
| 4                | über 600 kg und Flughöhe unter 5500 m | UAV                                                        | Tactical UAS (Reichweite von 160 km) | MQ-1 Predator, MQ-8 Fire Scout                                                               |
| 5                | über 600 kg und Flughöhe über 5500 m  | UAV                                                        | Medium Altitude Long Endurance (MALE) (bis zu 9000 m Flughöhe und einer Reichweite von 200 km), High Altitude Long Endurance (HALE) (über 9000 m Flughöhe), sowie UAS mit Hyperschallgeschwindigkeit (bis zu 15000 m Flughöhe und einer Reichweite von über 200 km) | MQ-9 Reaper, RQ-4 Global Hawk, Avenger (Predator C), Heron, Taranis, MQ-5B Hunter            |

### URAV
Als Unmanned Reconnaissance Aerial Vehicle (URAV) werden Aufklärungsdrohnen bzw. aufklärende UAV bezeichnet. Die Reichweite großer Drohnen ist vergleichbar mit der von Verkehrsflugzeugen. Je nach Konzeption entsprechen die Flugeigenschaften denen von Aufklärungsflugzeugen oder Luftschiffen. Sie können ein bis zwei Tage in der Luft bleiben.

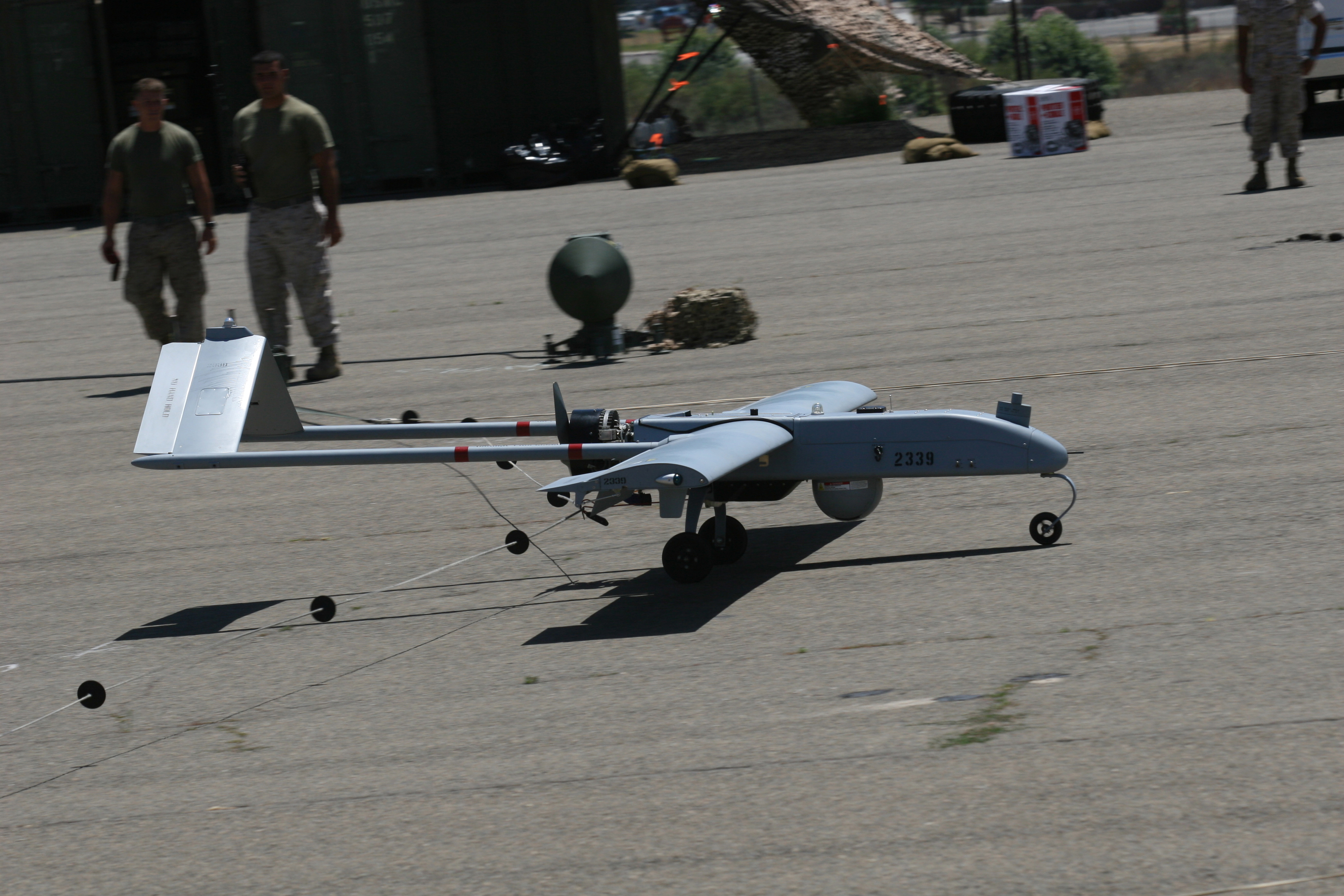
RQ-7 Shadow
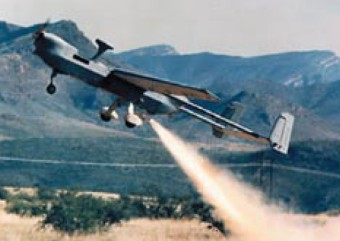
RQ-5A Hunter
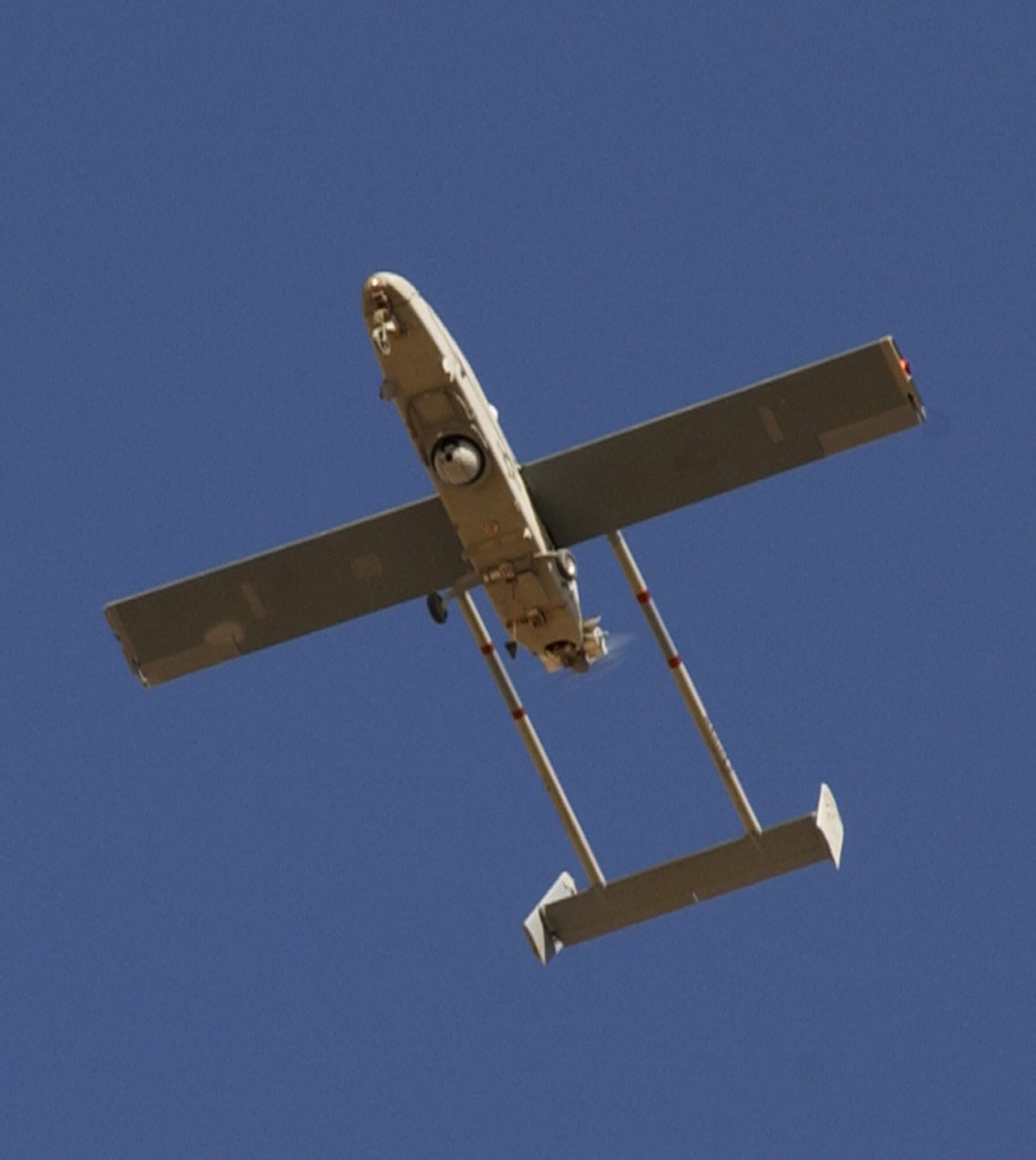
RQ-2 Pioneer
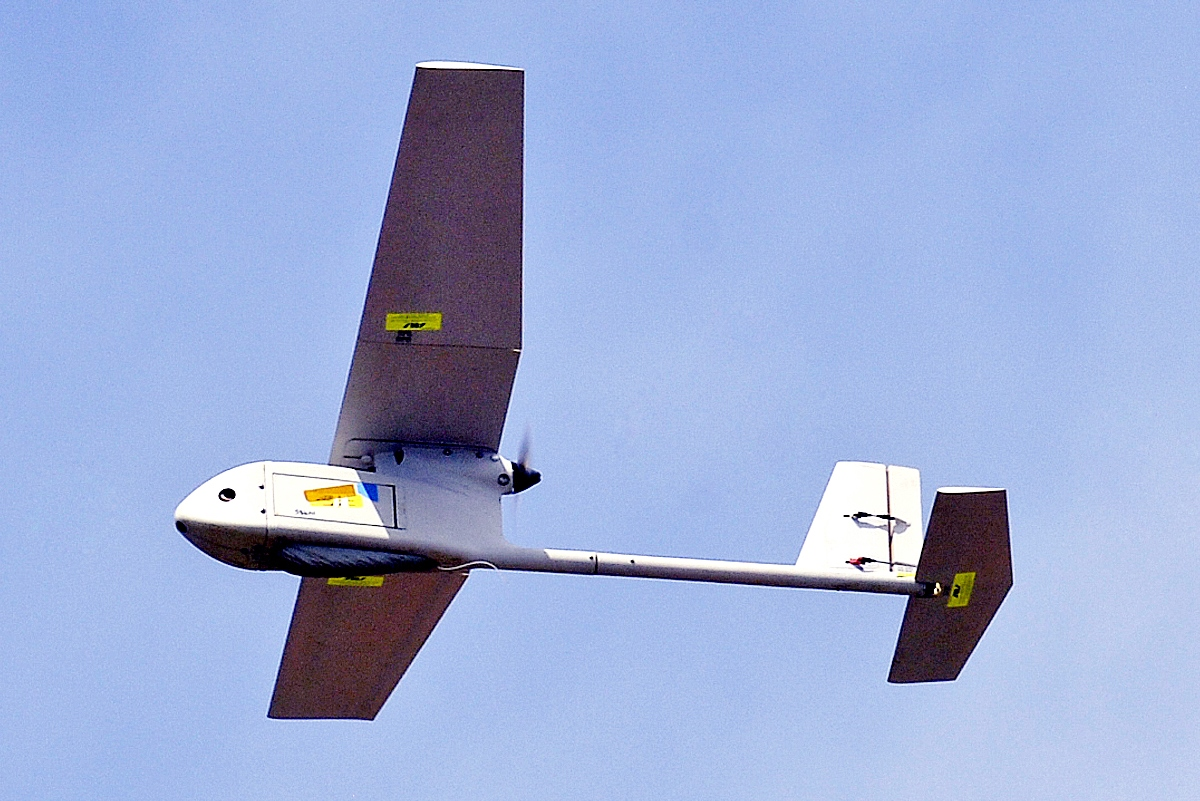
RQ-11 Raven
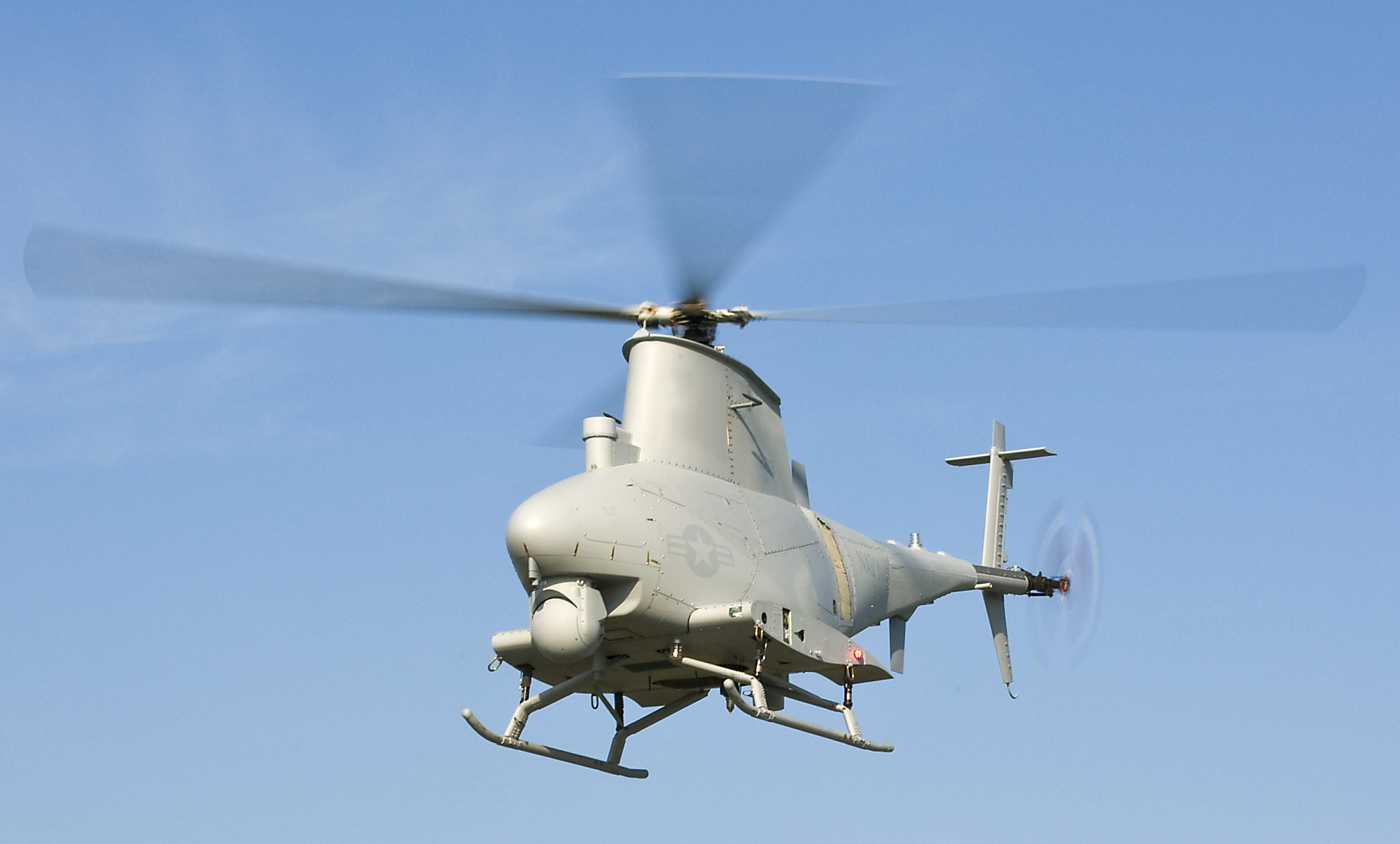
MQ-8B Fire Scout
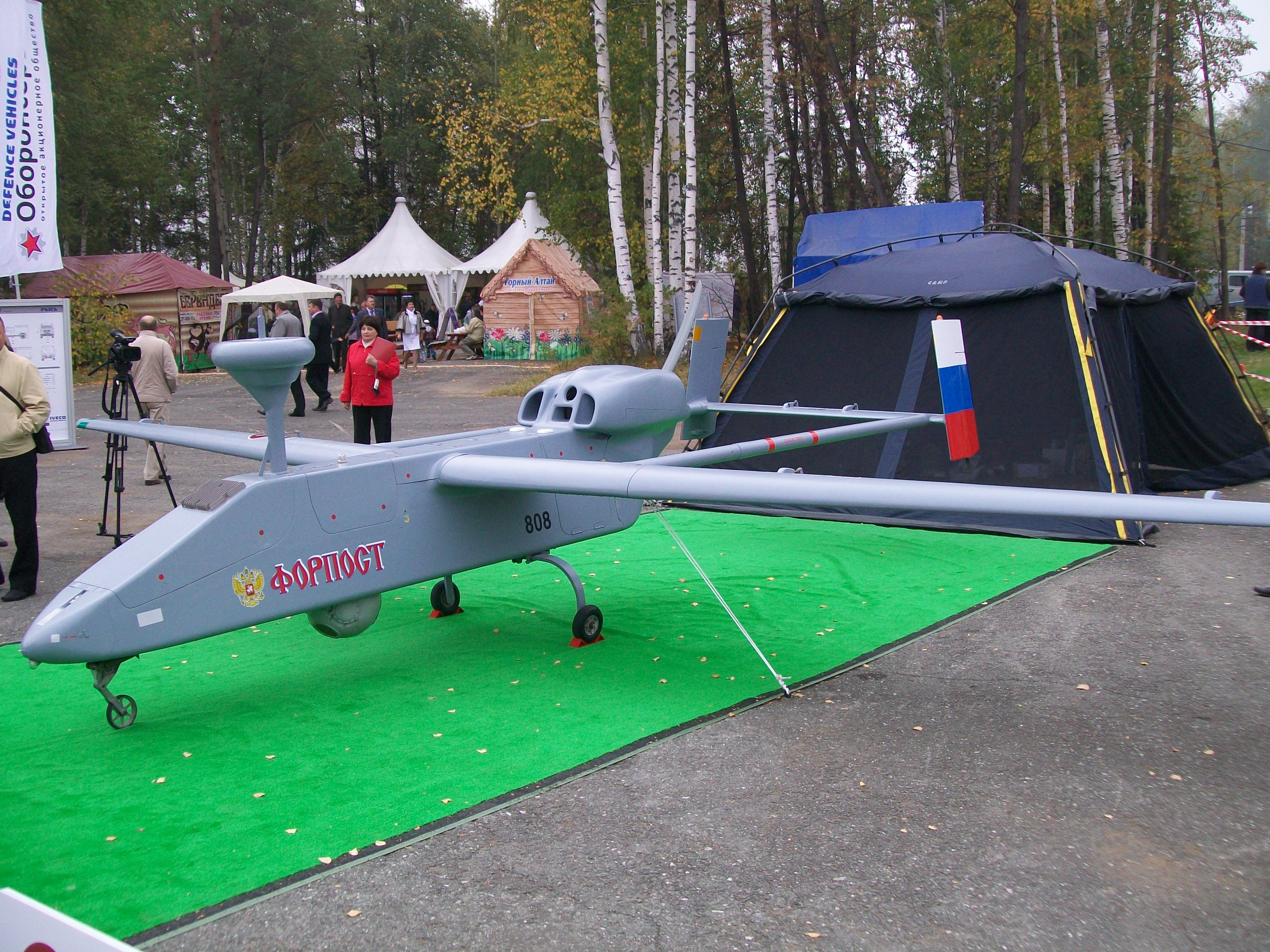
Searcher (Forpost)
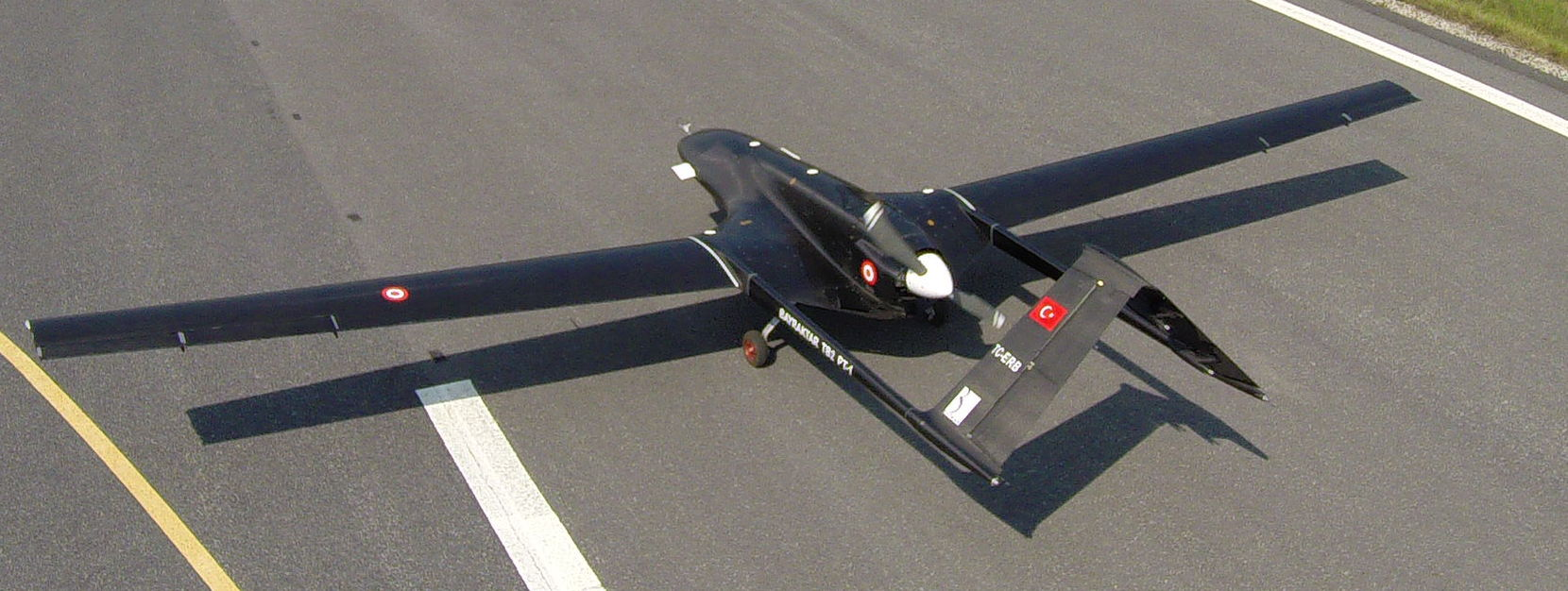
Bayraktar TB2
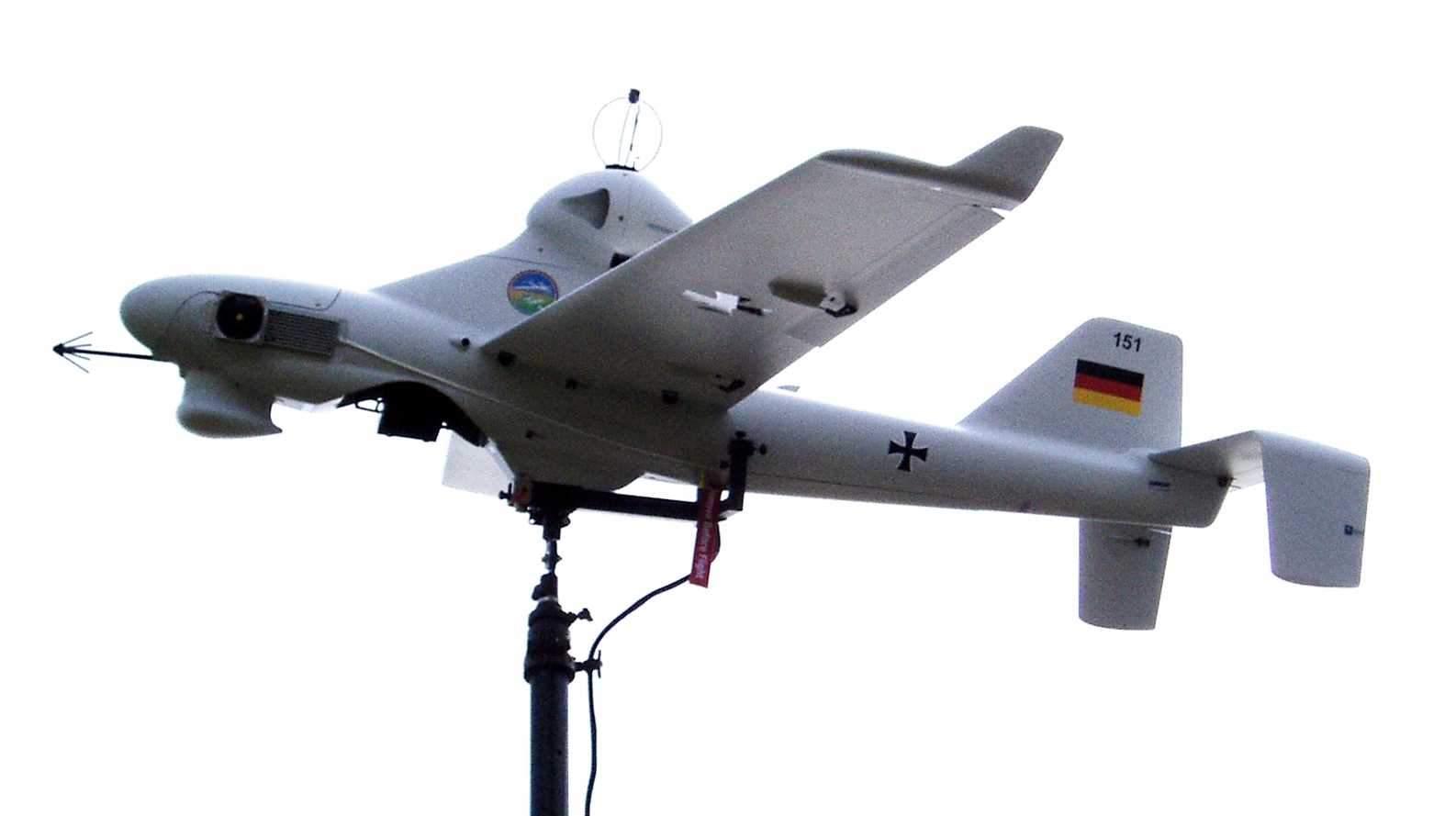
LUNA
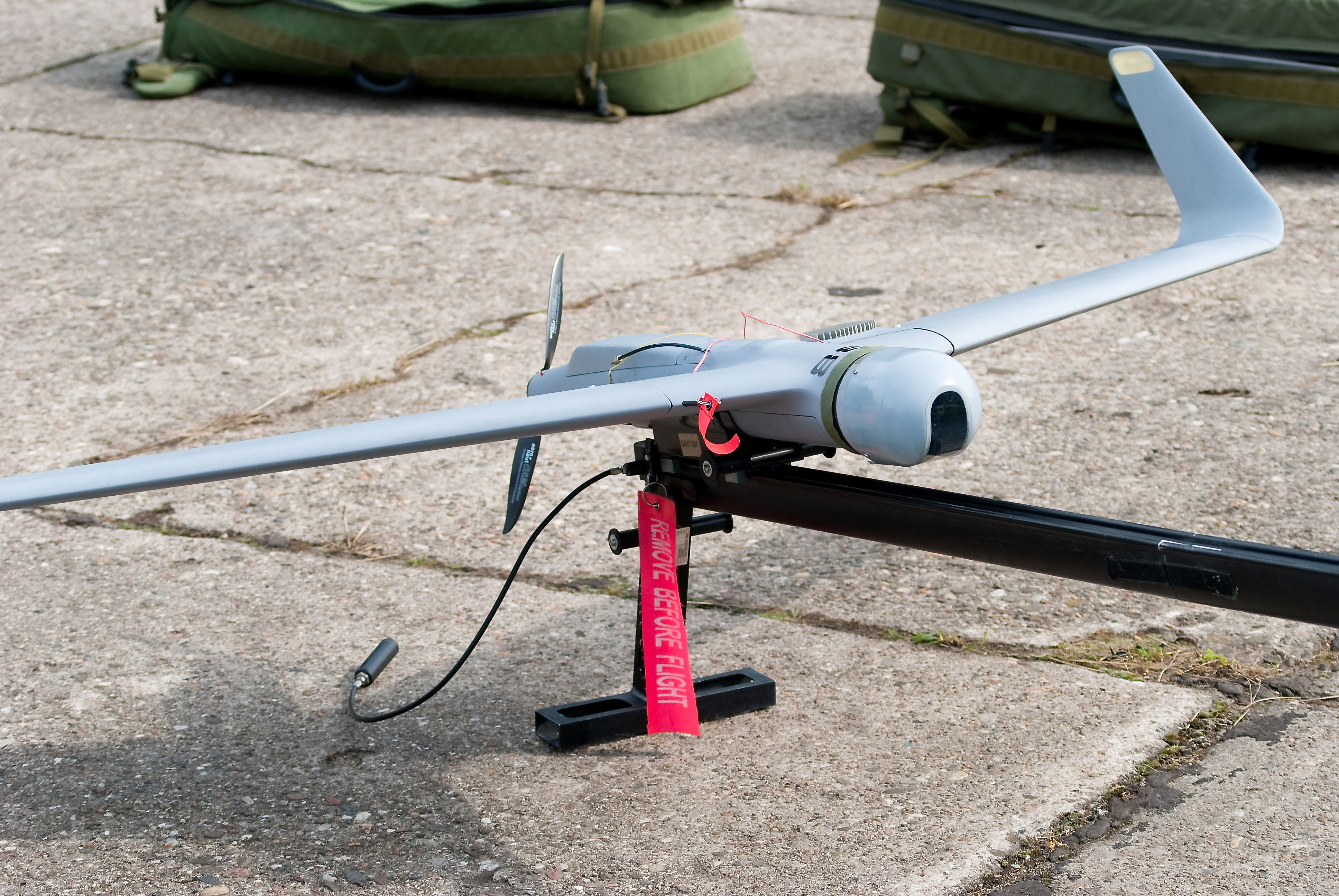
ScanEagle
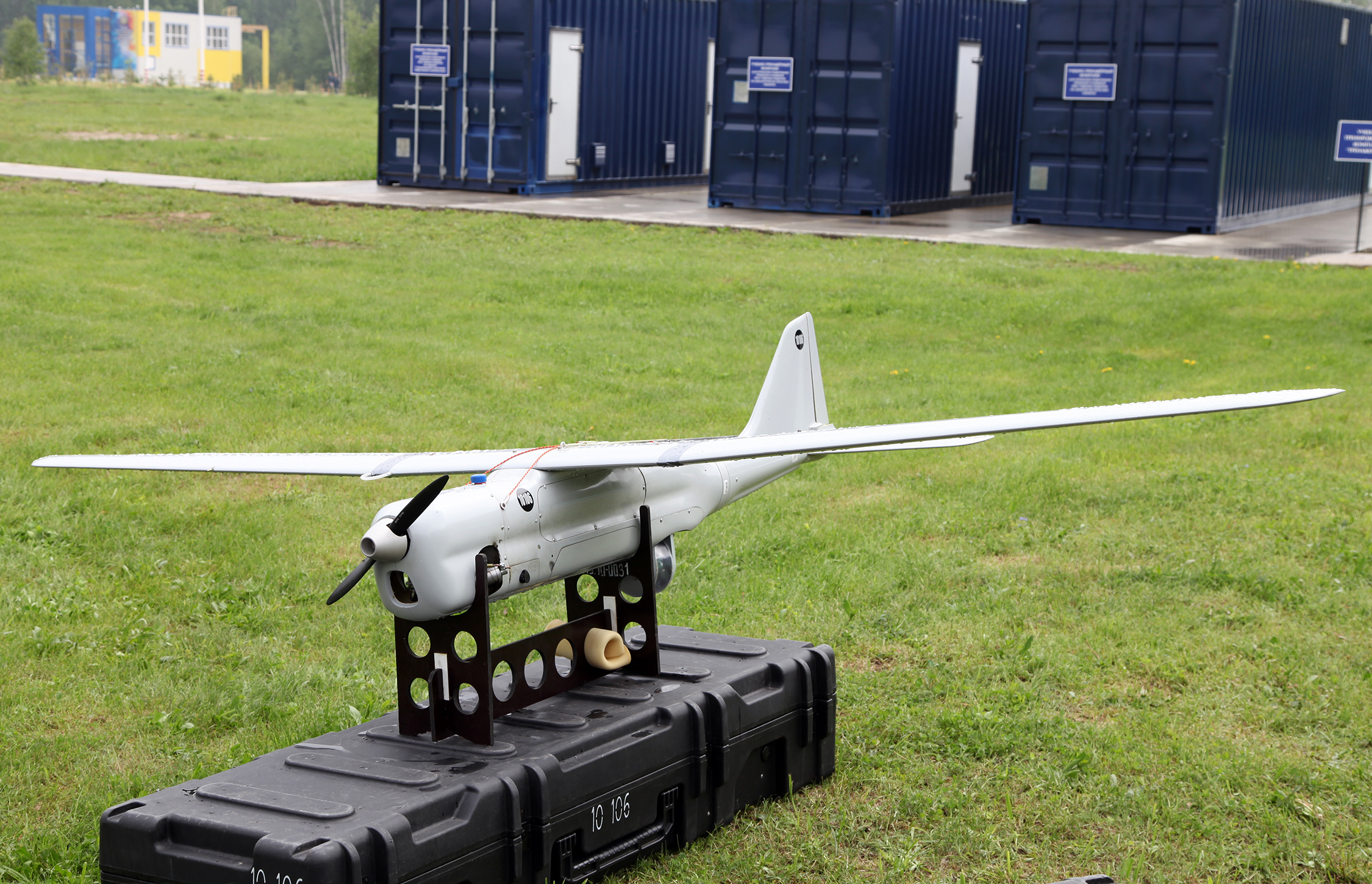
Orlan-10
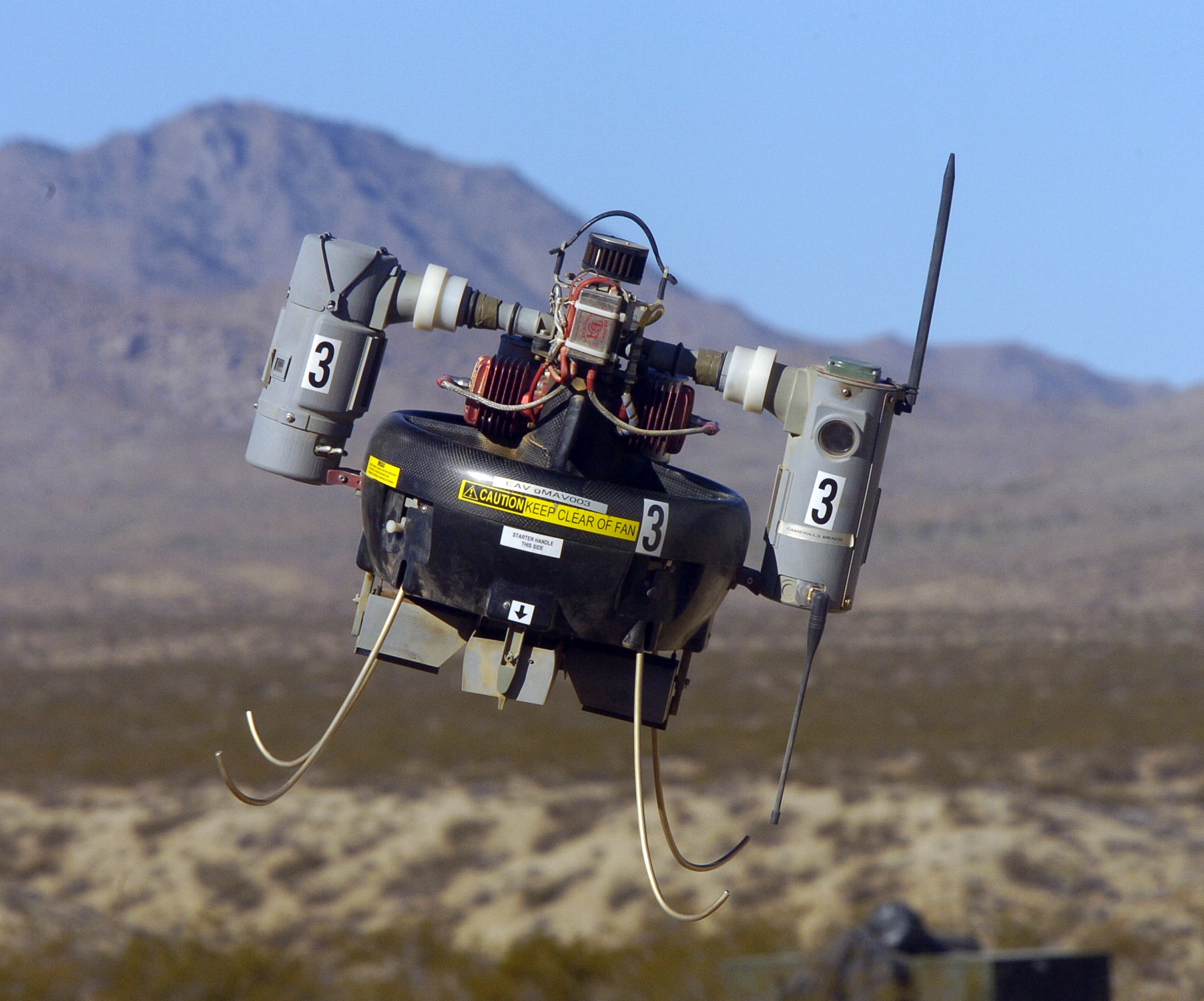
RQ-16 T-Hawk
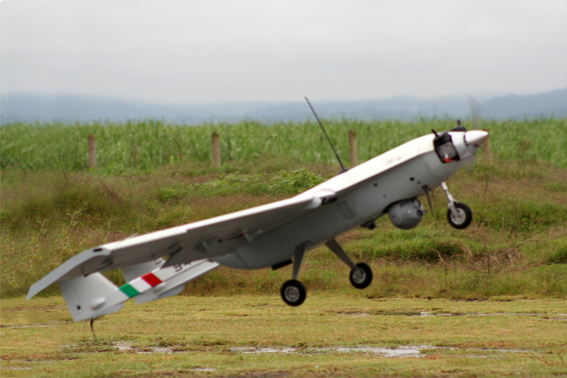
S4 Ehécatl
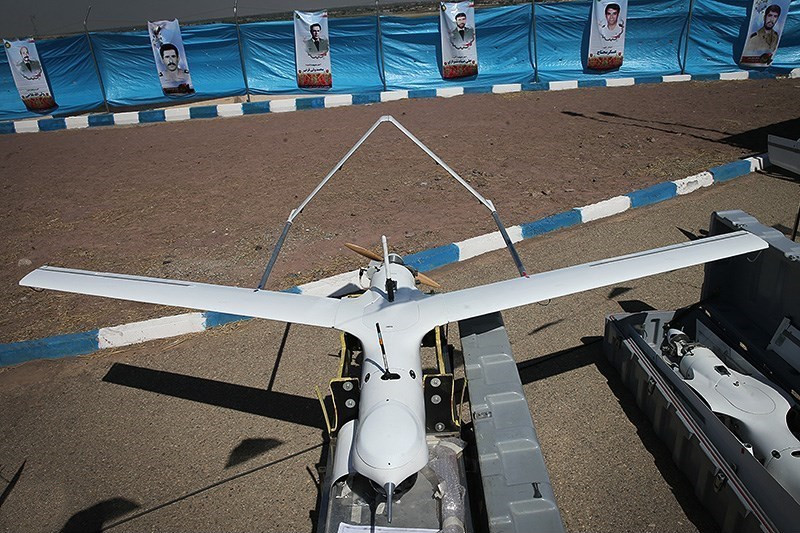
Yasir

Besonders bei den Aufklärungsdrohnen erfolgt zudem noch eine gesonderte Einteilung nach der Einsatzhöhe über 10.000 m:

#### MALE
- Medium altitude long endurance (MALE) fliegen in einer Höhe von 5–15 km.[10]

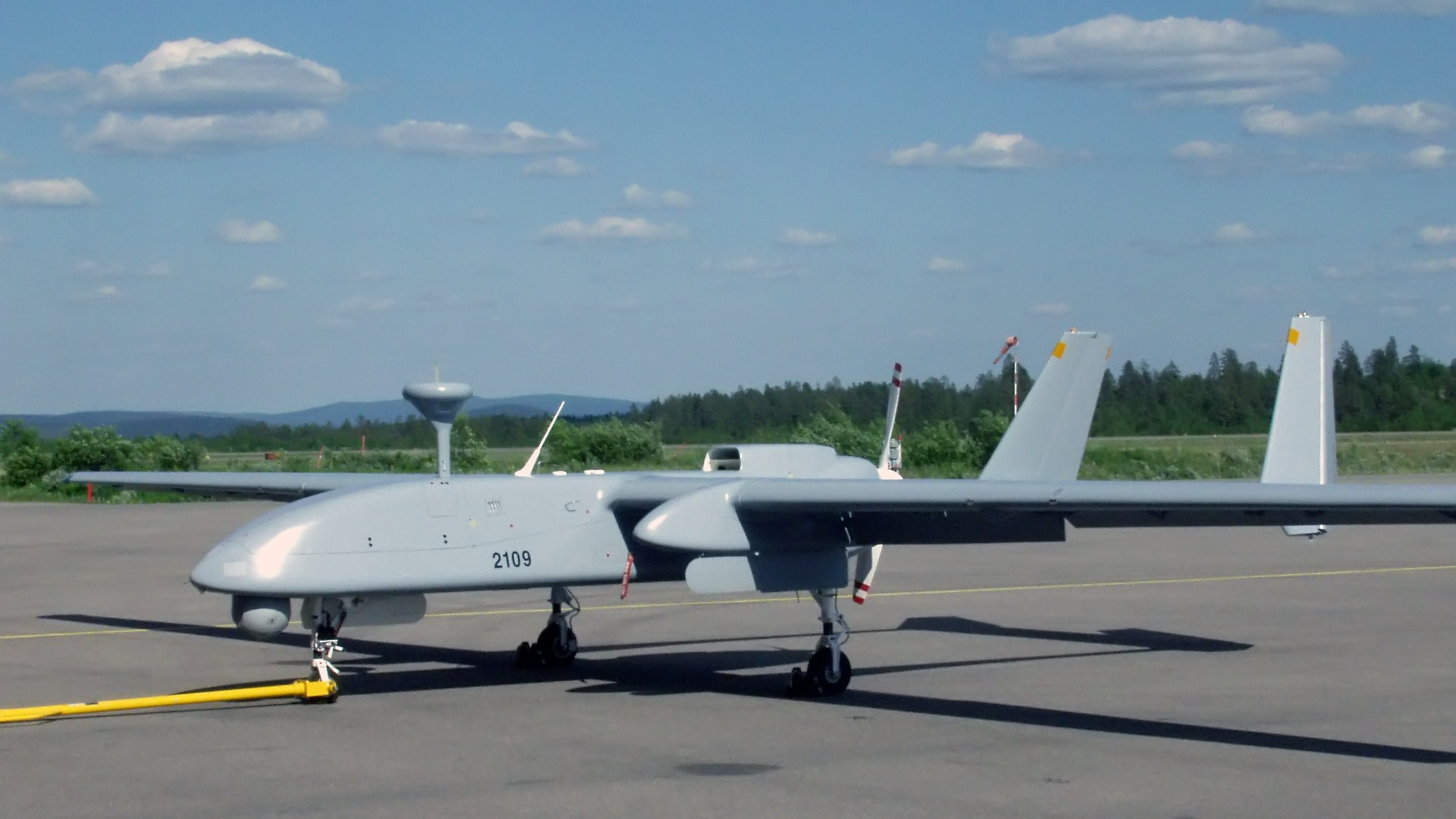
Heron
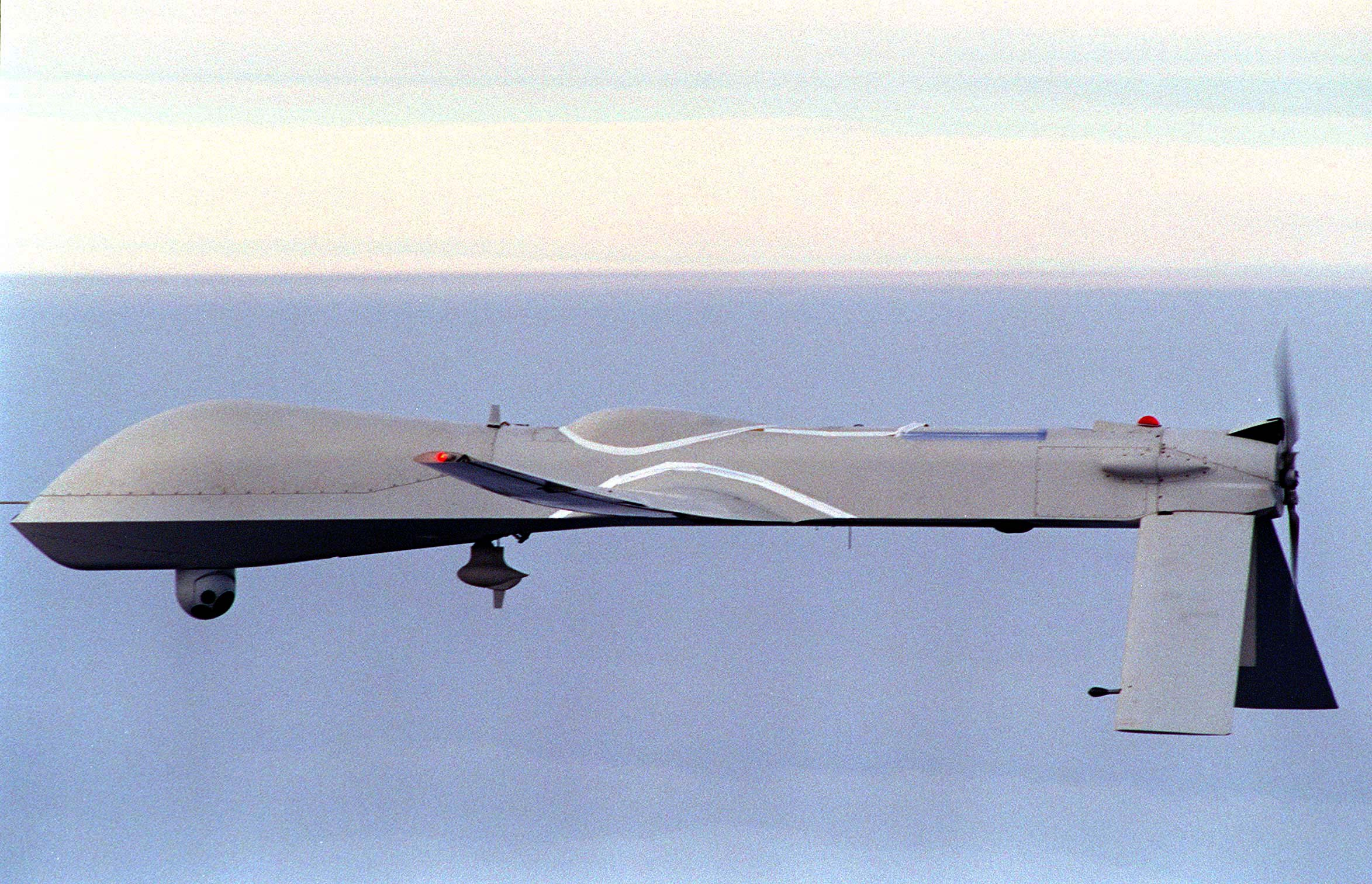
RQ-1 Predator
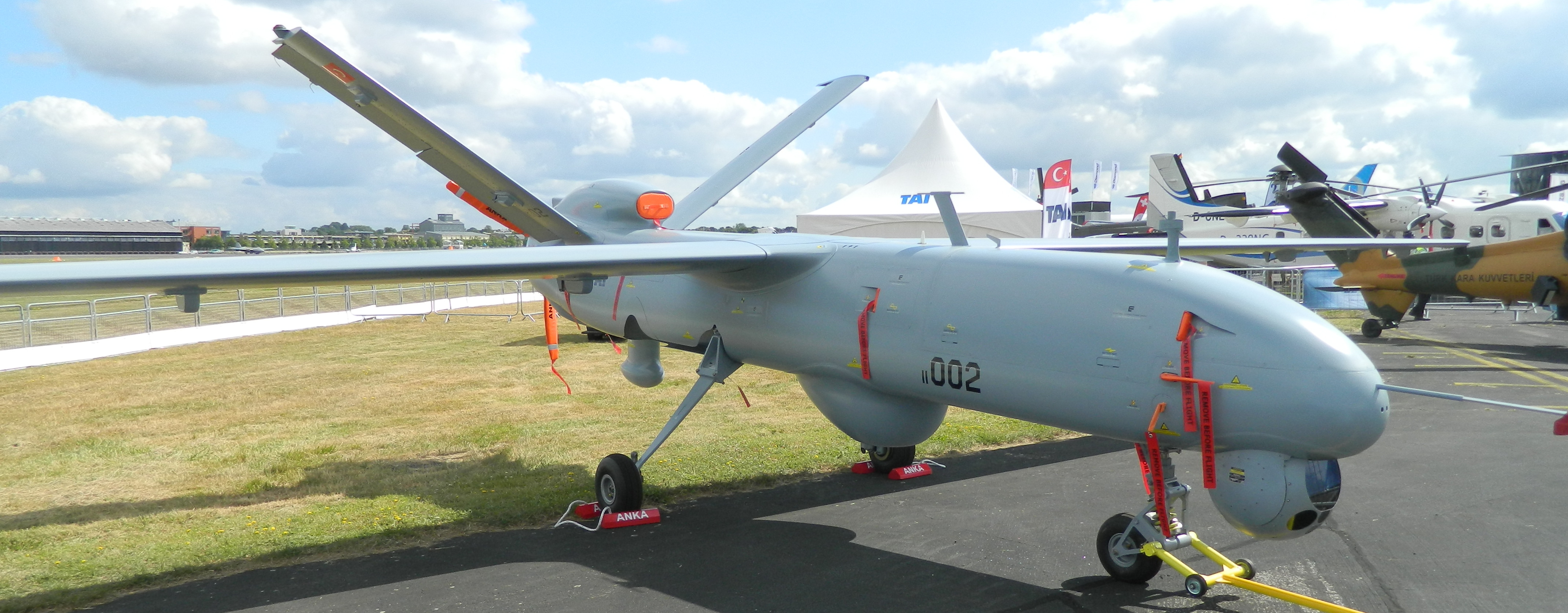
Anka
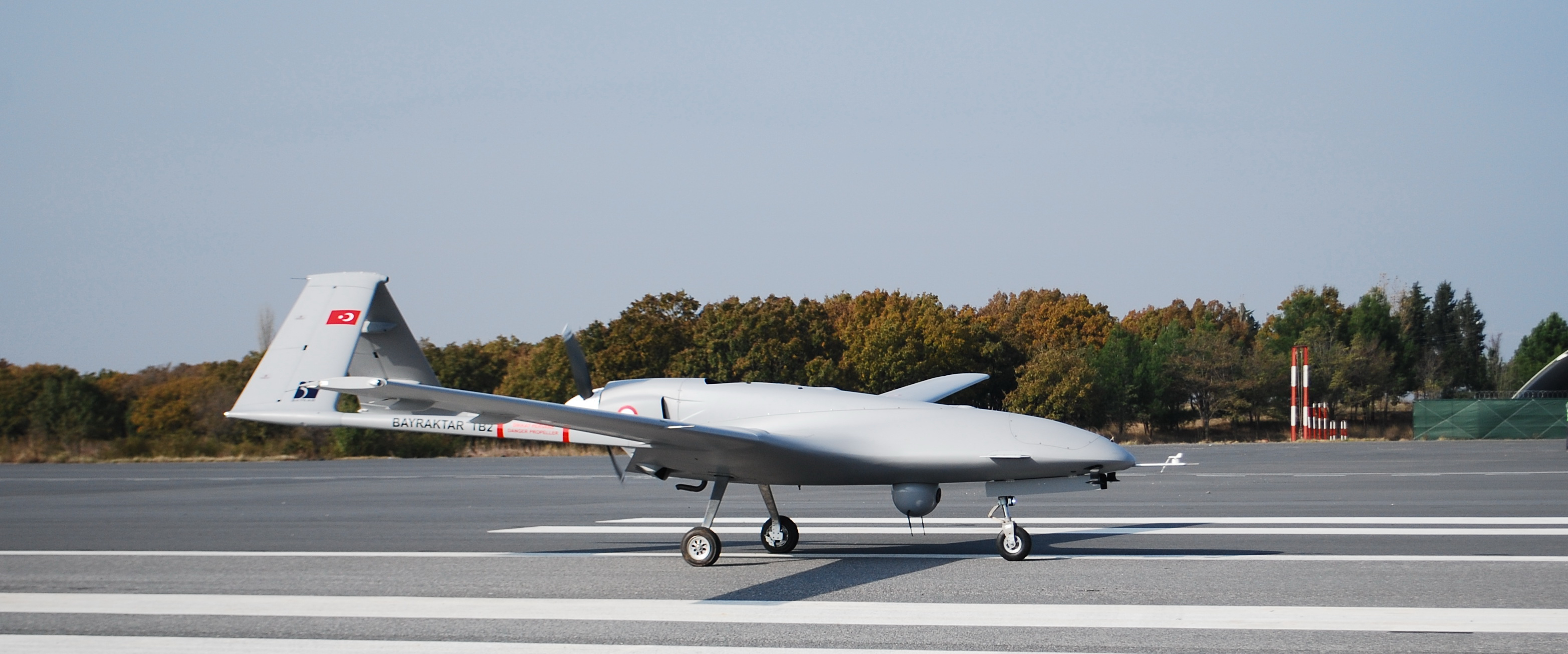
Bayraktar TB2

#### HALE
- High altitude long endurance (HALE) fliegen in einer Höhe von mehr als 15 km.[10]

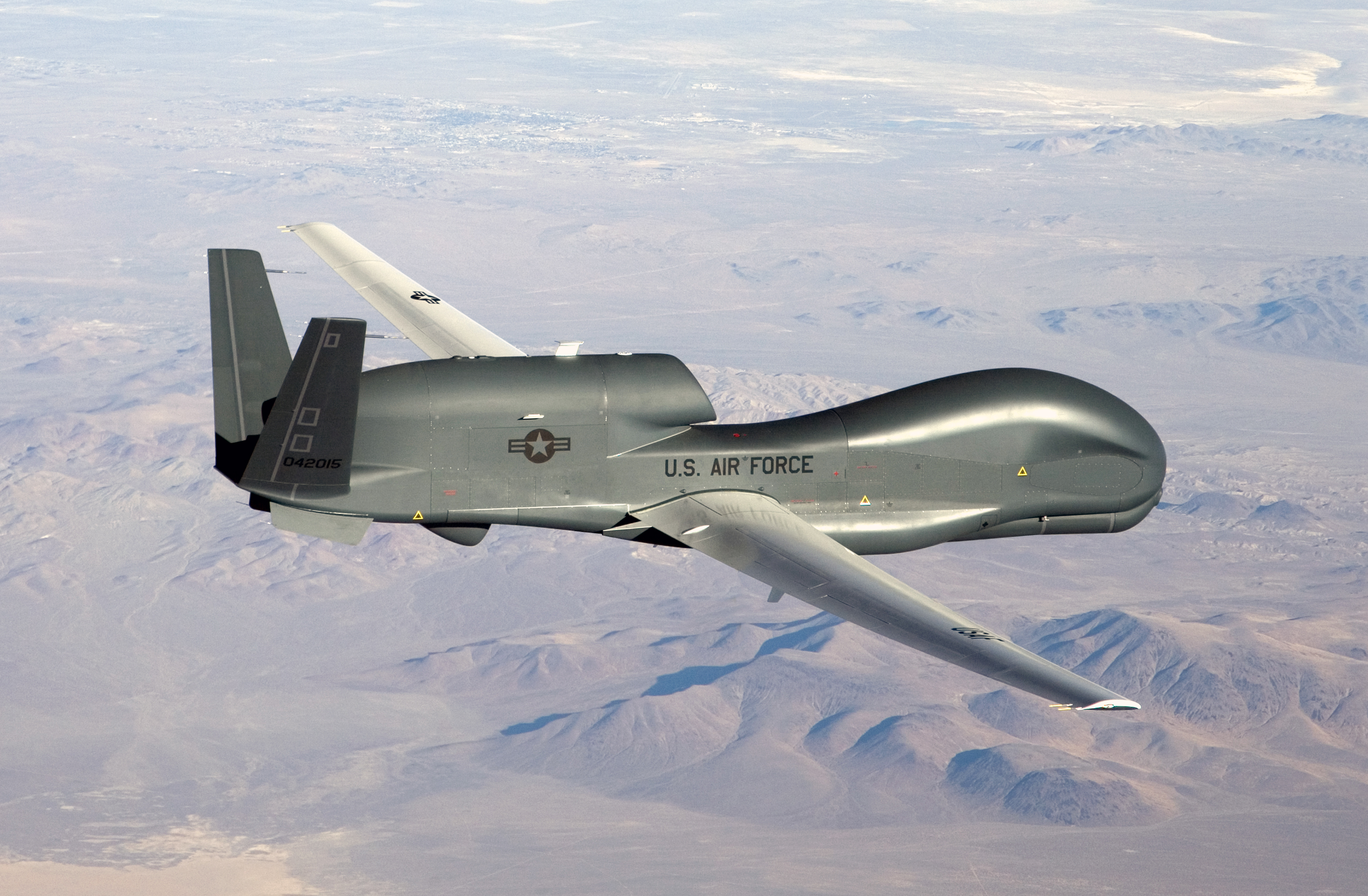
RQ-4B Global Hawk im Flug

### UCAV
Unmanned Combat Aerial Vehicle (UCAV) oder Unmanned Combat Aerial System (UCAS) sind Bezeichnungen für unbemannte, bewaffnete Luftfahrzeuge. Umgangssprachlich werden diese Fluggeräte auch als Kampfdrohnen bezeichnet. Diese Waffensysteme werden zunehmend in militärischen Konflikten eingesetzt. 2012 hat die US-amerikanische Luftwaffe erstmals mehr Piloten für Drohnen als für Kampfflugzeuge und Bomber ausgebildet.
UCAV wurden in verschiedenen Konflikten, z. B. in Afghanistan und Irak, mit Erfolg angewandt, allerdings gegen technisch unterlegene Gegner. Die großen Kampfdrohnen können von moderner konventioneller Luftabwehr bekämpft werden. So konnte die Ukraine in der Anfangszeit des russischen Überfalls große Erfolge mit der Bayraktar TB2 erzielen, doch nur solange, bis Russland die Luftabwehr neu organisiert hatte.
- Drone Anti-Submarine Helicopter (DASH): eine Helikopterdrohne (Gyrodyne QH-50) zur U-Jagd, die von 1958 bis 1969 von der United States Navy getestet und eingesetzt wurde.
- Unmanned Combat Aerial Vehicle (UCAV): Luftangriffsfähiges UAV (unbemanntes Kampfflugzeug), zum Beispiel Predator, RQ-170 Sentinel, BAE Taranis, Boeing X-45, Northrop Grumman X-47

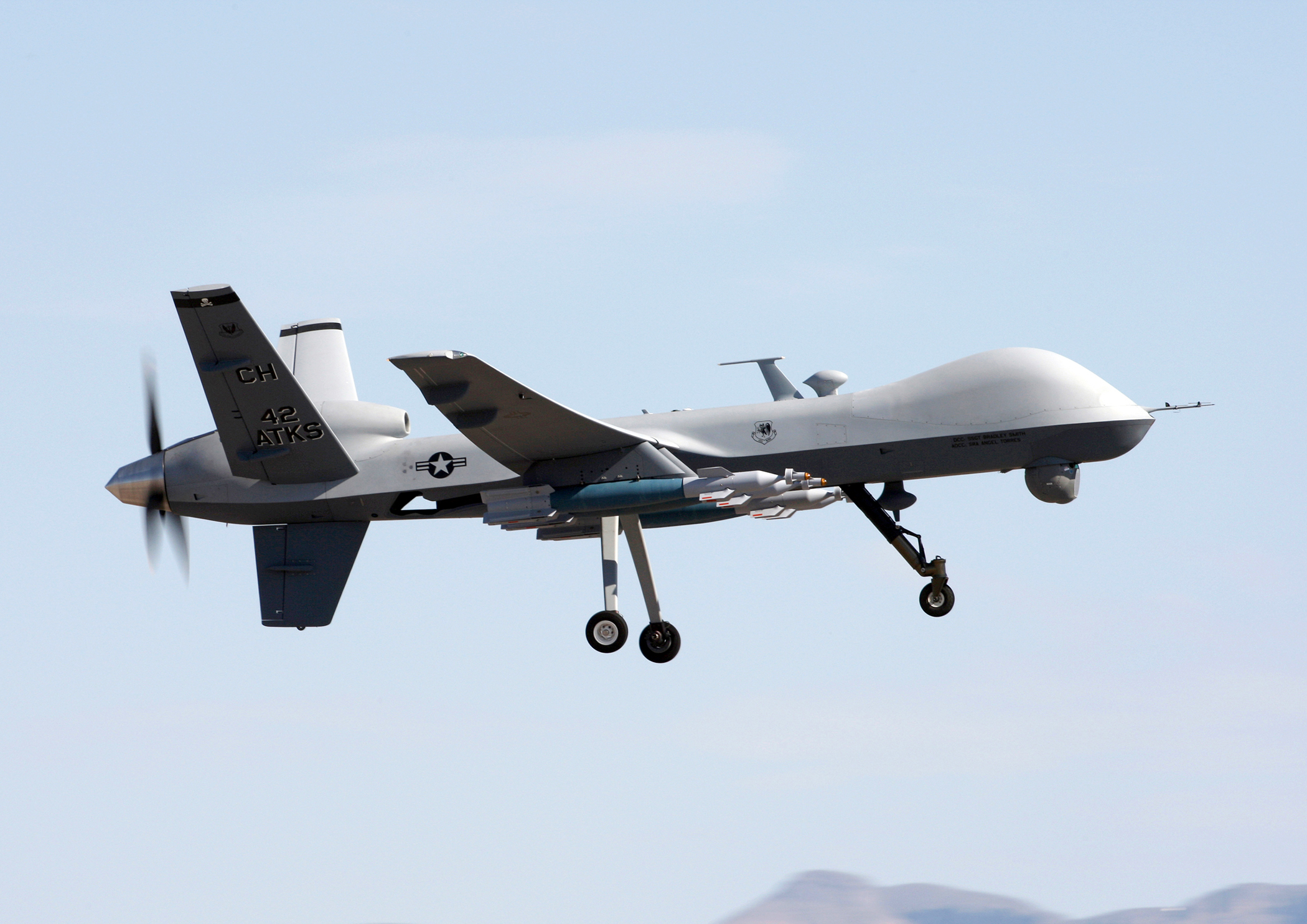
MQ-9A Reaper
Avenger (Predator-C)
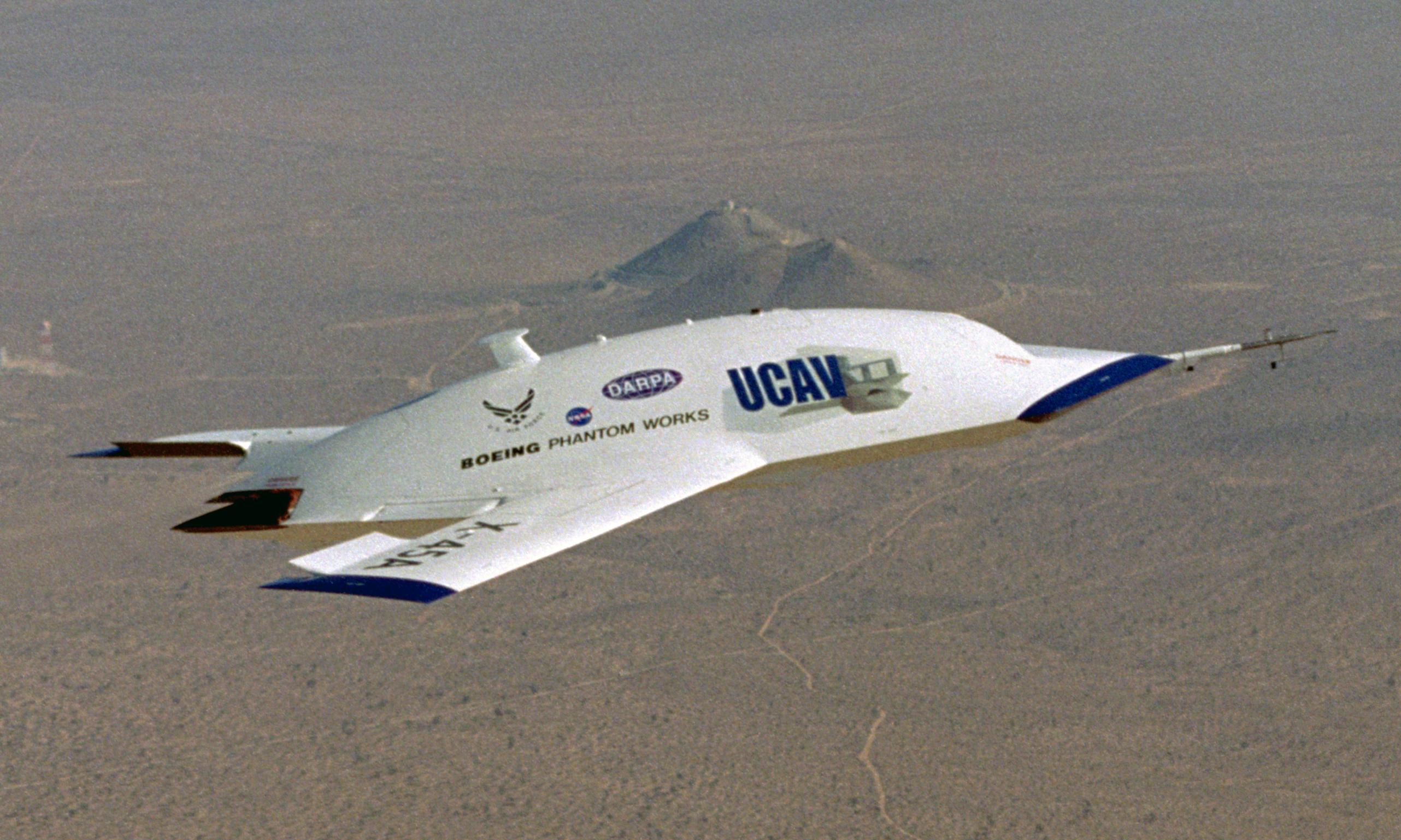
X-45A Spiral
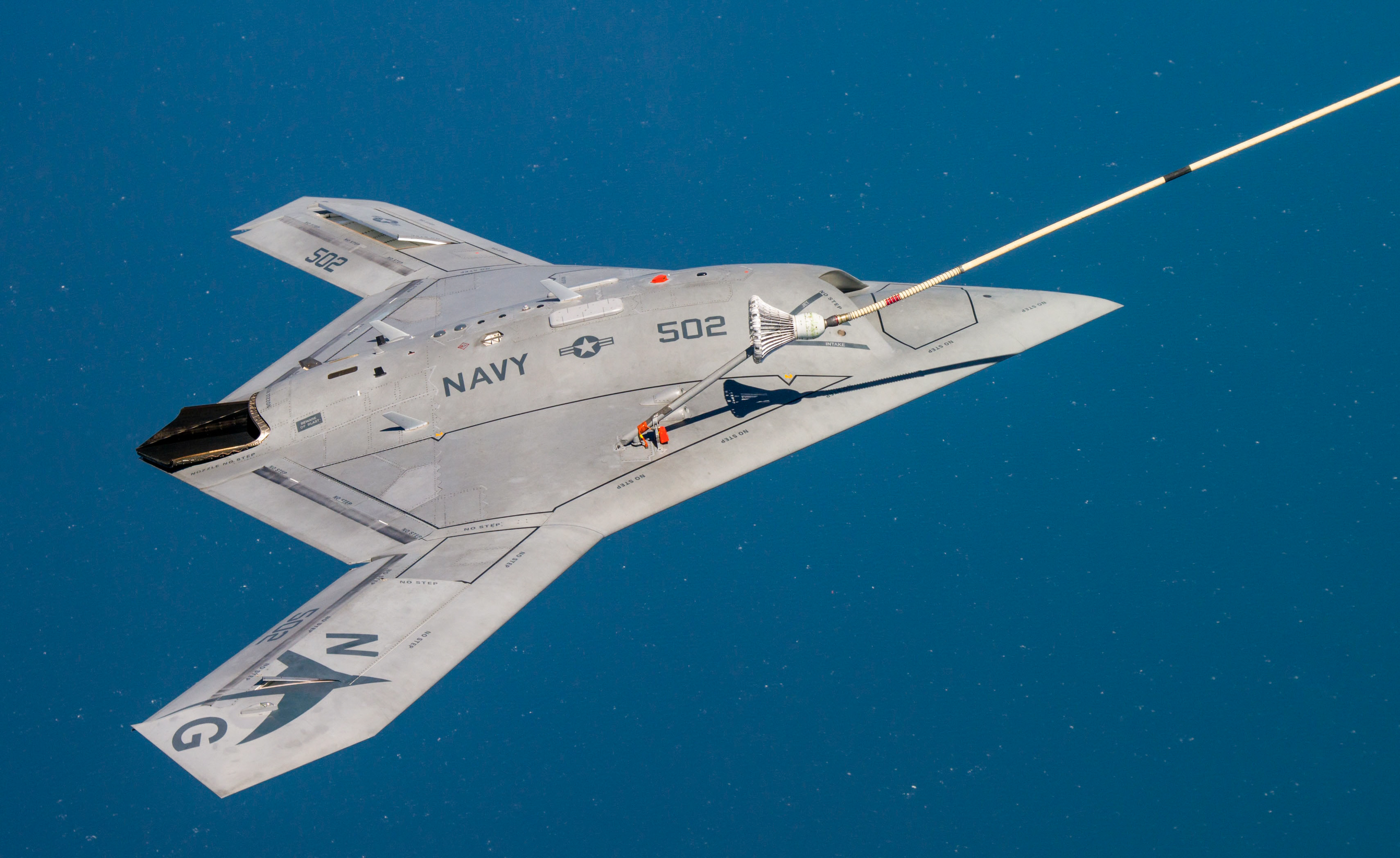
X-47B
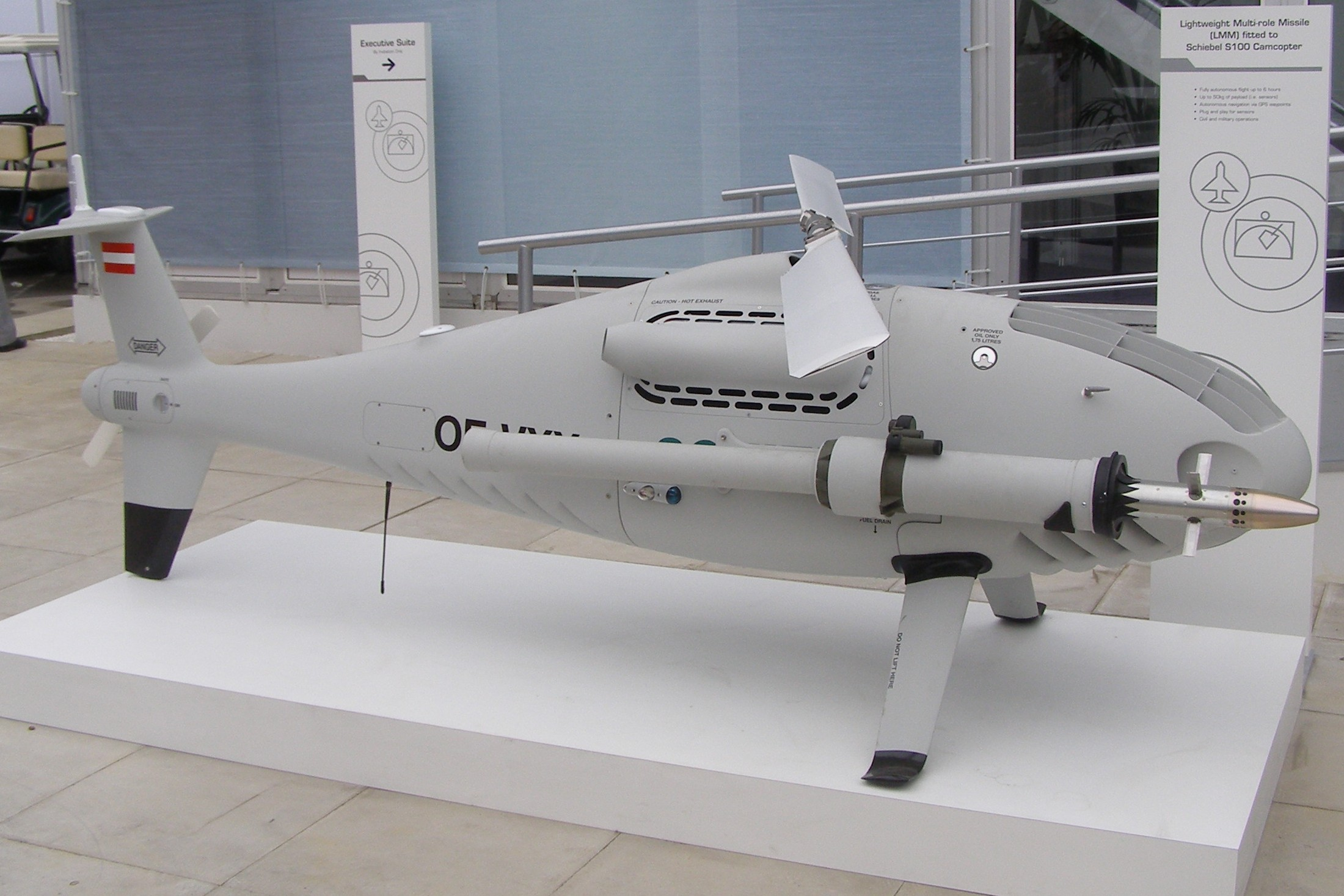
Camcopter S-100 mit Raketenbewaffnung
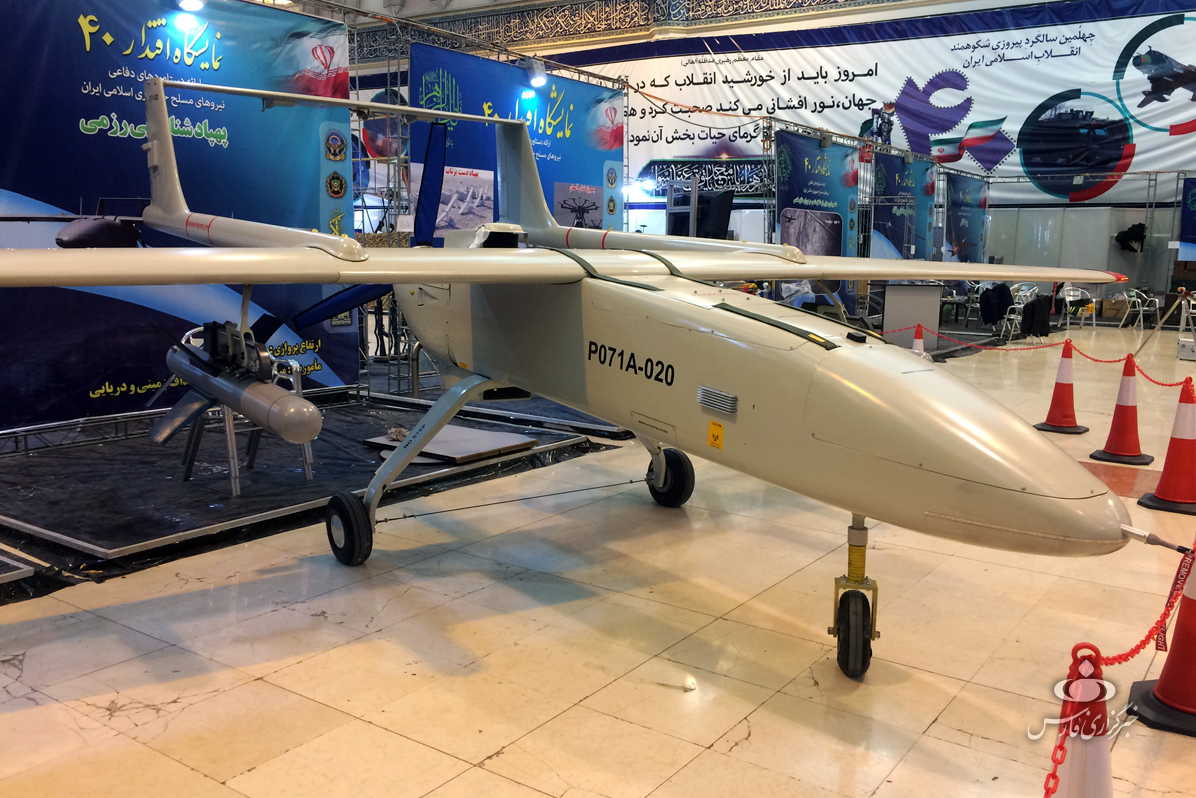
Qods Mohajer-6
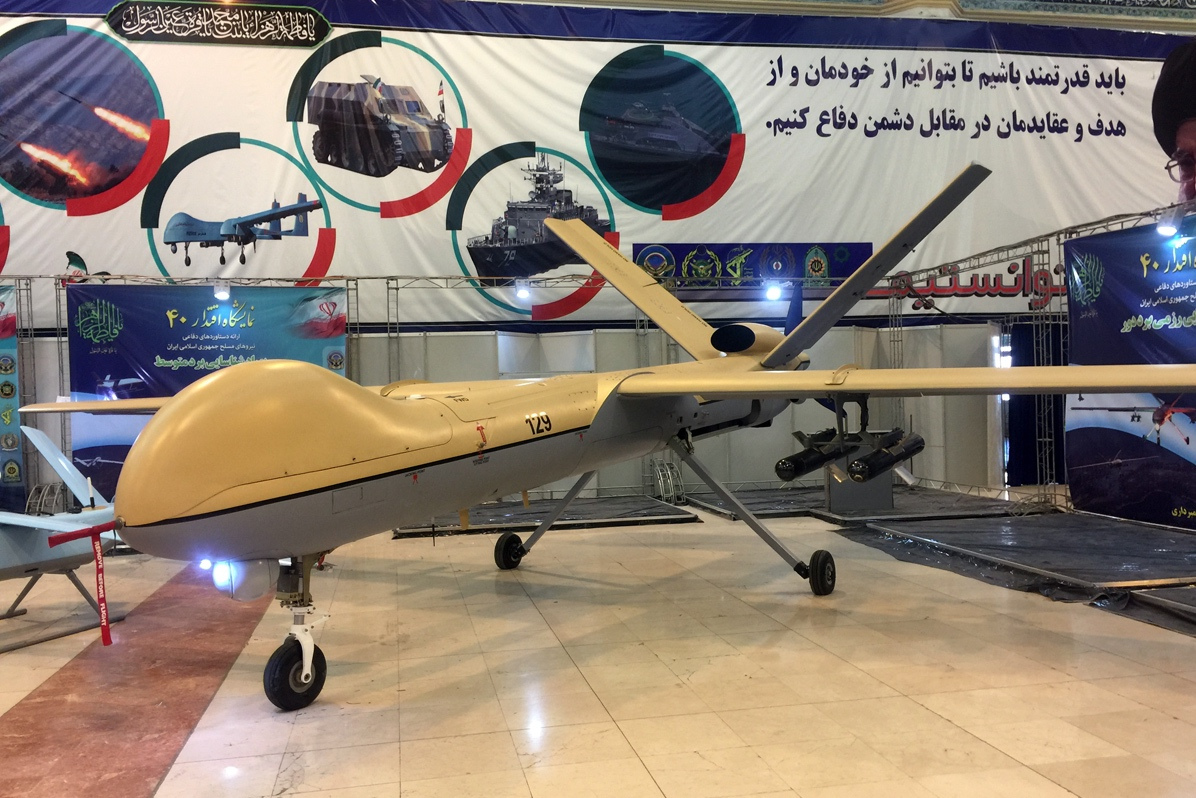
Schahed-129
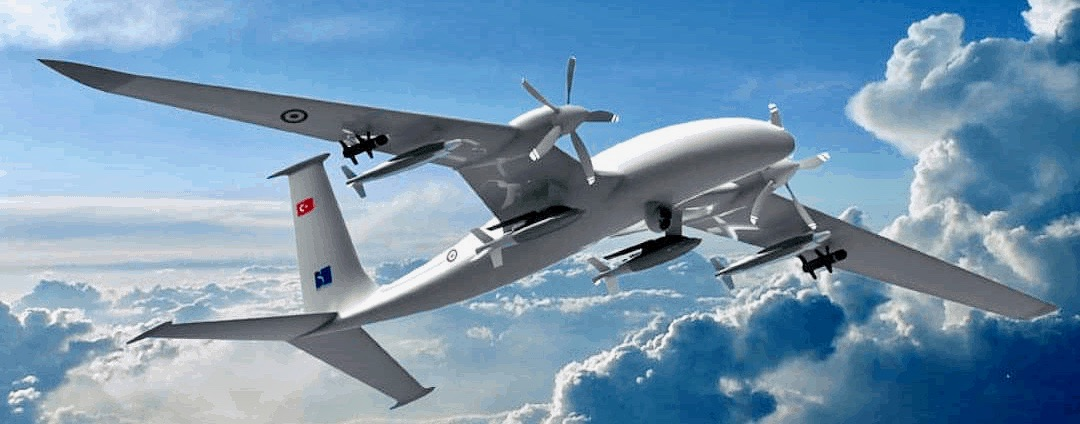
Bayraktar Akıncı
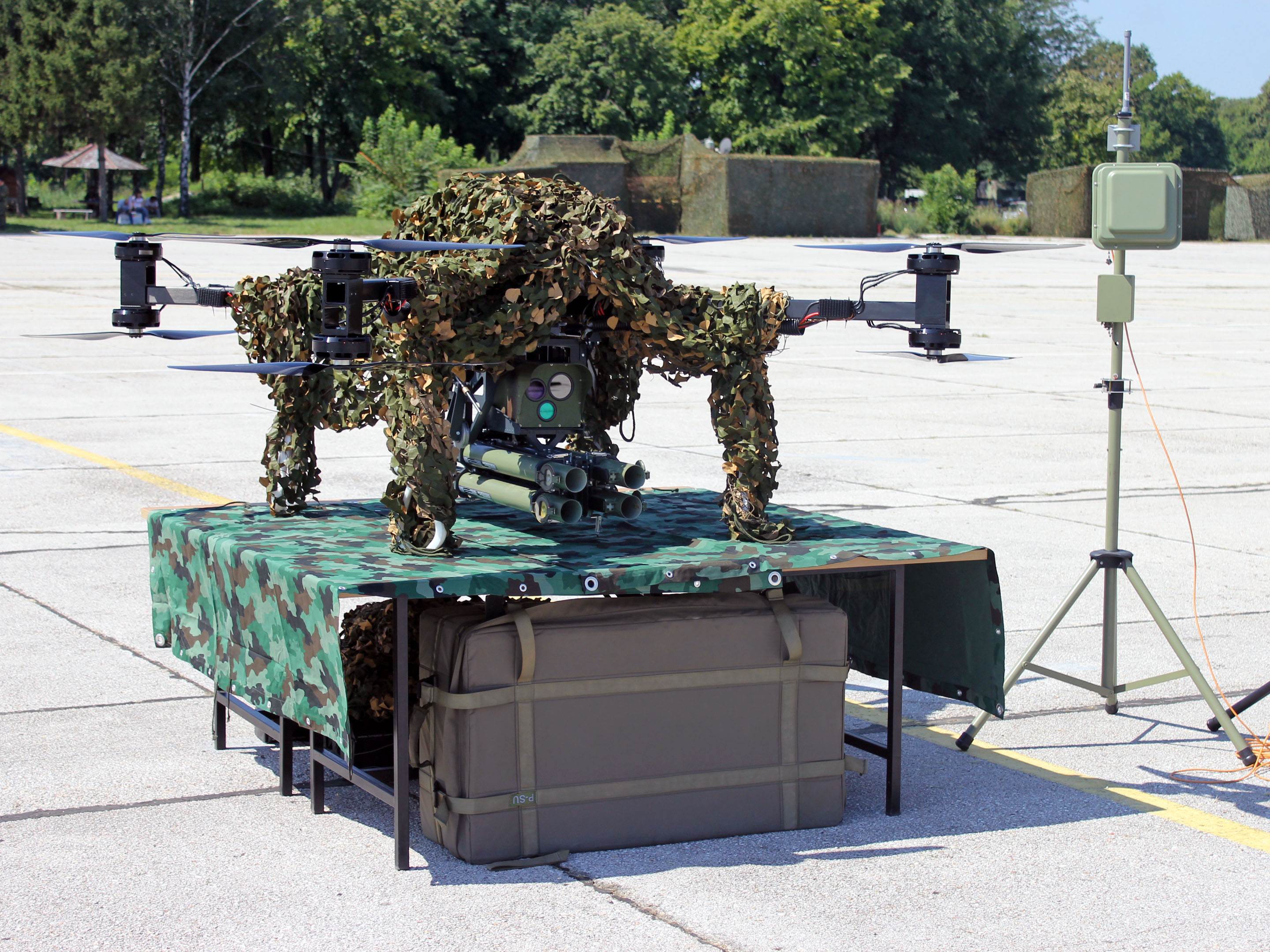
Drohne mit vier M80

### Loitering Munitions
Eine eigene Klasse sind Loitering Munition bzw. Kamikaze-Drohnen oder Suizid-Drohnen. Es handelt sich bei dieser Art von Drohne um einen Marschflugkörper bzw. präzisionsgelenkte Munition, welche die Möglichkeiten einer Aufklärungsdrohne nutzt und durch menschliche oder automatische Kontrolle in ein erst im Flug genauer definiertes Ziel geflogen wird und dann explodiert.

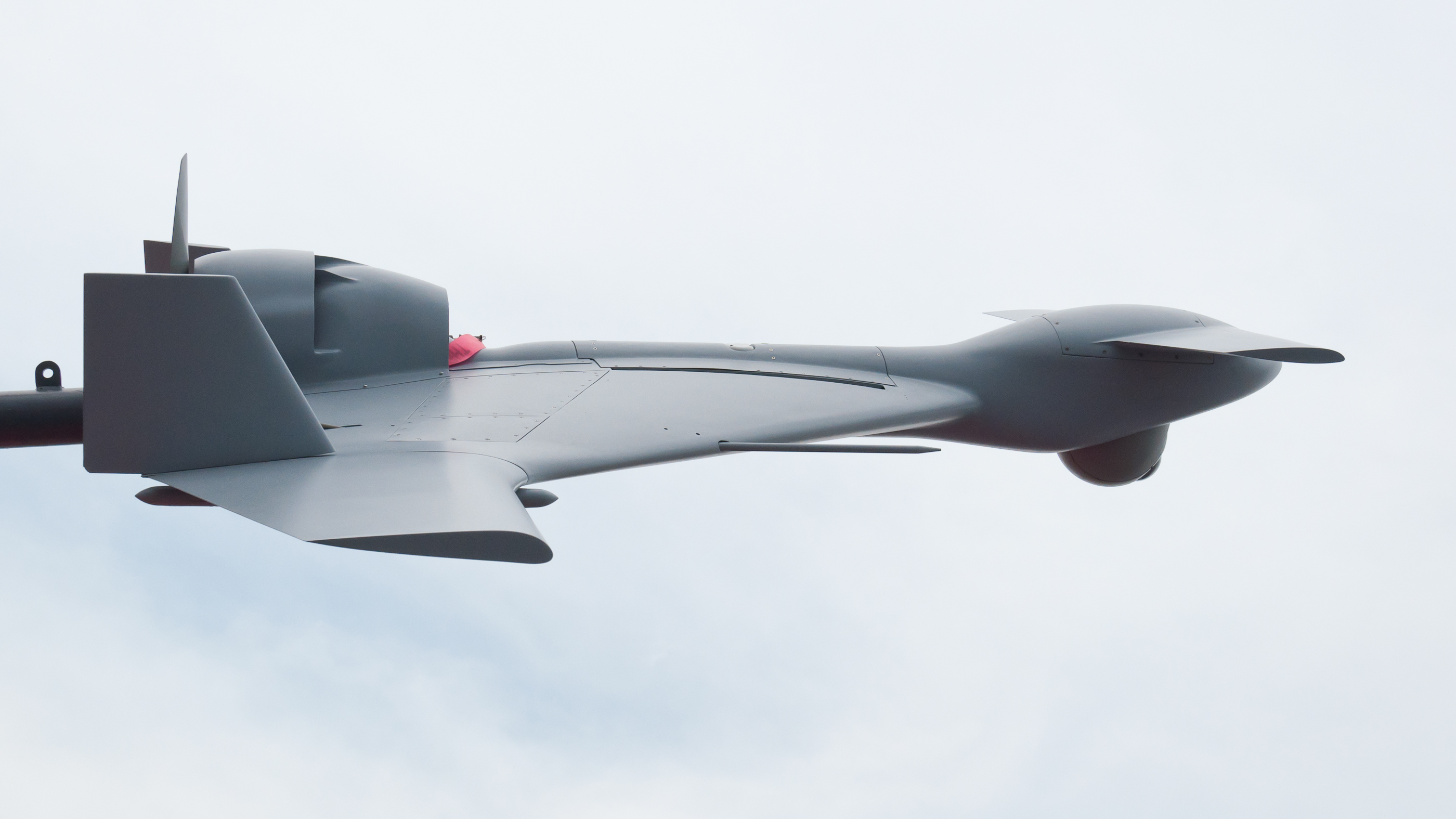
Harop (Kamikaze-Drohne)

### Sonstige Bezeichnungen
- FPV-Drohnen[16]

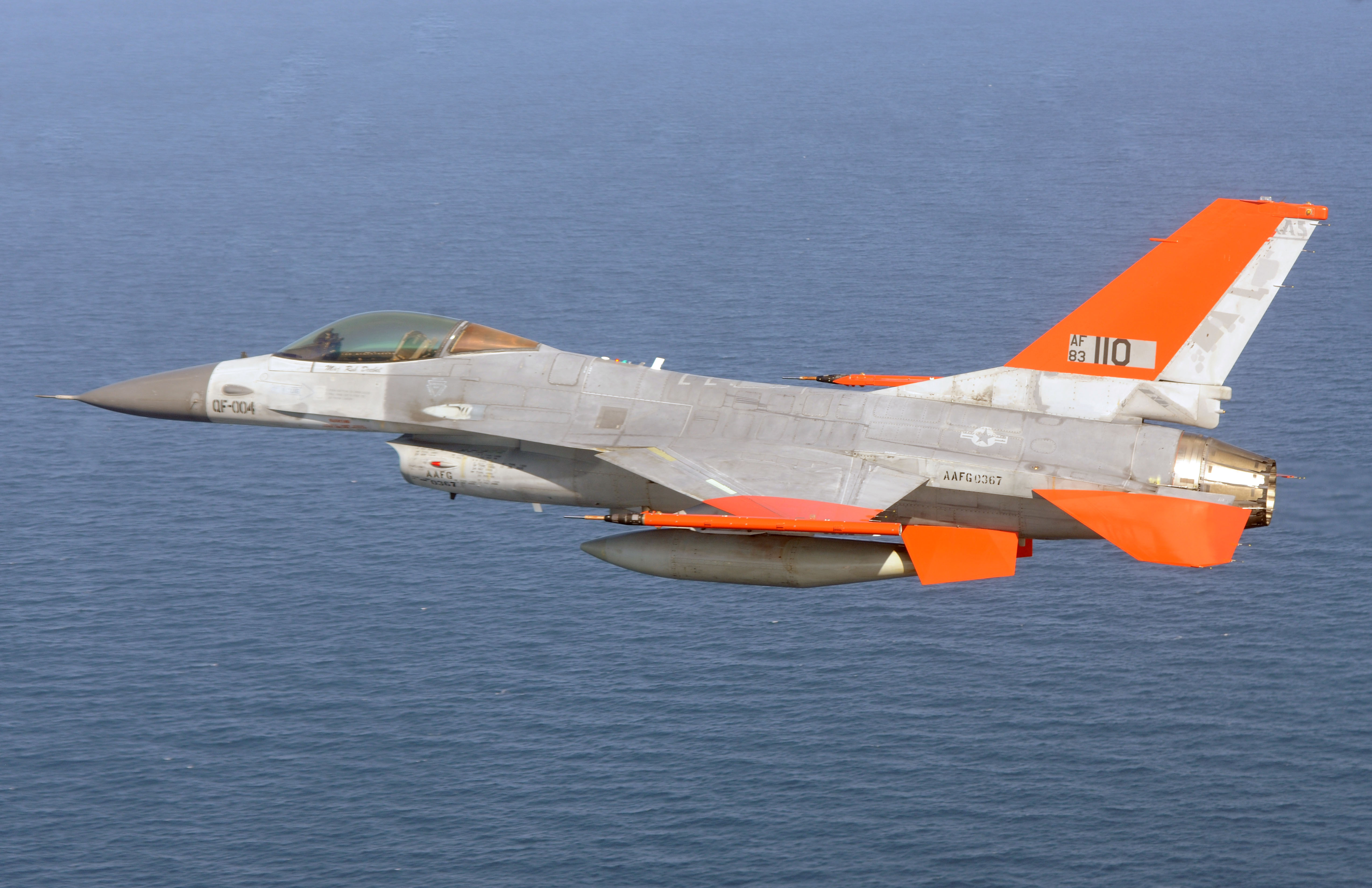
Zieldarstellungsdrohne QF-16

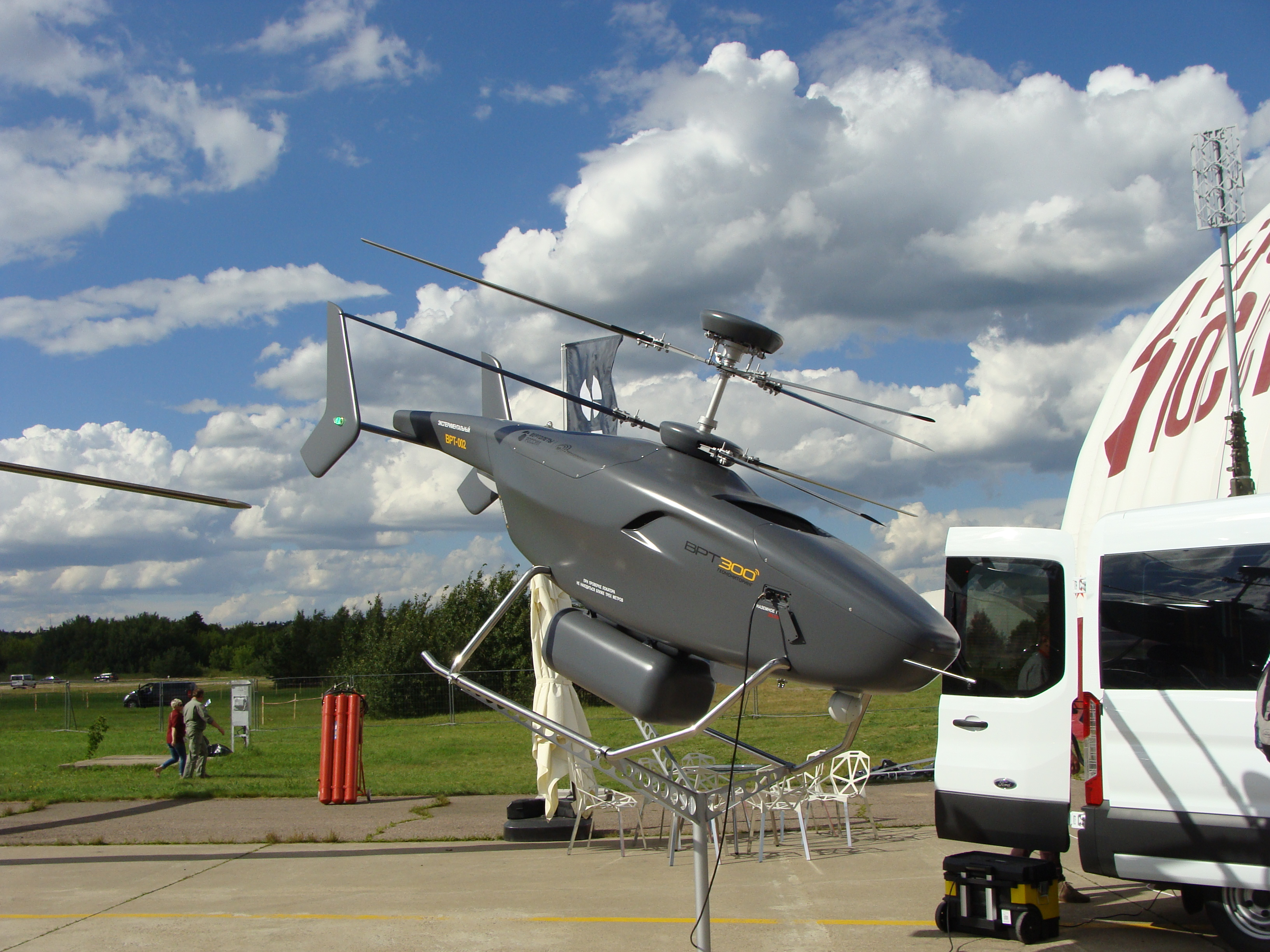
Russische Frachtdrohne VRT-300

- Zieldarstellungsdrohne: militärisches Übungsobjekt.
- Signalverstärkerdrohnen[16]
- Transportdrohne/Frachtdrohne: Drohne für Transport/Fracht
- Vermessungsdrohne (bspw. mittels Lidar oder Photogrammetrie)[17][18]
- Skidy-Drohnen (die Sprengsätze transportieren und abwerfen)[16]
- Anti-Drohnen-Drohnen[16]
- Micro Air Vehicle (MAV) sind Kleindrohnen, die über genügend Tragkraft verfügen, um Bildaufzeichnungsgeräte oder andere Sensoren zu transportieren. Sie haben einen Aktionsradius von einigen Kilometern und können eine Flughöhe von mehreren hundert Metern erreichen.
- Organic Aerial Vehicle (OAV): Organisches Fluggerät (im Sinne von die Sinne des Menschen erweiternd), zum Beispiel das Class I UAV.
- Remotely Piloted Vehicle (RPV): Ferngesteuertes Fluggerät.
- Tactical Unmanned Aerial Vehicle (TUAV) sind mittelgroße Drohnen mit einem Gewicht von bis zu 300 kg und einer Reichweite von 200–300 km. Meist starten sie nicht autark, sondern mit Hilfe von Katapulten oder Booster-Raketen. Ein Beispiel ist die deutsche Drohne LUNA.
- Vertical Take-Off and Landing Unmanned Aerial Vehicle (VTOL UAV, mitunter auch VTUAV[19]): Senkrecht startendes und landendes UAV, zum Beispiel Bell Eagle Eye oder Kaman K-Max Unmanned Multi-Mission Helicopter. Durch die VTOL-Fähigkeit werden weder eine Start- bzw. Landebahn noch spezielle Start- oder Landevorrichtungen benötigt. Gleichzeitig ergibt sich oftmals die Möglichkeit zwischendurch zu schweben oder sogar zu landen um zu beobachten (hover and stare).
- Vertical Take-off and Landing Tactical Unmanned Aerial Vehicle (VTUAV bzw. VTOL Tactical UAV): Senkrecht startendes und landendes UAV speziell für den taktischen (militärischen) Einsatz. Viele von den VTUAVs sollen aber auch außerhalb des Militärs z. B. bei der Küstenwache, der allgemeinen Grenzüberwachung oder dem Katastrophenschutz in einigen Ländern Anwendung finden.
- Quadcruiser: Airbus entwickelte 2013 in Zusammenarbeit mit der SFL-GmbH einen Quadrocopter mit fünf Rotoren, einer Abflugmasse von 12 kg und einer Stunde Flugzeit, um sich bei unbemannten Luftfahrtsystemen zu beteiligen.

## Militärischer Einsatz

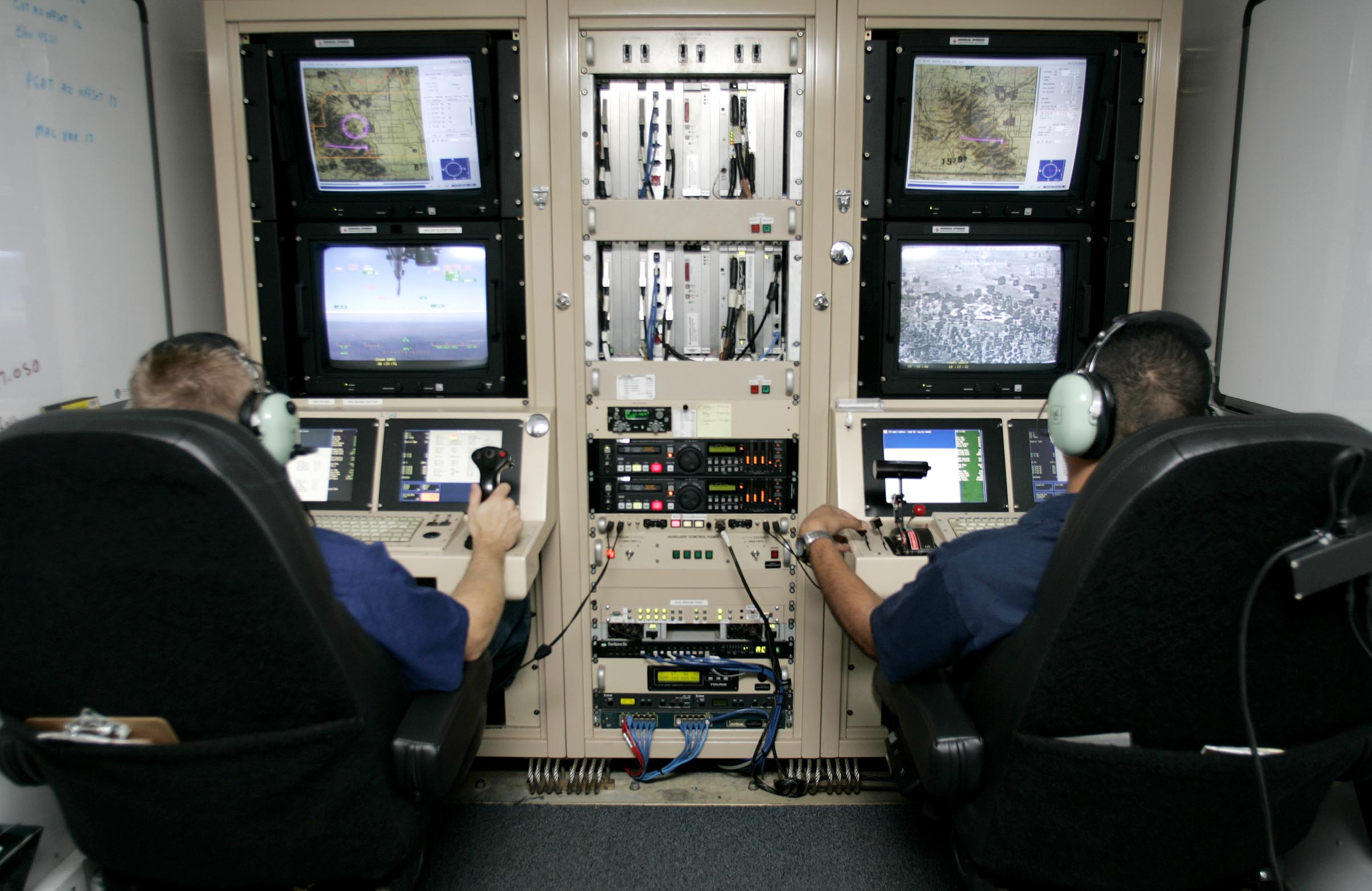
Boden-Kontrollstation für Drohnen-Einsätze, 2006

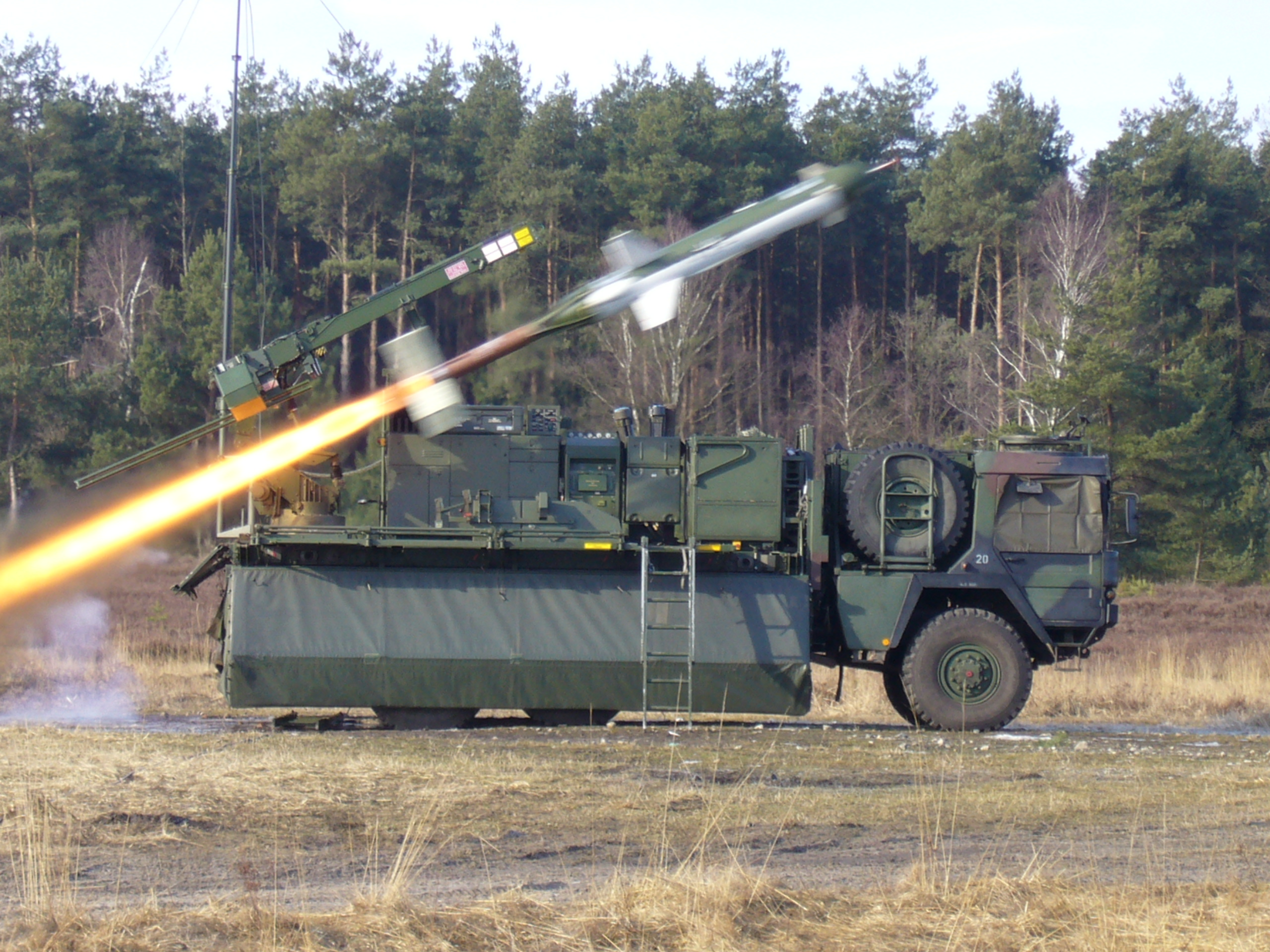
Canadair CL-289 startet mittels Feststoffrakete, 2006

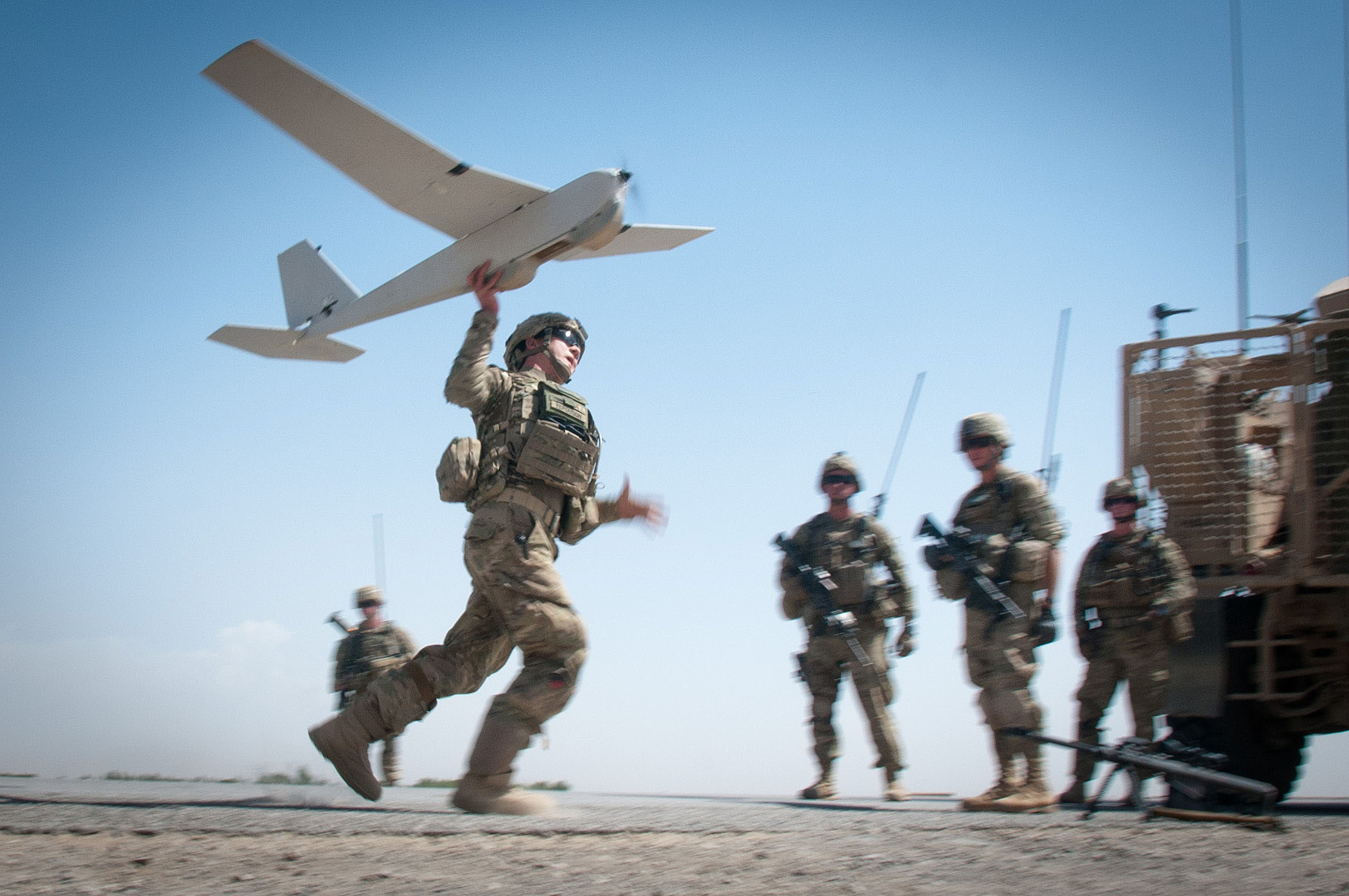
Eine RQ-20 wird zum Start von einem Soldaten in die Luft geworfen, 2012

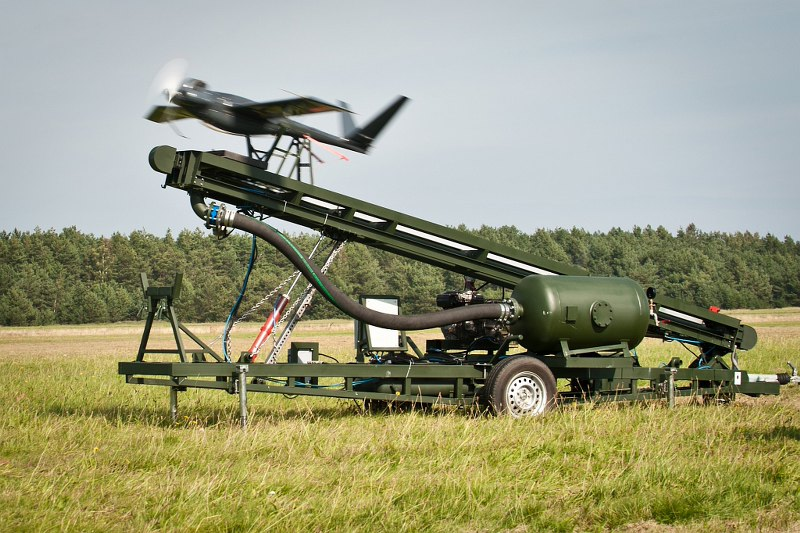
Druckluftbetriebenes Flugzeugkatapult zum Start einer Drohne, 2012

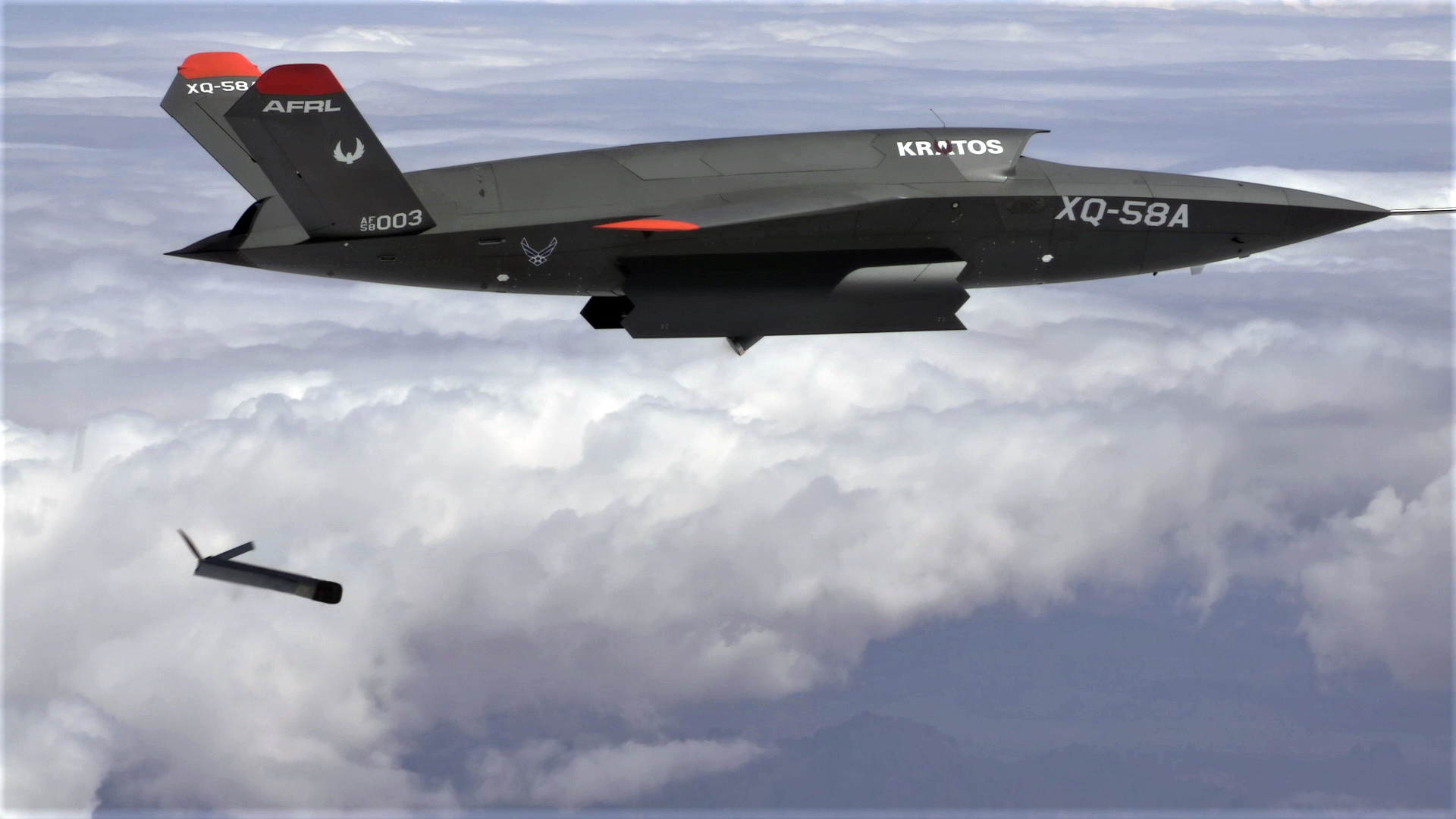
XQ-58A beim Test-Abwurf einer ALITUS-600-Drohne, 2021

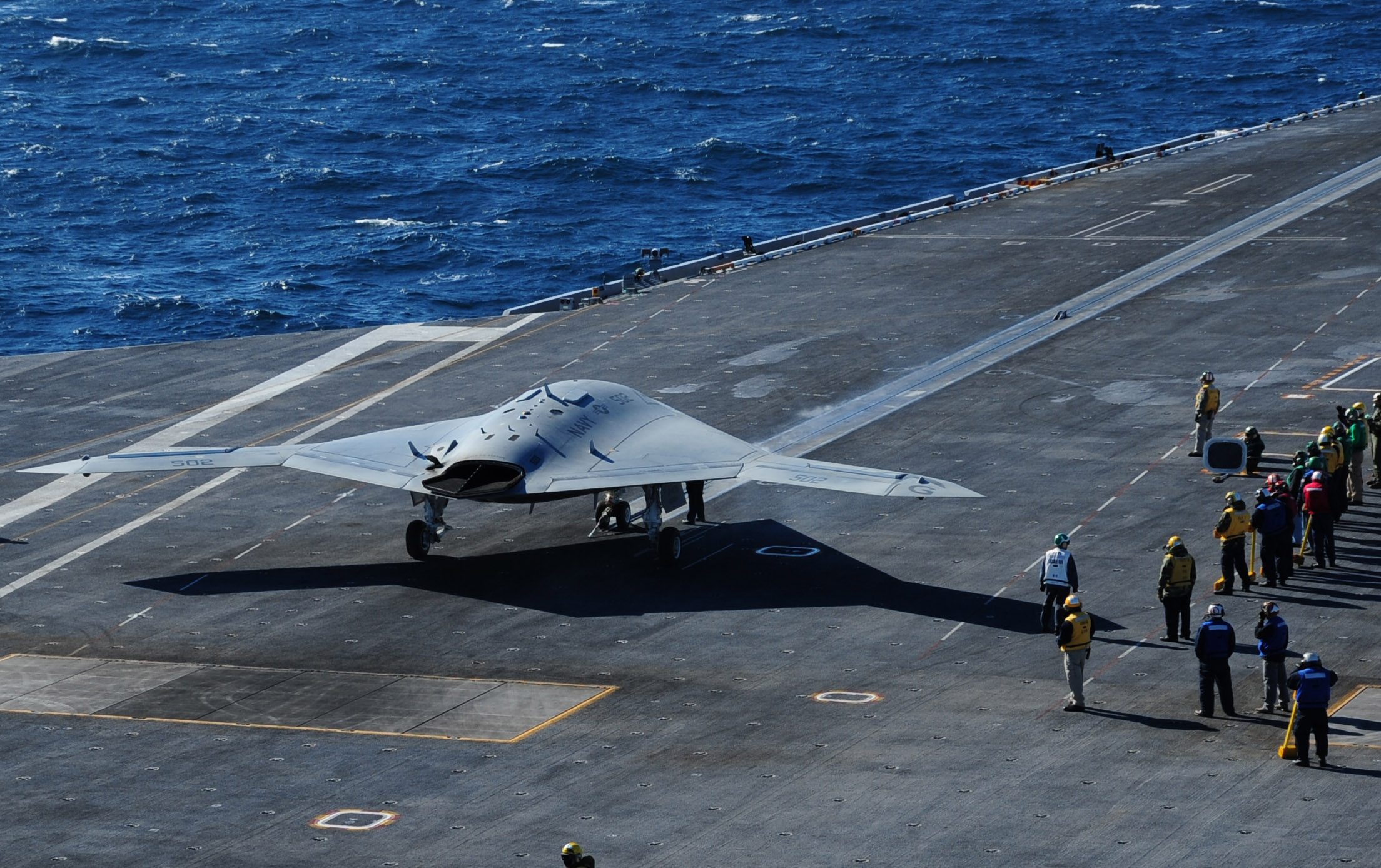
X-47B startet von der Theodore Roosevelt, 2013

Bereits 1931 rüstete die britische Royal Air Force drei Maschinen des Typs Fairey IIIF unter der Bezeichnung Fairey Queen mit Funksteuerung aus und setzte sie als Zieldrohnen und Übungsziele für Jagdpiloten ein.
Unbemannte Luftfahrzeuge werden zunehmend zu militärischen Zwecken eingesetzt, wobei sie zum einen als sogenannte englisch unmanned combat air vehicle (UCAV) mit Waffen ausgerüstet und zur Luftnahunterstützung eingesetzt werden können („Kampfdrohne“). Die Drohnen werfen dazu Bomben bzw. feuern Raketen ab oder fliegen ins Ziel (Loitering Weapon). Zum anderen gibt es Experimentalflugzeuge zur Erprobung des unbemannten Einsatzes als Kampfflugzeuge zur Luftzielbekämpfung. Ein dritter militärischer Einsatzbereich ist die Aufklärung und Überwachung. Daneben dienen sie unter anderem Logistik- und Transport-Zwecken. Die MQ-25 soll wiederum hauptsächlich der Luftbetankung dienen. Um 2000 setzten 17, 2013 rund 78 Staaten UAV für militärische Zwecke ein.

### Entwicklung
In den USA sind verschiedene Stellen mit Forschung und Entwicklung von UCAVs beschäftigt, beispielsweise das Joint Unmanned Combat Air Systems Program der Defense Advanced Research Projects Agency (DARPA) der United States Air Force und der United States Navy. Nach einem Bericht des britischen The Guardian im Jahr 2009 planten die United States Air Force eine umfangreiche Aufstockung ihrer UAV-Flotte bis 2047. Bereits im Jahr 2012 bildete die Air Force mehr Soldaten in der Bedienung von UCAVs aus als Flugzeugpiloten. Die Technik entwickelte sich dahingehend, dass 2006 noch zwölf Fluggeräte gleichzeitig gesteuert werden konnten, im August 2009 bereits 50. Das amerikanische Militär wollte Drohnen entwickeln, die sich anhand von Algorithmen in Kampfverbänden selbständig als „Schwarm“ organisieren (Low Cost Autonomous Attack Systems, Locaas). DARPA und NASA erforschen und entwickeln darüber hinaus unbemannte Systeme mit Morphing Adaptable Structures (MAS), welche dank sogenannter Intelligenter Werkstoffe (Smart Materials) ihre Form, Oberflächenstruktur und aerodynamischen Eigenschaften verändern und an verschiedene Flugphasen anpassen können wie den Cormorant. Nach Ansicht des Autors Ronen Bergman wurde die von den Amerikanern benutzte Technologie der unbemannten Flugkörper zum großen Teil in Israel entwickelt. Israel steht bei der Produktion derartiger Drohnen weltweit an erster Stelle, weitere Produzenten sind die USA, Frankreich, Deutschland und Großbritannien. Auch in Europa wird an UCAVs geforscht und entwickelt: siehe z. B. Dassault Neuron und im Rahmen der European Technology Acquisition Programme (ETAP).
Russland entwickelte nach einem Auftrag im Jahr 2011 die schwere Su-70. 2014 erfolgte der Auftrag zur Entwicklung einer 6-Tonnen-Langstrecken-Drohne durch das OKB Kasan.
Eine weitere Entwicklungsstufe ist der Bau sogenannter Mikrodrohnen (Micro Air Vehicle bzw. Micro Aerial Vehicle (MAV)).

### Bekannte Einsätze
1998/1999 setzte die Bundeswehr im Kosovokrieg Aufklärungsdrohnen vom Typ CL 289 ein. Ferner hat die Bundeswehr die Drohne LUNA seit dem Jahr 2000 im operativen Einsatz. Auch die Inspektionen der UN-Waffeninspektoren im Irak 2003 wurden von unbemannten Luftfahrzeugen unterstützt. Bis 2008 wurden zudem sechs Gesamtsysteme der allwetterfähigen Aufklärungsdrohnen vom Typ KZO („Kleinfluggerät-Zielortung“) eingeführt. Zur Fernmelde- und Elektronischen Aufklärung (SIGINT) hat die Bundeswehr die fünf EuroHawks bestellt, deren Prototyp 2010 fliegen sollte.
2003 versuchte die Terrororganisation Hamas im Gazastreifen in den Besitz einer israelischen Drohne zu kommen. Israel hatte diese mit Sprengstoff präpariert, zündete diesen während des Zusammenbaus am 16. Februar 2003 und tötete damit drei ranghohe Führer der Kassam-Brigaden.
2006 lieferte der Iran UAVs vom Typ Ababil an die Hisbollah, welche diese unter der Bezeichnung Mirsad 1 zur Aufklärung oder wie Marschflugkörper einsetzt. Das UAV Ababil ist 83 kg schwer, hat einen Gefechtskopf von höchstens 40 kg und eine Maximalgeschwindigkeit von 290 km/h. Am 7. August 2006 schoss ein israelisches Kampfflugzeug vom Typ F-16 10 Kilometer vor der Küste von Haifa mit einer Luft-Luft-Rakete vom Typ Python 5 ein UAV vom Typ Ababil der Hisbollah ab.
Am 5. August 2009 wurde durch den Angriff einer US-UCAVs der pakistanische Talibanführer Baitullah Mehsud getötet (→ siehe auch Hauptartikel Drohnenangriffe in Pakistan). Ende Januar 2012 hat US-Präsident Obama erstmals offiziell eingeräumt, dass das US-Militär über pakistanischem Gebiet Angriffe mit UCAVs durchführt. Diese Angriffe wurden einige Zeit zuvor öffentlich bekannt und bis zu Obamas Äußerung vom Verteidigungsministerium der Vereinigten Staaten weder dementiert noch bestätigt. Obamas Darstellung, dass die Angriffe ein „minimales Risiko“ für Zivilisten darstellen würden, wird von Experten bezweifelt. Bis August 2011 kamen bei über 300 Angriffen über 2400 Menschen ums Leben, darunter über 400 Zivilisten. Der ehemalige Drohnenpilot der US-Luftwaffe Brandon Bryant, der bei seiner Entlassung im April 2011 bescheinigt bekam, an 1626 gezielten Tötungen beteiligt gewesen zu sein, gab in einem im April 2014 erschienenen Interview an, dass bei allen Drohneneinsätzen des US-Militärs die Daten über den US-Militärstützpunkt Ramstein in Deutschland flössen. Im Juni 2012 starb Abu Yahya al-Libi, die „Nummer Zwei“ des Terrornetzwerks al-Qaida, bei einem UCAV-Angriff. Laut US-Berichten sei der Tod des Libyers der schwerste Schlag gegen al-Qaida seit der Tötung Osama bin Ladens im Mai 2011.
Im Juni 2013 wurde bekannt, dass syrische Regierungstruppen und regimetreue Milizen vermehrt unbemannte Luftfahrzeuge iranischer Bauart im Syrischen Bürgerkrieg zur Aufklärung und zur Artilleriebeobachtung im Kampf gegen Rebellen benutzen.
Im Januar 2017 wurde der syrische Militärflugplatz Hmeimim, der von den russischen Luftstreitkräften benutzt wurde, nach russischen Militärangaben von insgesamt 13 Drohnen angegriffen, die versuchten, mit kleinen Sprengkörpern als Ladung auf das Gelände des Stützpunktes zu gelangen. Die russische Flugabwehr habe sieben der Drohnen abgeschossen, die übrigen habe man durch elektronische Kriegsführung zum Absturz gebracht.
2019 kam es zu mehreren Drohnenangriffen der jemenitischen Huthis gegen Öl-Anlagen in Saudi-Arabien: Im Mai auf zwei Pumpstationen einer Erdöl-Pipeline; im August das Ölfeld Schaiba mit angeblich 10 Drohnen, und im September des gleichen Jahres Öl-Anlagen in Abqaiq und Churais mit angeblich 10 Qasef-2K-Drohnen.
Der iranische Generalmajor Qasem Soleimani, der die Quds-Brigaden der iranischen Revolutionsgarde kommandierte und nach Revolutionsführer Ali Chamenei als zweitmächtigster militärisch-politischer Führer des Landes galt, wurde am 2. Januar 2020 auf Befehl von US-Präsident Donald Trump durch einen Raketenangriff mit einer Drohne vom Typ MQ-9 Reaper getötet.
Im Bürgerkrieg in Libyen setzten beide Seiten massiv auf den Einsatz von Drohnen. Zunächst setzten die Kämpfer der LNA ab 2016 chinesische Langstreckendrohnen vom Typ Chengdu Wing Loong ein, die von Piloten der Vereinigten Arabischen Emirate gesteuert wurden. Nachdem die GNA Truppen bis in die Hauptstadt Tripolis zurückgedrängt worden waren, versorgte sie die Türkei mit TB2-Drohnen, mit deren Hilfe es ihnen gelang die LNA-Truppen innerhalb weniger Monate aus dem gesamten Westen Libyens zu vertreiben. Der UN-Sondergesandte Ghassan Salamé beschrieb den Konflikt folglich als den bisher größten Drohnenkrieg der Geschichte.
Nach US-amerikanischen Meldungen wurde am letzten Juli-Wochenende 2022 Al-Qaida-Führer Aiman az-Zawahiri bei einem durch die CIA durchgeführten Drohnenangriff in Kabul getötet.

### Großflächige Einsätze durch reguläre Streitkräfte

#### Syrischer Bürgerkrieg
Während des Syrienkriegs im Jahre 2020 war die Türkei das erste Land, das UCAVs in einem großen, koordinierten Angriff auf ein konventionelles Schlachtfeld gegen die Syrischen Streitkräfte während der Operation Frühlingsschild einsetzte. Dabei kamen Drohnen der Modelle TB2 und TAI Anka zum Einsatz, um feindliche Stellungen anzugreifen, Bodentruppen Deckung zu bieten und Artillerie aufzuspüren.

#### Bergkarabachkonflikt
Im Bergkarabachkonflikt greifen beide Konfliktparteien besonders seit der Gewalteskalation im September 2020 massiv auf Drohnen zurück. Bereits seit 2016 nutzt Aserbaidschan UAV der israelischen Firmen IAI und Aeronautics sowie MALE der israelischen Firma Elbit. Die Orbiter 1K-Drohne von Aeronautics produziert Aserbaidschan in Lizenz unter dem Namen Zarba selbst. Im de-Facto-Staat Arzach etablierte sich eine eigene Drohnenproduktionen, wobei die Drohnen der Firma AZDynamics spätestens seit 2017 einsatzbereit waren. 2018 kündigte Armenien an Drohnen aus Arzach für das eigene Militär anzuschaffen. Berichten zufolge wurden auch erst türkische TB2-Drohnen vom Typ Bayraktar über Bergkarabach gesichtet.

#### Russisch-Ukrainischer Krieg
Im Oktober 2021 wurde bekanntgegeben, dass erstmals eine türkische Bayraktar-TB2-Drohne im Konflikt um die Ostukraine eingesetzt wurde. Nach ukrainischen Angaben wurde der Einsatz in der Nähe der südlich von Donezk gelegenen Siedlung Hranitne durchgeführt. Nach dem russischen Überfall auf die Ukraine im Februar 2022 kommt es auf beiden Seiten zu einem massiven Einsatz von Drohnen in einer breiten Anwendungspalette von Gefechtsfeldaufklärung und Artilleriebeobachtung bis zum direkten Einsatz von so genannten Kamikaze-Drohnen. Dabei wurden teilweise kommerzielle Klein- und Kleinstdrohnen als einfache Waffenträger umgebaut.
Der Konflikt war der erste bewaffnete Konflikt, bei dem Drohnen Luftkämpfe gegeneinander führten. Die Kämpfe reichten von einfachen Rammangriffen zwischen Aufklärungsdrohnen bis zu durch Radar und Künstlicher Intelligenz unterstützten Angriffen auf unbemannte Flugkörper.

### Vorteile
- Die Kosten für die Anschaffung (abgesehen vom RQ-4 Global Hawk), den Betrieb und die Instandhaltung von Drohnen sind deutlich niedriger als für moderne bemannte Militärflugzeuge mit dem gleichen Einsatzzweck.[58]
- Die Ausbildung von Drohnenpiloten ist weniger anspruchsvoll und damit kürzer und günstiger als die von Piloten bemannter Flugzeuge.[59]
- Da sich Drohnenpiloten im Schichtdienst abwechseln können, ist die maximale Einsatzdauer von Drohnen deutlich höher als die bemannter Flugzeuge.[60]
- Da Drohnen unbemannt sind, gibt es auch kein Personal, das im Fall eines Absturzes sterben, verletzt oder gefangen genommen werden kann.
- Da Drohnen unbemannt sind, können sie wesentlich kleiner als bemannte Flugzeuge sein.

### Kritik

#### Stress für UAV-Piloten
Piloten von militärischen UAs klagten 2012 über verschiedene Arten von Stress. Studien ermittelten bei ihnen teils höhere Werte von Gefechtsstress als bei anderen Einheiten in Afghanistan. Hinzu kamen hohe Ermüdungserscheinungen, emotionale Erschöpfung sowie Burnout. Trotz der großen Distanz zum eigentlichen Kriegsgeschehen wurden auch bei Drohnenpiloten posttraumatische Belastungsstörungen festgestellt. Ursachen dafür waren laut einem Bericht der New York Times die vom Kampfgeschehen isolierte Arbeitsumgebung und unflexible Schichtarbeitszeiten. Außerdem führe die fehlende räumliche und zeitliche Distanz zwischen Familienleben und Kampfeinsätzen zu psychischen Belastungen. Die Studie berichtet darüber hinaus von Stress aufgrund von Personalengpässen. Auch haben Drohnenbediener über längere Zeiträume einen direkten Überblick über das Gefechtsgeschehen – teilweise mit hochauflösenden Kameras – ohne immer eingreifen zu können. Auch dieser Umstand wurde als Ursache der psychischen Belastung von Drohnenbedienern angenommen.
Der ehemalige US-Verteidigungsminister Leon Panetta schlug zu seinem Abschied 2013 eine neue Ehrenmedaille zur Auszeichnung von Soldaten für besondere Leistungen im Drohnen- und Computer-Krieg vor. Sein Amtsnachfolger Chuck Hagel führte sie nicht ein.

#### Militärischer Einsatz und das Völkerrecht
Die unbemannte Kriegsführung steht in der Kritik, da die Souveränität von Staaten verletzt werden könnte, wenn Drohnen gegen den Willen des Landes eingesetzt werden, in dessen Luftraum sie operieren, soweit kein entsprechendes UN-Mandat vorliegt. Grundsätzlich ist ein Drohneneinsatz aber rechtlich nicht anders zu bewerten als jeder andere Militäreinsatz. Aus dem humanitären Völkerrecht lässt sich – ohne Verbotskonvention – nämlich in der Regel kein Verbot eines bestimmten Waffensystems herleiten.
So stellt etwa der Einsatz von US-amerikanischen unbemannten Luftfahrzeugen auf dem Gebiet von Pakistan keinen Verstoß gegen Art. 2 Abs. 4 der Charta der Vereinten Nationen dar, da dieser mit ausdrücklicher Billigung des pakistanischen Staates erfolgt und die Drohnen dort teilweise sogar stationiert waren. Die USA und Pakistan schlossen dazu kurz nach den Terroranschlägen vom 11. September 2001 einen Vertrag, dessen Inhalt aber nicht öffentlich bekannt ist (Stand: 2012). Im Mai 2013 hat ein lokales pakistanisches Gericht in Peschawar die UCAV-Angriffe der USA in den pakistanischen Stammesgebieten dennoch als Kriegsverbrechen bezeichnet. Es fordert eine Entschädigung durch die USA und ein UNO-Tribunal. Geklagt hatten Opfer von Luftschlägen.
Völkerrechtlich ist zudem zwischen Kampfeinsätzen innerhalb eines bewaffneten Konflikts und außerhalb eines bewaffneten Konflikts zu unterscheiden. Die Ersteren sind rechtlich am humanitären Völkerrecht zu messen und nicht unmittelbar am Menschenrechtspakt. die Letzteren unterliegen dem Regime der allgemeinen Menschenrechte. Das humanitäre Völkerrecht unterscheidet wiederum zwischen internationalen bewaffneten Konflikten zwischen Staaten, bei denen die Genfer Konventionen von 1949 und das Zusatzprotokoll I von 1977 anzuwenden sind, und innerstaatlichen (bewaffneten) Konflikten, auf die nur der gemeinsame Artikel 3 der Genfer Konventionen von 1949 und das Zusatzprotokoll II von 1977 Anwendung finden. In nicht-internationalen bewaffneten Konflikten wird Aufständischen generell das „Kombattantenprivileg“ versagt, d. h. eine strafrechtliche Verfolgung nach den nationalen Rechtsordnungen ist möglich. Solange diese unmittelbar an Kämpfen teilnehmen, dürfen im Umkehrschluss Angriffe auf diese rechtmäßig durchgeführt werden. Terroristen, die an Kampfhandlungen teilnehmen – wie z. B. Al-Qaida-Terroristen in Afghanistan – verlieren daher trotz ihres Status als Zivilisten für die Dauer der unmittelbaren Teilnahme an Feindseligkeiten den Schutz des humanitären Völkerrechts.
In der öffentlichen Wahrnehmung sah in Deutschland speziell die Partei Die Linke Drohneneinsätze oft in unmittelbarem Zusammenhang mit der Strategie der Gezielten Tötung von hochrangigen Terroristen. Diesbezüglich vertrat der damalige Bundesminister für Verteidigung Thomas de Maizière 2012, als er für den Ankauf und Einsatz bewaffneter Drohnen warb, die Meinung, dass Deutschland sich niemals an „extralegalen Tötungen“ beteiligen würde.

#### Zivile Opfer
Fakt ist, dass bei UCAV-Angriffen auch unbeteiligte Zivilisten ums Leben kommen. Die USA hätten laut einem Bericht 2012 junge Männer in Terroristen-Arealen sogar grundsätzlich als Kämpfer und nicht als Zivilisten gezählt. Es blieb jedoch unbekannt, wie viele Zivilpersonen tatsächlich irrtümlich getötet wurden – und ob dies signifikant mehr sind als bei regulären Luftangriffen in bewaffneten Konflikten.
Die Rechtslage bei präventiven Angriffen (ohne unmittelbare Bedrohungslage) ist umstritten. Insbesondere die US-Regierung verwies – auch unter Präsident Obama – auf die Bush-Doktrin des Präventivschlags. Gemäß US-amerikanischem Recht war (Stand 2012) die Tötung von Terroristen durch die CIA im Ausland legal. Nachdem 2012 ein Memorandum der US-Regierung öffentlich wurde, wurde jedoch auch in den USA über moralische Fragen beim Einsatz von UCAVs diskutiert. Ein Thema war, dass auch US-Bürger im Ausland Opfer (sei es als Kollateralschaden oder als Ziel) eines UCAV-Angriffs werden können. Als im Januar 2013 John O. Brennan als nominierter CIA-Direktor vor den Senat berufen wurde, musste er zu diesem Thema Stellung nehmen.
In Afrika starben alleine durch Drohnenangriffe der Äthiopischen Luftwaffe 2022-2024 wahrscheinlich 490 Zivilisten. Annähernd soviele Menschen seien in den übrigen Ländern wie Mali (64), Burkina Faso (>100) und weiteren (Nigeria, Somalia, Sudan) durch nebst chinesischen und iranischen meist türkische Drohnen getötet worden.

#### Gezielte Tötung von Zivilisten durch Russland in der Ukraine
Im russischen Angriffskrieg gegen die Ukraine wurden Drohnen von Russland auch für Kriegsverbrechen gegen die Zivilbevölkerung von Cherson eingesetzt. Russische Drohnenpiloten machten «Jagd auf Zivilisten» und bombardierten den öffentlichen Verkehr. Diese Piloten zeigten selber im Internet, wie sie ein Fahrzeug des UNHCR bombardierten. Buzzer zeigen den Zivilisten die Anwesenheit von Drohnen an. Laut Radio Cherson starben an einem einzigen Tag im Oktober in Cherson fünf Zivilisten. Dass die Russen absichtlich auf Zivilisten zielten, stehe nicht mal mehr zur Diskussion, sagte ein Arzt im Krankenhaus. Pro Tag erfolgten im Oktober 2024 100 solcher Angriffe. In der Stadt bleiben vor allem ältere Menschen, die nirgendwohin sonst gehen wollten.

#### Automatisierter Einsatz
Besonders umstritten ist der autonome Einsatz von bewaffneten Drohnen, also die Durchführung eines Angriffs ohne menschliches Zutun. Aktuell (seit 8. März 2021) wird etwa diskutiert, ob eine Drohne Kargu-2 des türkischen Herstellers STM in Libyen am 7. März 2021 erstmals autonom, d. h. nur gesteuert durch eine künstliche Intelligenz, nicht durch eine fernsteuernde Person, einen Angriff getätigt habe. Der Angriff konnte durch elektronische Gegenmaßnahmen abgewehrt werden.

### Abwehrtechniken

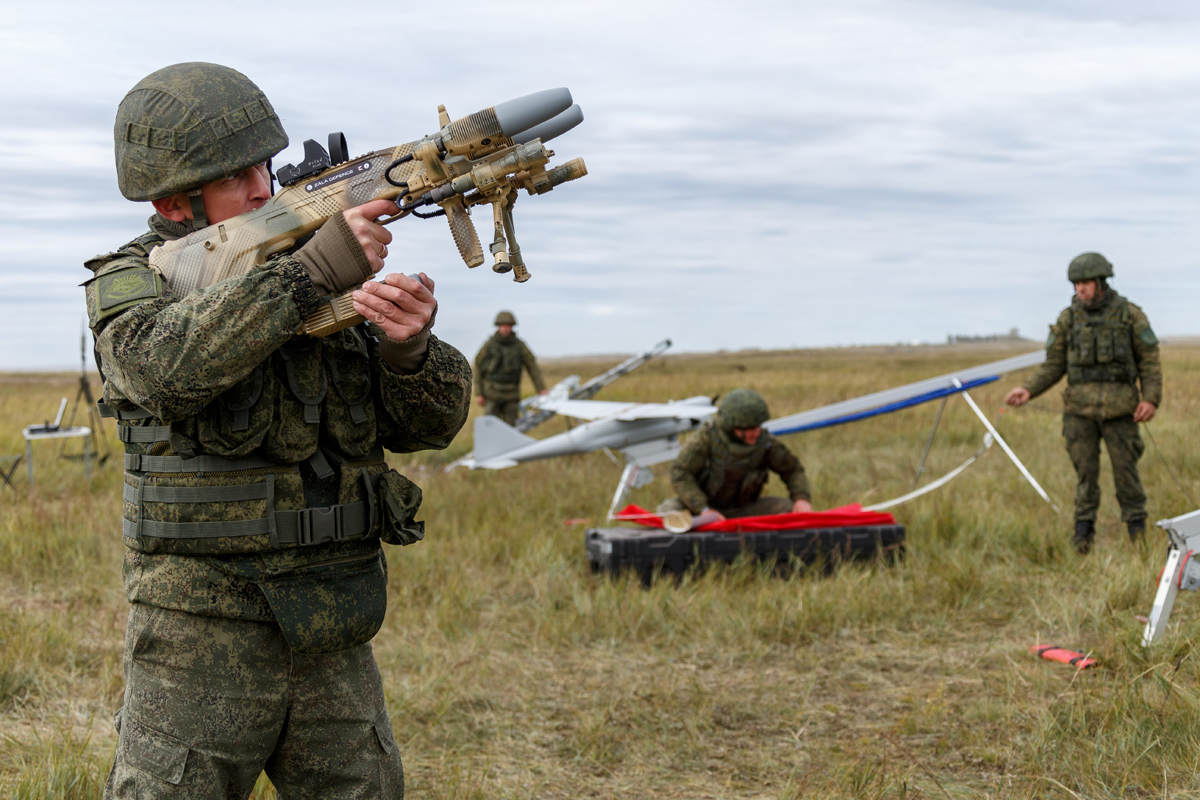
Russischer Soldat mit einer REX-1 im September 2018

Nachdem auch Kriminelle Logistikdrohnen zum Beispiel zum Drogenschmuggel in Justizvollzugsanstalten eingesetzt haben, erwägen die Länder Bremen und Niedersachsen den Einsatz von GPS-Jammern. Niedersachsen stellte eine weitere Technik zur Drohnen-Erkennung vor: die sogenannten „drone tracker“. Die Geräte überwachen den Luftraum mittels Schall, Wärmebild, Tag-Nacht-Kamera und in späteren Ausgaben auch via Radar. Nach erfolgreichem Abschluss der technischen Entwicklung wäre es möglich, Gefängnisse damit auszustatten, sagte das niedersächsische Justizministerium. Systeme wie „Drone Tracker“ sollen die Signale der Fernsteuerung einer funkferngesteuerten Drohne über eine Datenbank dem Typ zuordnen können, sofern bekannt, und den Anwender des Systems vor dem Objekt warnen.
Die niederländische Polizei erprobte 2016 Adler, die Drohnen als Beute sehen, diese in der Luft ergreifen und mit ihnen landen. Die Methode erwies sich als nicht effektiv, da der Einsatz der Vögel außerhalb ihrer Trainingsumgebung keinen Erfolg garantierte und das Training sehr aufwendig war.

#### Militärische Abwehr
Seitdem Erkundungs- und Kampfdrohen zur Ausrüstung vieler regulärer und irregulärer Streitkräfte gehören, führten viele Armeen auch Abwehrtechniken (englisch: „counter unmanned air system“, Abk. C-UAS) ein. Neben dem direkten Abschuss von Drohnen kommen Störsender (Jammer) zum Einsatz.
Eine Tochterfirma Zala Aero des russischen Kalaschnikow-Konzerns stellt die tragbaren Anti-Drohnen-Geräte REX-1 und REX-2 her. Mithilfe unterschiedlicher aufsetzbarer Module mit Richtantennen kann im Frequenzbereich von 470 MHz bis 5,8 GHz gestört werden. Die Geräte können nach Herstellerangaben auf bis 500 m die Kommunikation zwischen Drohne und Operator stören und im Umkreis von 2 km die Satellitennavigation beeinflussen. Ein weiteres Gerät der Firma unterdrückt lediglich Navigationssignale gängiger Satellitensysteme und soll vor Kamikaze-Drohnen schützen.
Die NATO lieferte der Ukraine 2022 hunderte Störsender zur Abwehr russischer Drohnen.
Neben GPS-Jammers setzt das Militär zur Drohnenabwehr auch auf elektromagnetische Energiewaffen. Seit 2010 wird die im Auftrag der NATO bereits ab 1982 im Bereich nicht-tödlicher Anti-Personen-Waffen entwickelte Strahlenwaffentechnik im Auftrag der USAF bei der Herstellung von Drohnenvernichtungskanonen im oberen EHF-Frequenzbereich angewandt; die 2015 gestarteten Tests sollen bereits erfolgreich sein. Das 2020 unter dem Akronym THOR (Tactical High Power Microwave Operational Responder) öffentlich vorgestellte Drohnenabwehrsystem feuert 360-Grad rund um seinen Standort kurze, hochenergiereiche Mikrowellensalven ab. Auf diese Weise soll es in der Lage sein, innerhalb weniger Sekunden ganze Drohnenschwärme aus unterschiedlichen Angriffsrichtungen zu neutralisieren.
Elektromagnetische Wellen im hochfrequenten Bereich (englisch: High-Power Electromagnetics, HPEM) führen unmittelbar zu Fehlfunktionen bis hin zum Totalausfall oder zur Zerstörung einzelner elektronischer Bauteile. Auch elektromagnetisch abgeschirmte Drohnen haben an den Austrittsstellen der Rotorantriebswellen notwendigerweise Ritzen, an denen elektromagnetische Strahlung eindringen und die Motoren sowie andere Module eliminieren kann. Diese Wirkungsweise wird zunehmend auch als Sicherheitstechnik im Zivilbereich eingesetzt, etwa gegen unbefugten Drohnenflug an und in der Nähe von Flughäfen.

### Hersteller
Wichtige Hersteller unbemannter militärischer Luftfahrzeuge sind die US-Firmen Northrop Grumman, Lockheed Martin und Boeing sowie kleinere Unternehmen wie General Atomics, Sikorsky und AAI. Auch nicht-amerikanische Hersteller wie Airbus Group (EADS), Elbit Systems, Dassault Aviation, Baykar, TAI, IAI, Saab, Safran und BAE Systems entwickeln und bauen unbemannte Luftfahrzeuge.
Weitere Hersteller unbemannter Luftfahrzeuge sind z. B.:
- Aaronia
- Alpi Aviation
- C-Astral Aerospace
- Denel
- Diamond Aircraft
- DJI Innovations
- EagleLive Systems[104]
- EMT
- Hellenic Aerospace Industry
- Jakowlew
- Kamow
- Leonardo
- Micromulticopter Aero Technology (MMC)
- Parrot SA
- Schiebel Elektronische Geräte
- UMS Group
- Vestel

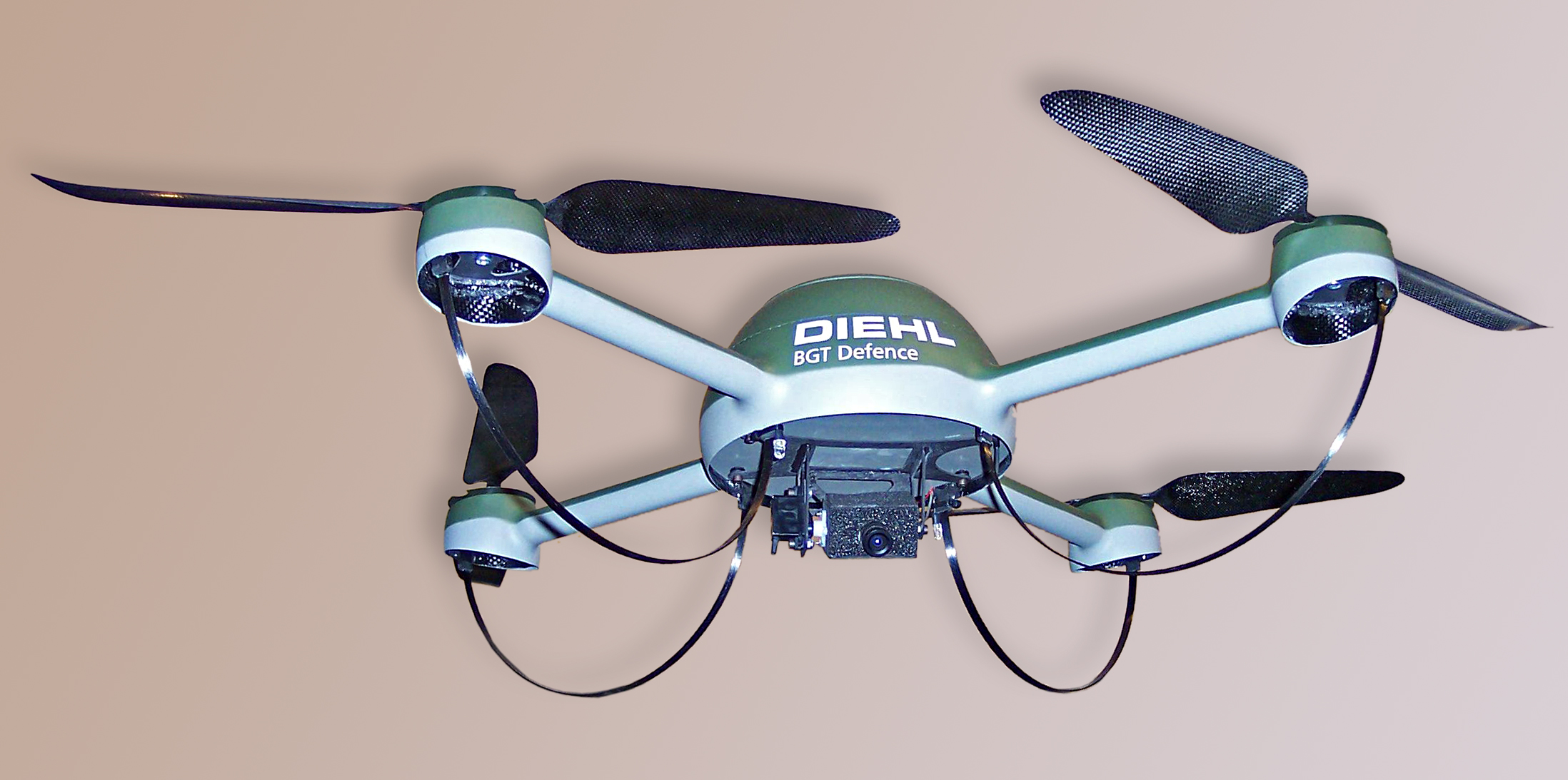
Diehl BGT Defence/Microdrones md4-200
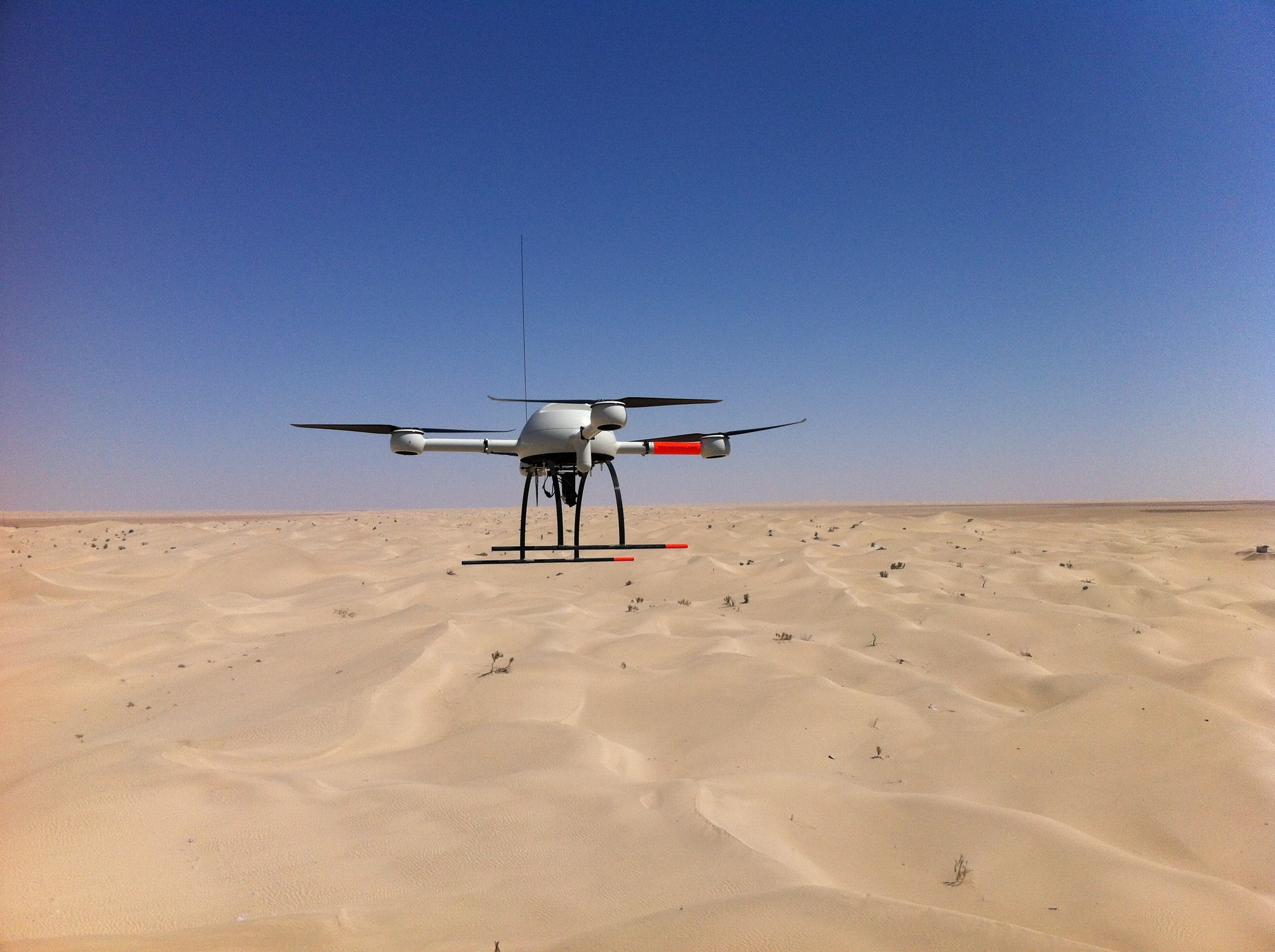
Microdrones md4-1000
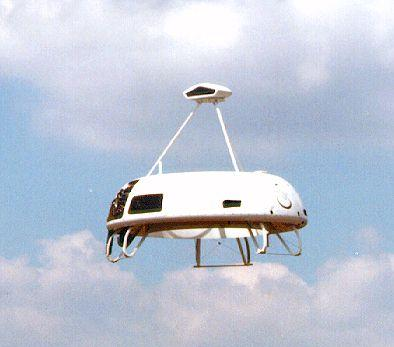
Sikorsky Cypher
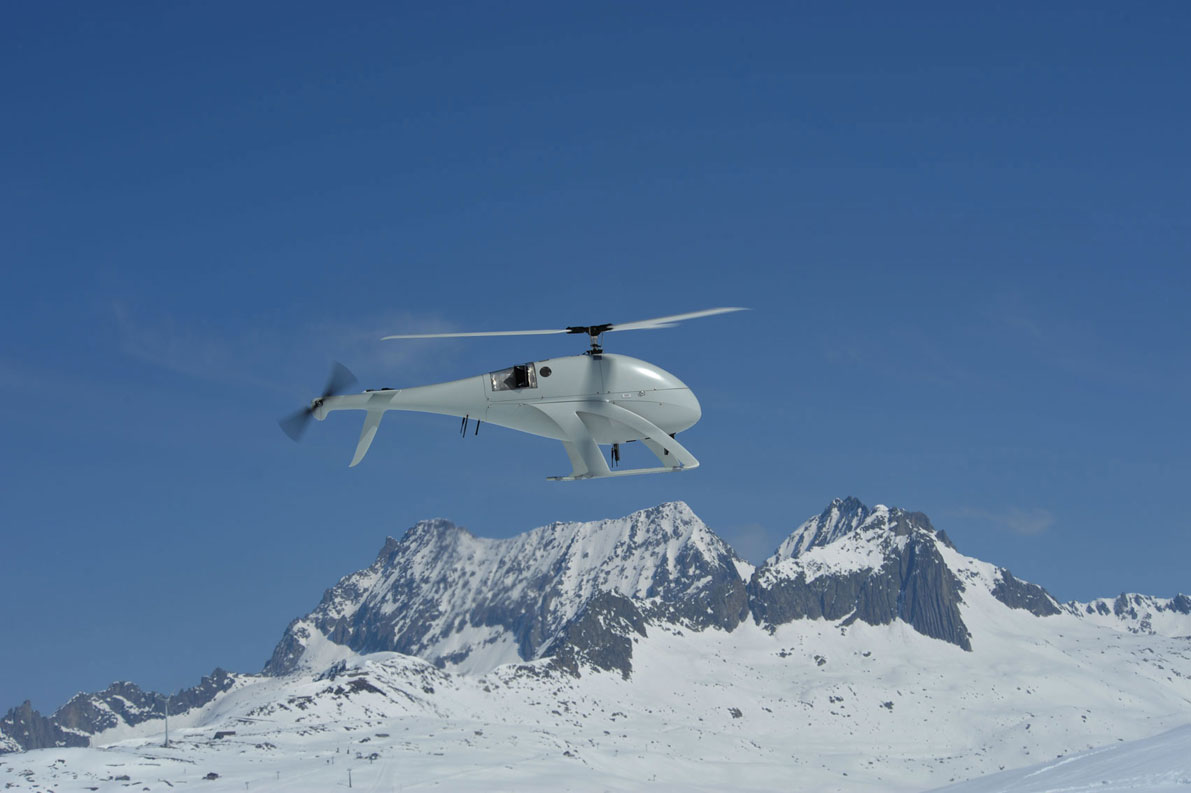
Swiss UAV NEO S-300
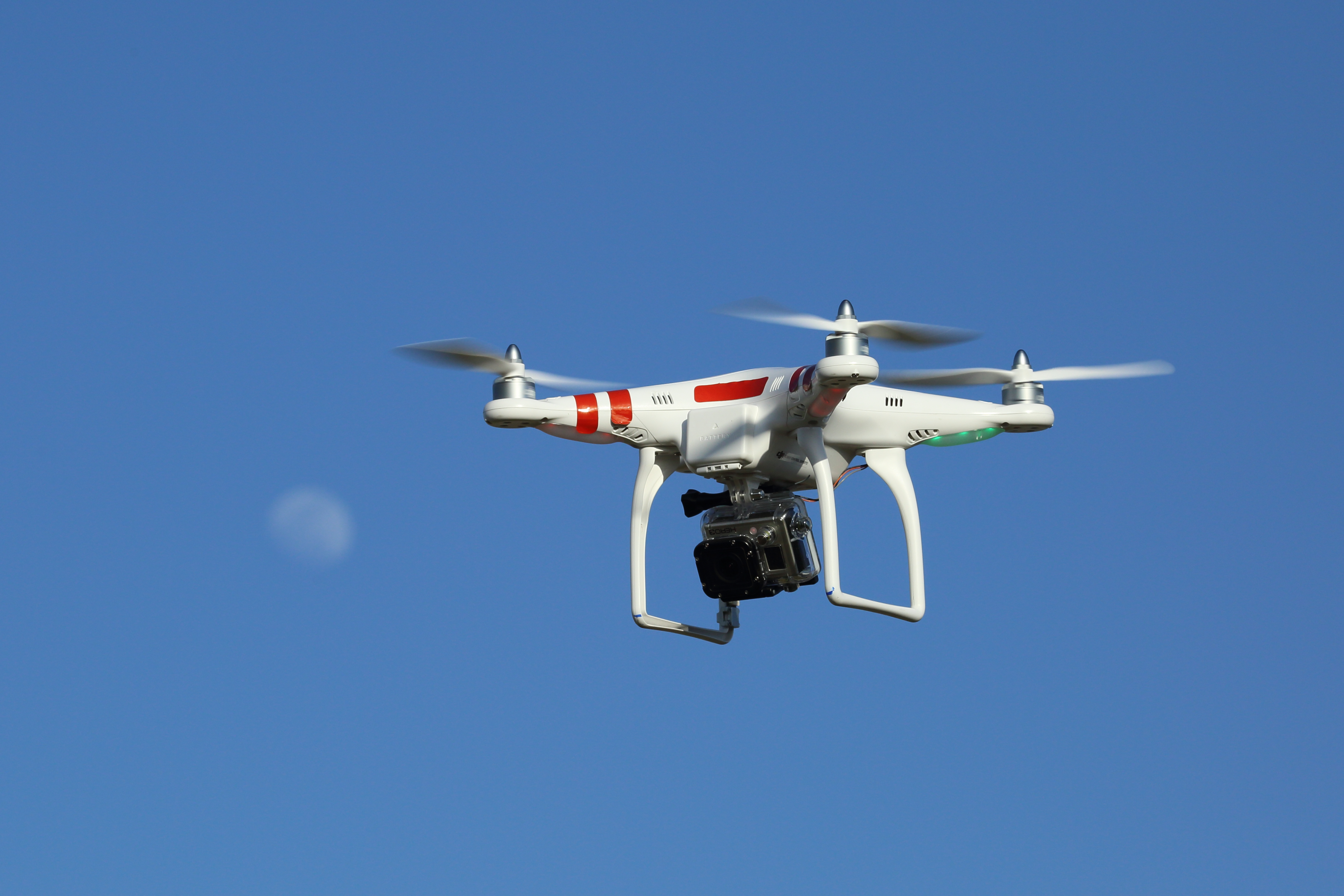
DJI Phantom, Kamera-MAV im 1000-Euro-Preissegment
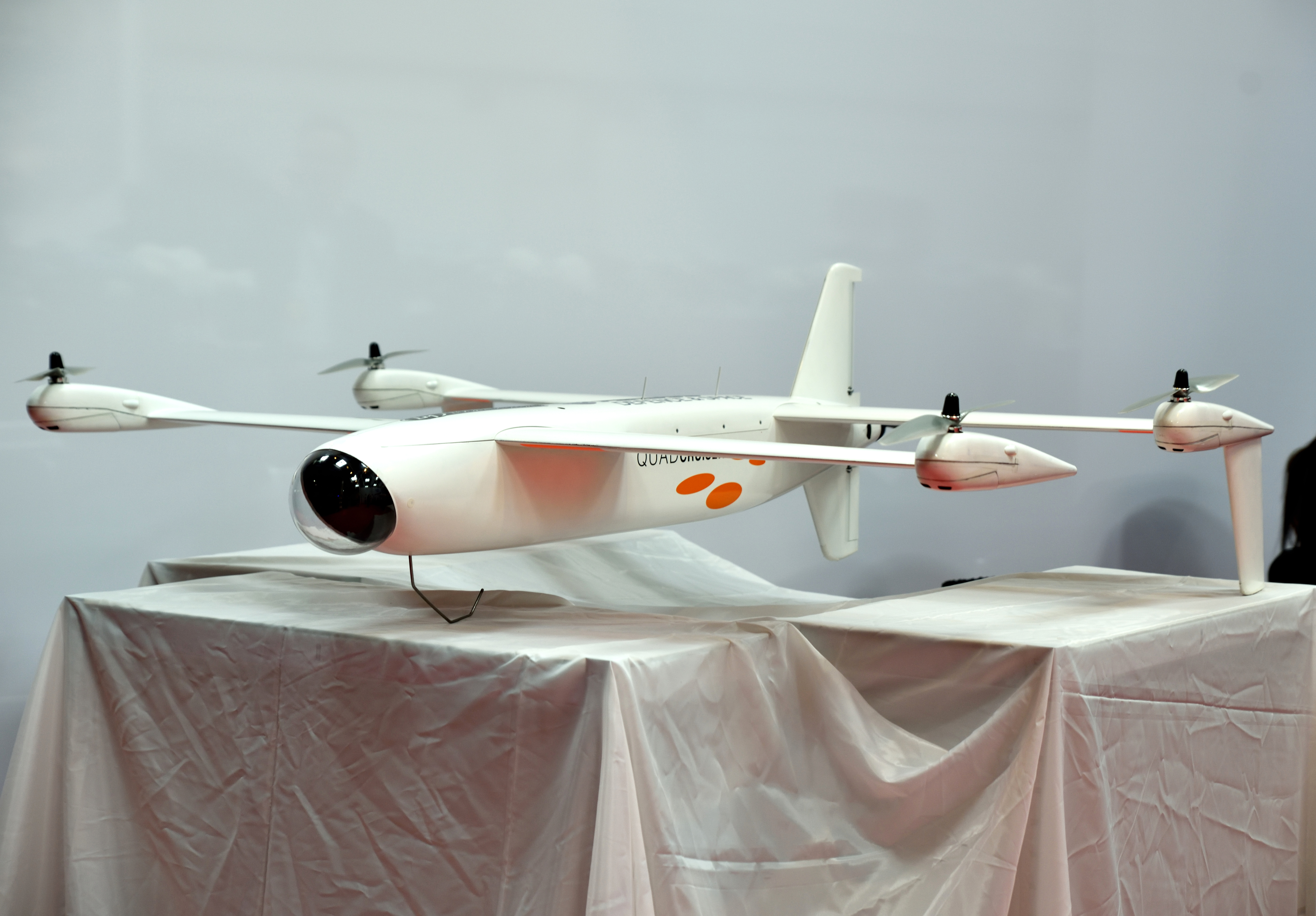
Quadcruiser von Airbus in Kooperation mit SFL-GmbH

### Trivia
Irakische Aufklärer fingen 2009 die unverschlüsselt übertragenen Videodaten einer US-Militär-Drohne ab und konnten so den Einsatz des UAs verfolgen.
Der Tatort: Vom Himmel hoch (2018) thematisiert das Leid der Opfer und das Leid der Täter.

## Ziviler Einsatz
Die zunehmende gewerbliche Nutzung von Drohnen sowie von aufzeichnungsfähigen Modellflugzeugen durch Privatpersonen wirft neue juristische Fragen im Zusammenhang mit der Nutzung des Luftraumes sowie dem Schutz und der Wahrung der Privatsphäre auf.
Im November 2017 erließ zum ersten Mal in der Geschichte der Luftfahrt die Bundesluftfahrtbehörde der Vereinigten Staaten (Federal Aviation Administration – FAA) auf Antrag der US-amerikanischen Firma Flightscan Corporation für die unbemannte Hubschrauberdrohne Camcopter S-100 die Luftfahrtregulierung (FAA airworthiness certification) zur Integration in den nationalen Luftraum.
In Deutschland befanden sich 2019 455.000 Consumer-Drohnen in privater Hand. Die Zahl der Fluggeräte in kommerziellem Gebrauch in Deutschland betrug 19.000.

### Landwirtschaft
Eine Studie eines deutschen Branchenverbandes ergab 2020, dass hier bislang 11 % der landwirtschaftlichen Betriebe Drohnen einsetzen.

#### Versorgung und Schädlingsbekämpfung

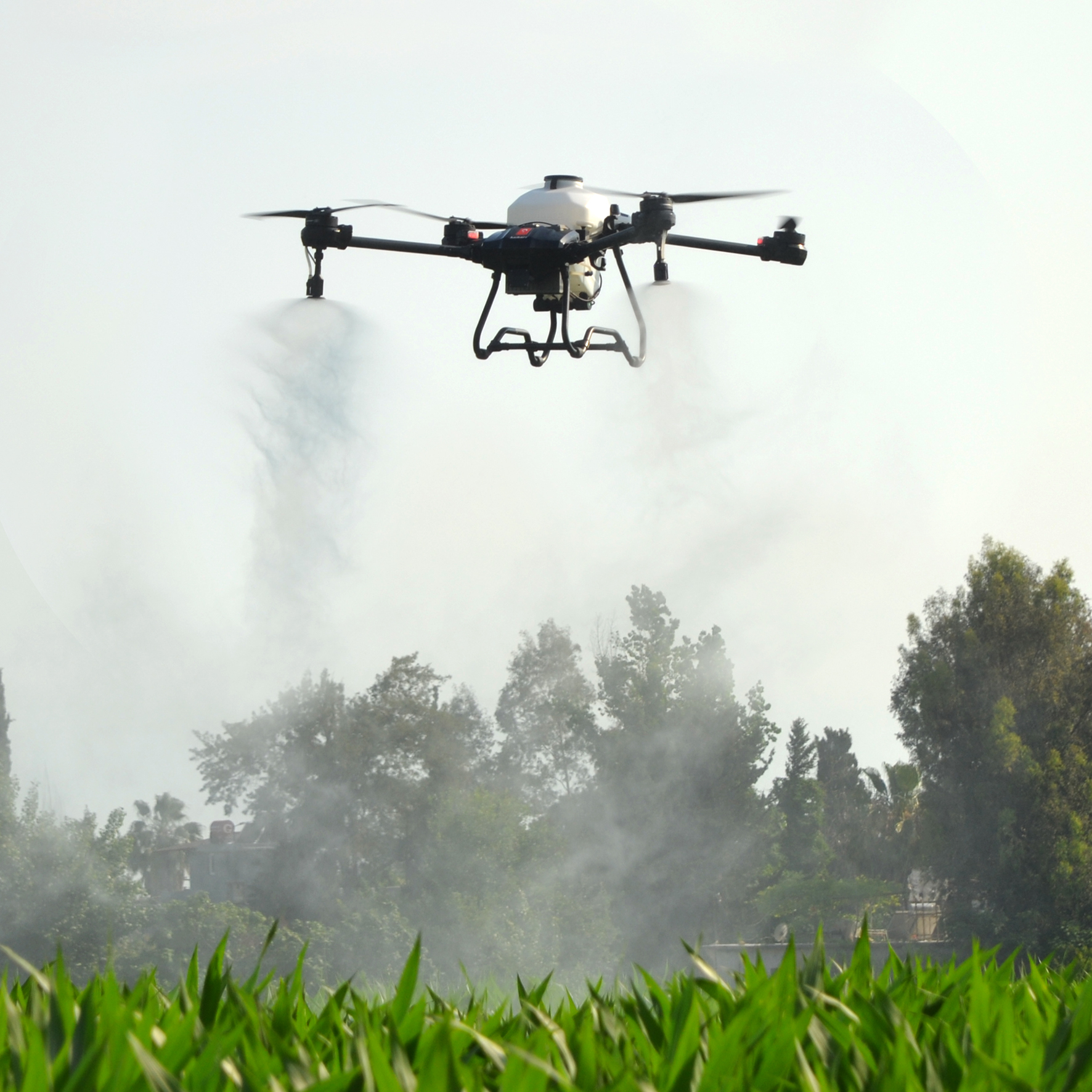
Helikopterdrohne zur biologischen Schädlingsbekämpfung

Seit 2013 wurde im Regierungsbezirk Freiburg der Einsatz von Helikopterdrohnen zur biologischen Schädlingsbekämpfung getestet. In Maisstärkekapseln verpackte Schlupfwespeneier wurden dabei ferngesteuert über den Maisfeldern abgeworfen. Dort schlüpften die Wespenlarven und fressen dann die Eier des Maiszünslers. Dabei werden die Koordinaten des Feldes eingegeben und die Verteilung der Kapseln erfolgt GPS-gesteuert.
In Feldversuchen stellte das International Water Management Institute 2015 fest, dass man mit Drohnen, die über entsprechende Kameras verfügen, die Temperaturschwankungen erkennen kann, die Pflanzen bei Wassermangel, Schädlingsbefall oder Düngermangel entwickeln, bis zu zehn Tage bevor die Probleme mit dem bloßen Auge zu sehen sind. Durch eine solche Kontrolle könnten Ernteausfälle verringert werden.
Im Juli 2016 wurde in Österreich eine weitere Verwendung zur Schädlingsbekämpfung erprobt: Eine als Nurflügler ausgeformte, in Kontur und Flugbewegungen einem Falken nachgebildete und Falkenschreie nachahmende Drohne mit Namen Winzerfalke soll Stare, die Weinkulturen befallen, vertreiben und damit Rebstöcke schützen. Er soll bis zum Ende der Weinlese täglich 14 Stunden fliegen. Das Pilotprojekt wird von der Stadt Rust, der Winzergemeinschaft und dem Land Burgenland finanziert.

### Logistik

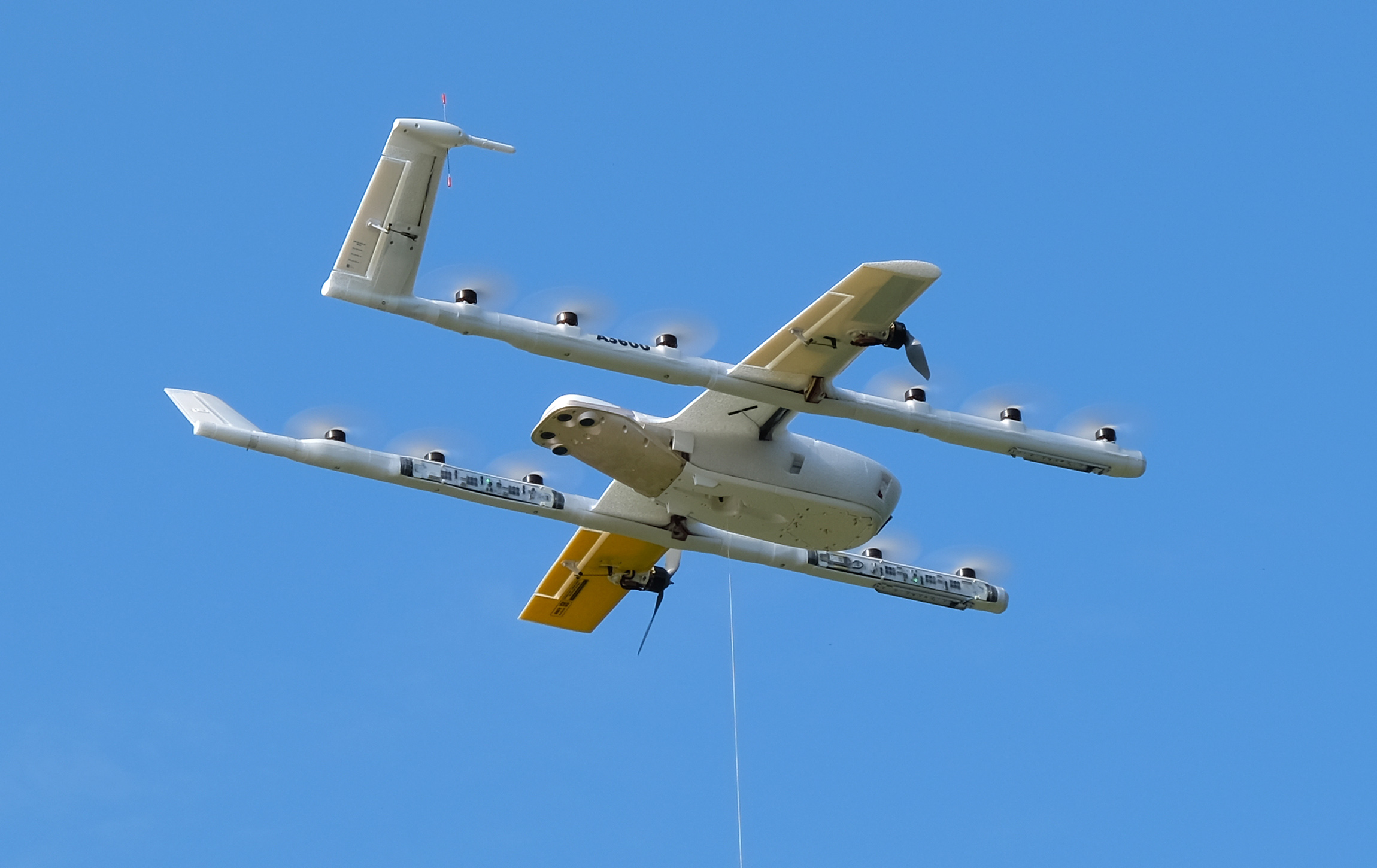
Logistikdrohne lässt Ware per Seilwinde hinab

#### Wildrettung
Der Einsatz einer Drohne mit Wärmebildkamera zur Erkennung von Rehkitzen kurz vor der Mahd wurde Mai 2017 in Baden-Württemberg bekannt. Während ihnen in den ersten vier Lebenswochen noch der Fluchtinstinkt fehlt und sie sich zur Tarnung ruhig ins Gras ablegen, sind ihre Körper außen jedoch 25 °C warm, so dass sie am besten morgens dargestellt und dann vor dem Tode bewahrt werden können. Das deutsche Bundesministerium für Ernährung und Landwirtschaft fördert seit 2021 den Einsatz von UAS zur Wildrettung finanziell. Zu solchen landwirtschaftlichen Zwecken hat das deutsche Luftfahrt-Bundesamt mit Allgemeinverfügung vom 20. März 2024 die europarechtlichen Mindestabstände zu bebauten und Erholungsflächen von 150 m auf bis zu 10 m reduziert.

### Medien
Drohnen finden als Foto- oder Videodrohnen zunehmend Verwendung zur Herstellung von Fotos, Filmen und Videos aus der Luft.
Die FAA genehmigte 2015 den Testeinsatz von Drohnen des Nachrichtensenders CNN.

### Drohnen-Shows
Als Alternative oder Ergänzung zu Feuerwerken erfreuen sich Drohnen-Shows zunehmender Beliebtheit. Dabei bildet ein Schwarm von kleinen Drohnen, die mit Lichtern ausgestattet sind, am Nachthimmel verschiedene Figuren oder andere Objekte.

### NGOs
Im Dezember 2011 setzte die Umweltschutzorganisation Sea Shepherd Conservation Society eine Drohne ein, um die Nisshin Maru, das Flaggschiff der japanischen Walfangflotte, auf hoher See zu lokalisieren.
Die österreichische Tierschützer-NGO Verein gegen Tierfabriken (VgT) setzte anlässlich einer Gatterjagd eine Filmdrohne ein. Diese wurde von Jägern beschossen.

### Behörden

#### Feuerwehren

Taktisches Zeichen für Feuerwehren für UAV-/Robotik-Gruppe auf Basis der Empfehlung des BBK

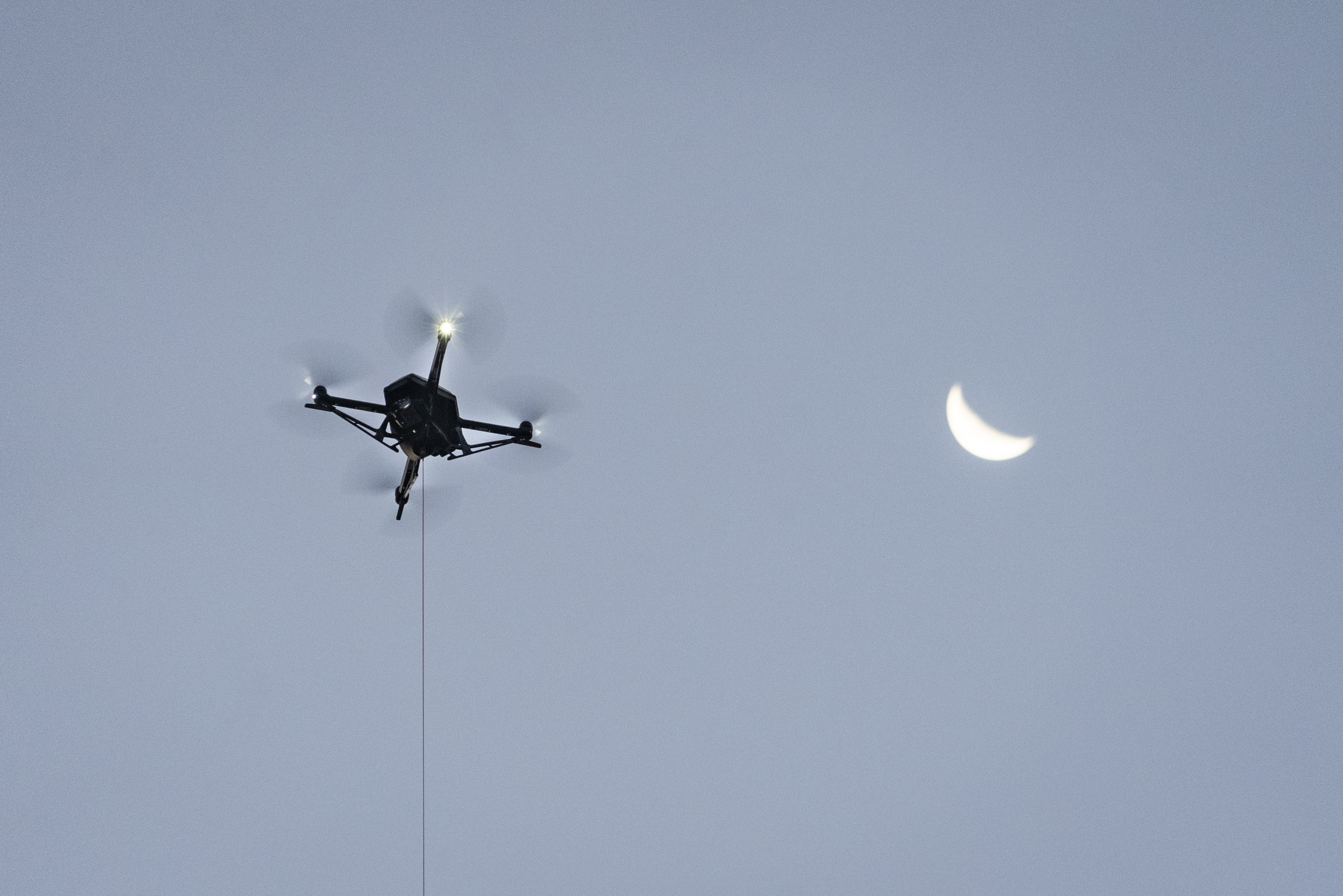
Aufklärungsdrohne als Quadrocopter mit Rückholleine im militärischen Einsatz, 2023

In den Vereinigten Staaten gibt die National Fire Protection Association die Handlungsempfehlung NFPA 2400 „Standard for Small Unmanned Aircraft Systems (sUAS) Used for Public Safety Operations“ heraus. Pionierarbeit leistete das RED-Team (Robotic Emergency Deployment) der Feuerwehr von Austin.
Die Command Tactical Units der New Yorker Feuerwehr setzen Ausspäh-Drohnen an Brandorten und zur Suche nach Vermissten an den Gewässern und Stränden im Stadtgebiet ein. Wegen anfangs fehlender Erfahrungswerte und noch zu entwickelnder Regularien für den Einsatz frei fliegender Drohnen war erstmals im März 2017 eine von einem privaten Anbieter entwickelte Drohne mit einer 61 m (200 ft) langen Rückzugsleine im Einsatz. So sollte dem Risiko begegnet werden, dass in bebautem Gebiet die Funkfernsteuerung oder Drohne versagen, zumal Flammen ionisiertes Gas sind, das die Funkausbreitung abschatten kann, und heißes Brandgas Elektronik und Motore zum Abschalten bringen kann. Über die Leine werden Energie und Steuersignale geschützt vor Interferenzen übertragen, so dass eine zuverlässig lange Einsatzdauer möglich ist. Seit 2019 ist der Einsatz frei fliegender Drohnen zugelassen.
Die Löschdrohne des lettischen Herstellers Aerones, aus Anfang 2017, hat – mit 16 Rotoren – eine Hebekraft für 100 kg Nutzlast bei 70 kg Eigenmasse – ohne Akku, der am Boden bleibt. Ende August 2017 hat die Drohne bei einem Erprobungsflug für Rosenbauer in Treffling einen Hochdruckschlauch, mit dem das Kabel für die elektrische Stromzufuhr mitgeleitet wurde, 85 m hoch gehoben. Mit 40 bar Pumpendruck wurde 98 l/s Durchfluss durch das ferngesteuerte Hochdruckstrahlrohr Nepiro erzielt. Mit der Stromversorgung vom Boden ist dauerhafter Betrieb möglich, der Akku kann dazu dienen, die Stromversorgung unterbrechungsfrei zu gewährleisten.
Aerones präsentierte 2017 ein Konzept, nach dem diese Drohne einen noch weitaus längeren Schlauch leer hebt und ihn an seiner halben Länge an der Fensteröffnung eines Hochhauses zwischenverankert. Mit dieser Stütztechnik sollten 200–400 m Höhe erreichbar werden.
First Responder im Brandfall haben die Aufgabe den Brandherd zu lokalisieren und Personen zu suchen. Kleine Drohnen mit Wärmebildkamera und Videoübertragung zum Piloten am Boden sind mit Stand November 2019 bereits mehrere am Markt.

#### Polizei

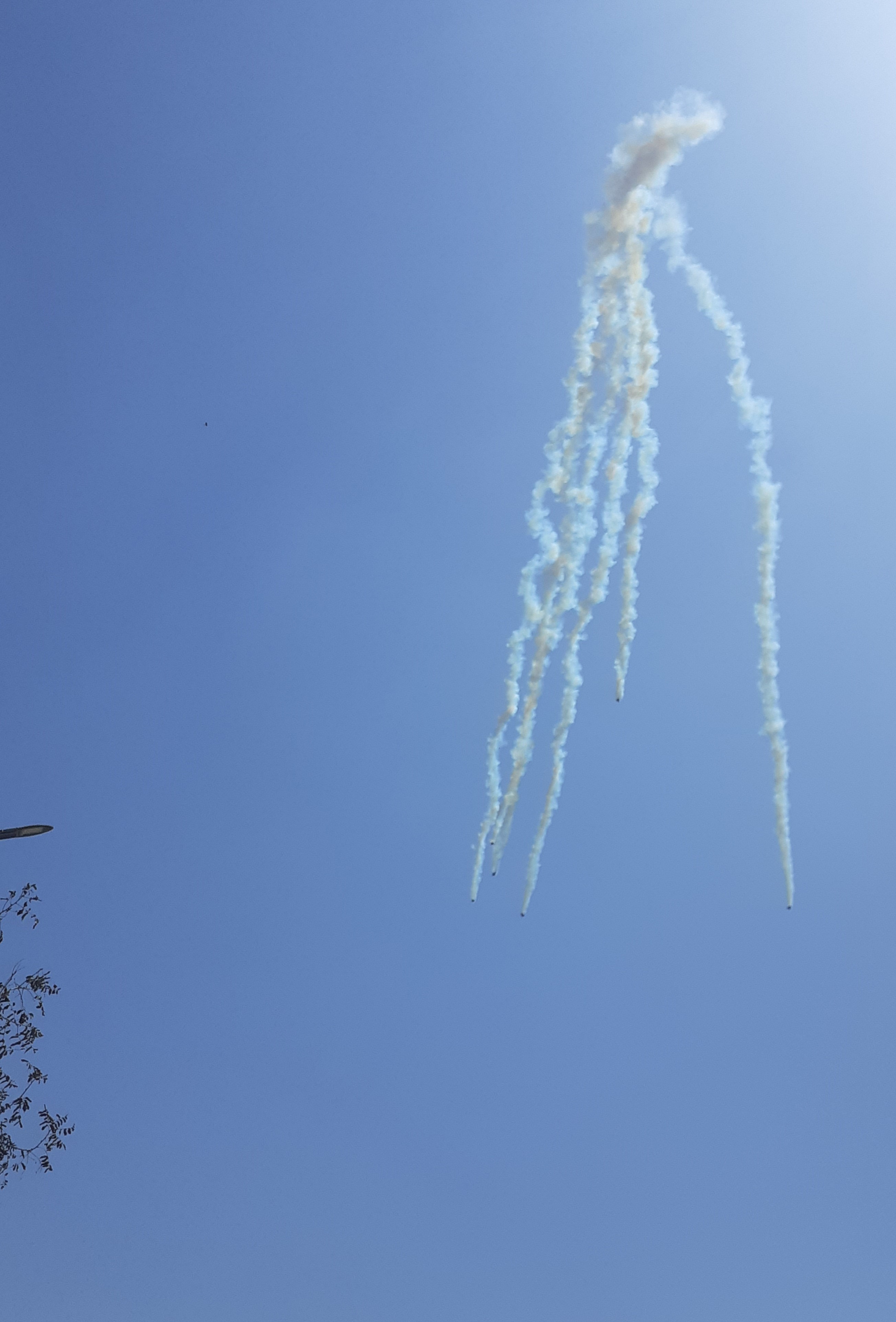
Von einer Drohne abgeworfene Tränengasgranaten werden gegen Demonstranten eingesetzt

Seit 2009 wurde im Rahmen von INDECT, einem EU-Projekt zur Kriminalitätsprävention im öffentlichen Raum mittels Videoüberwachung, u. a. erforscht, wie Personen mit „auffälligem Verhalten“ automatisch identifiziert und von autonomen Kamera-Drohnen verfolgt werden können.

#### Rettungswesen
Im März 2011 wurden Global Hawks der USAF im Rahmen der Operation Tomodachi eingesetzt, um die Schäden des Tōhoku-Erdbebens und Tsunamis, insbesondere am Kernkraftwerk Fukushima Daiichi, einzuschätzen. Im Juni 2011 kam es zu einer Notlandung einer T-Hawk, die für Strahlungsmessungen auf dem Reaktorgelände eingesetzt war, auf einem Reaktorgebäude.
Bei der Begutachtung von Schäden durch Sturm, Brand oder Wasser werden Drohnen eingesetzt, da diese in geringer Höhe den Schadensort überfliegen können und deren eingebaute Kamera einen Überblick aus der Vogelperspektive liefern kann.
Die Technische Universität Dortmund, die Universitäten Paderborn und Siegen sowie verschiedene Unternehmen haben gemeinsam eine Drohne entwickelt, die mit Gasmessgeräten ausgestattet ist und die bei Katastrophen von Feuerwehren oder dem THW eingesetzt werden soll. Das vom BMBF geförderte Projekt trägt den Namen Airshield („Airborne Remote Sensing for Hazard Inspection by Network Enabled Lightweight Drones“, zu deutsch: luftgestütztes ferngesteuertes Suchen nach gefährlichen Stoffen durch netzwerkgestützte leichtgewichtige Drohnen).
Auf den Salomonen-Inseln konnten im April 2014 mit Hilfe eines Multicopters die bei schweren Regenfällen entstandenen Verwüstungen als Erstes eruiert werden. Satellitenaufnahmen waren wegen der dichten Bewölkung nicht verwertbar.
Im April 2019 präsentierte die Schweizerische Rettungsflugwacht REGA eine neue, selbstentwickelte Drohne. Der zwei Meter lange Mini-Helikopter soll ab 2020 für die Personensuche in schwer zugänglichem Gelände oder bei schlechten Sichtverhältnissen eingesetzt werden. Die Drohne ist u. a. mit einer Wärmebildkamera und Handyortung ausgerüstet.
Am 6. Juli 2023 wurde berichtet, dass das Rote Kreuz Steiermark seine erste Drohne in Betrieb nahm und ab August einsatzbereit haben möchte. Der etwa 2 kg schwere Quadrokopter hat 3 Film- und 1 Wärmebildkamera, Scheinwerfer und Lautsprecher können zusätzlich montiert werden. Das 10-köpfige Team unter Heinz Stocker wird von der Austro Control geprüft und lernt auch Einsatztaktik. Vorläufig wird die Drohne in den Bezirken Liezen, Leoben und Voitsberg fliegen. Binnen 3 Jahren will man auf 3 Drohnen und Teams aufstocken.

#### Gesundheitswesen
Im August 2013 wurde der Defikopter vorgestellt, eine Helikopterdrohne, die nach Aktivierung durch eine Handy-App vollautomatisch GPS-gesteuert einen mobilen automatisierten externen Defibrillator (AED) am Einsatzort landet oder per Fallschirm abwirft.
In Schleswig-Holstein transportieren Drohnen seit März 2025 im Rahmen eines bundesweit ersten Pilotprojekts Laborproben auf einer festen Route zwischen zwei Kliniken. Ab Sommer 2026 sollen hierfür in München die „Single Copter“ des Ottobrunner Start-ups Maple Aviation zum Einsatz kommen, die aufgrund ihrer kleinen Größe kein aufwändiges Genehmigungsverfahren durchlaufen müssen. Unter anderem geht es um den Transport eiliger Blutproben zur Herzinfarkt-Diagnose von Klinik zu Klinik.

#### Bildungsministerien
Regierungsbehörden der Volksrepublik China setzten im Sommer 2015 erstmals Drohnen ein, um Schüler bei den Prüfungen für Universitätszulassungen zu überwachen. Ein Hexacopter kreiste dabei über dem Prüfungsort und suchte nach Signalen von verbotenen Kommunikationsgeräten.

### Bauwirtschaft
Drohnen finden im Baugewerbe Anwendung in der Planung, im Bau und im Betrieb. In einer wissenschaftlichen Studie des Instituts für Baubetrieb und Baumanagement der Universität Duisburg Essen, gaben 30 % der Befragten an, dass sie Drohnen im Baugewerbe nutzen. 13 % der Nutzer setzten die Drohne für Werbezwecke ein, 10 % für die Erstellung von 3D-Modellen, 29 % für die Baudokumentation, 32 % für die Inspektion, Bestandsaufnahme und Bauwerksprüfung und 16 % für die Vermessung. Die Haupteinsatzbereiche lassen sich zusammenfassen in:
- Baufortschrittskontrolle
- Baustellensicherung
- Baustellenplanung und -einrichtung
- Lageplanerstellung aus der Luft
- Inspektion von Konstruktionen (z. B. Wärmebildkamera: Die Wärmesignatur einer Solaranlage weist auf defekte oder schwächelnde Module hin, Brücken usw.)
- Volumenberechnungen durch Drohnenmesstechnik (Mit der Punktwolkenauswertung kann das Volumen von angeliefertem Kies oder sonstigem Material sowie benötigtes Auffüllmaterial berechnet werden).

### Vermessung
Drohnen finden zunehmend Anwendung in der Vermessung und werden als „fliegende Stative“ genutzt, die moderne Kameratechnik transportieren. Die Drohne fliegt dabei definierte Flugrouten mit festgelegten Wegpunkten ab und nimmt kontinuierlich sich überlappende Einzelbilder auf. Diese Einzelbilder werden im Anschluss georeferenziert und mosaikartig zusammengesetzt. Aus der anschließend erzeugten Punktwolke können sehr hoch aufgelöste digitale Höhenmodelle (DEM, DGM), Gittermodelle (Mesh) oder True Orthofotos abgeleitet werden, die messtechnisch ausgewertet werden können. Typische Anwendungen finden sich u. a. in der Flächen- und Volumenberechnung (z. B. von Erdmassen), im Trassen- und Straßenbau sowie bei Fassadenaufmaßen.

### Industrie
In der Industrie werden Drohnen hauptsächlich zur Inspektion und Instandhaltung eingesetzt. Insbesondere bei der Ermittlung von Temperaturen, Schadstoffkonzentrationen oder der Überprüfung schwer zugänglicher Bereiche reduziert der Einsatz von Drohnen das Gefahrenrisiko der verantwortlichen Mitarbeiter. Des Weiteren kann auf Gerüstbauten verzichtet werden, die bei einer Inspektion durch einen Menschen benötigt würden.
Der Einsatz von Drohnen in der Industrie hat in den letzten Jahren erheblich zugenommen und bietet zahlreiche Vorteile wie verbesserte Effizienz, Kostenersparnis und erhöhte Flexibilität. Besonders in Bereichen wie Inspektion, Wartung, Logistik und Überwachung haben sich Drohnen als wertvolle Werkzeuge etabliert. Doch trotz dieser Vorteile gibt es Sicherheitsbedenken, die nicht vernachlässigt werden dürfen. Hier kommen Schutzkäfige für Drohnen ins Spiel, die eine entscheidende Rolle bei der Gewährleistung der Sicherheit spielen.
Schutzkäfige
Schutzkäfige sind spezielle Rahmen, die um die Drohne herum installiert werden und die Propeller sowie andere empfindliche Komponenten schützen. Diese Käfige bestehen in der Regel aus leichten, aber robusten Materialien wie kohlenstofffaserverstärkter Kunststoff. Der Hauptzweck dieser Schutzvorrichtungen ist es, sowohl die Drohne als auch die Umgebung vor Schäden zu bewahren. Weitere Informationen siehe auch Gebrauchsmuster DE: 202021003294.0.
Sicherheitsvorteile von Schutzkäfigen
1. Vermeidung von Kollisionen: Schutzkäfige reduzieren das Risiko, dass Drohnen mit Hindernissen wie Gebäudestrukturen, Maschinen oder anderen Objekten kollidieren. In engen oder komplexen Umgebungen, wie sie oft in der Industrie vorkommen, sind Kollisionen eine häufige Gefahr. Die Schutzkäfige fungieren als Puffer und absorbieren den Aufprall, wodurch Schäden an der Drohne und der Umgebung minimiert werden.
2. Personensicherheit: Bei Einsätzen in belebten Industrieanlagen ist die Sicherheit der Mitarbeiter von höchster Priorität. Schutzkäfige verhindern, dass die rotierenden Propeller in direkten Kontakt mit Menschen kommen und somit Verletzungen verursachen. Dies ist besonders wichtig in Umgebungen, in denen Drohnen zur Inspektion oder Überwachung in der Nähe von Arbeitern eingesetzt werden.
3. Schutz der Drohne: Industrielle Umgebungen können rau und unvorhersehbar sein. Schutzkäfige bieten zusätzlichen Schutz für die Drohne selbst, indem sie empfindliche Komponenten vor Schäden durch Stöße oder Stürze bewahren. Dies verlängert die Lebensdauer der Drohnen und reduziert die Wartungskosten.

Praktische Anwendungen in der Industrie
- Inspektion und Wartung: Drohnen werden häufig zur Inspektion schwer zugänglicher Bereiche wie Pipelines, Windkraftanlagen oder Brücken eingesetzt. Schutzkäfige ermöglichen es den Drohnen, näher an Strukturen heranzufliegen und detailliertere Aufnahmen zu machen, ohne das Risiko von Kollisionen.
- Lagerlogistik: In großen Lagern können Drohnen mit Schutzkäfigen sicher zwischen Regalen und anderen Hindernissen navigieren, um Bestandsaufnahmen durchzuführen oder Produkte zu transportieren, ohne Schäden zu verursachen.
- Überwachung und Sicherheit: Drohnen können zur Überwachung von Industrieanlagen und Baustellen eingesetzt werden. Mit Schutzkäfigen ausgestattet, können sie sicher in belebten oder engen Bereichen operieren und dabei helfen, Sicherheitsverletzungen oder Unfälle zu verhindern.

Vorteile von Schutzkäfigen im industriellen Einsatz
Der Einsatz von Drohnen in der Industrie bringt zahlreiche Vorteile mit sich, doch die Sicherheit muss stets im Vordergrund stehen. Schutzkäfige für Drohnen sind eine effektive Maßnahme, um die Risiken von Kollisionen, Verletzungen und Schäden zu minimieren. Sie ermöglichen es den Drohnen, ihre Aufgaben effizient und sicher zu erfüllen, was letztlich zu einer verbesserten Betriebssicherheit und -effizienz führt. Die Integration von Schutzkäfigen in das Design und den Betrieb von Industriedrohnen ist daher ein wichtiger Schritt, um die Vorteile dieser Technologie voll auszuschöpfen und gleichzeitig die Sicherheit von Mensch und Maschine zu gewährleisten.

#### Freileitungs- und Seilbahnbau
Drohnen werden seit Jahren beim Seilzug eingesetzt. Spezialisierte Drohnen können ein erstes, dünnes Vorseilchen auch in einklickbare Führungsringe und Seilrollen einlegen. Durch mehrmaligen Nachzug schafft man zuletzt das schwere letzte Seil. Die Drohne überwindet auch unwegsames Gebiet oder Gewässer. Sie ersetzt Modellflug, Schleuder, Ballon, Hebe-(flaschen-)zug – jedoch nicht die händische Montage am Mast.
Gaslecksuche mit Drohnen
Die Gaslecksuche mit Drohnen hat sich in den letzten Jahren zu einem wichtigen Bestandteil moderner Umwelt- und Sicherheitstechnik entwickelt. Sie ermöglicht die präzise, schnelle und kontaktlose Detektion von Gaslecks – insbesondere in schwer zugänglichen oder weitläufigen Infrastrukturen wie Pipelines, Industrieanlagen, Deponien oder Biogasanlagen. Durch den Einsatz von fliegenden Plattformen können große Gebiete effizient überwacht und potenzielle Leckagen frühzeitig erkannt werden, ohne dass Personal Gefahrenbereichen ausgesetzt ist.
Sensorische Entwicklung der Gasdetektion
Ursprünglich wurde die Gaslecksuche manuell mit tragbaren Gasmessgeräten durchgeführt, was zeitaufwendig und personalintensiv war. Mit der Weiterentwicklung der Sensortechnologie wurde die Detektion zunächst durch Infrarotkameras und optische Gassensoren unterstützt, die in der Lage waren, bestimmte Gase wie Methan (CH4) visuell darzustellen. Erste Drohnensysteme mit integrierten Gassensoren konnten punktuelle Messungen durchführen, litten jedoch oft unter begrenzter Reichweite und geringer Empfindlichkeit.
Die nächste Stufe war die Integration von Laserspektroskopie, etwa durch Open-Path-Systeme oder multispektrale Sensoren, mit der Möglichkeit, Gaswolken flächenhaft zu detektieren.
Moderne LDAR-Prüfung mit TDLAS-Technologie
Heute setzen führende Dienstleister auf LDAR-konforme (Leak Detection and Repair) Verfahren unter Einsatz hochmoderner Drohnensysteme mit TDLAS-Sensorik (Tunable Diode Laser Absorption Spectroscopy). Dieses Verfahren basiert auf der Absorption spezifischer Wellenlängen durch Zielgase – insbesondere Methan – und erlaubt eine hochpräzise, quantitative Messung aus der Luft.
Typischerweise erreichen TDLAS-Systeme eine Leckagerate-Erkennung ab 5 ppm aus bis zu 100 Metern Entfernung und ermöglichen die Live-Visualisierung von Gasaustritten im Videobild der Drohne. Die erfassten Daten werden in Echtzeit übertragen, durch KI-gestützte Software analysiert und für die Berichterstattung dokumentiert. Damit erfüllen sie die Anforderungen von Umweltbehörden, Auditvorgaben sowie ESG-Reporting.
Drohnenbasierte TDLAS-Systeme stellen heute eine leistungsstarke und zukunftssichere Lösung zur Überwachung von Methangas-Leckagen dar – mit großem Potenzial für den Einsatz in Energieversorgung, Petrochemie, Landwirtschaft und kommunaler Infrastruktur.

### Wissenschaft

#### Atmosphären- und Weltraumforschung

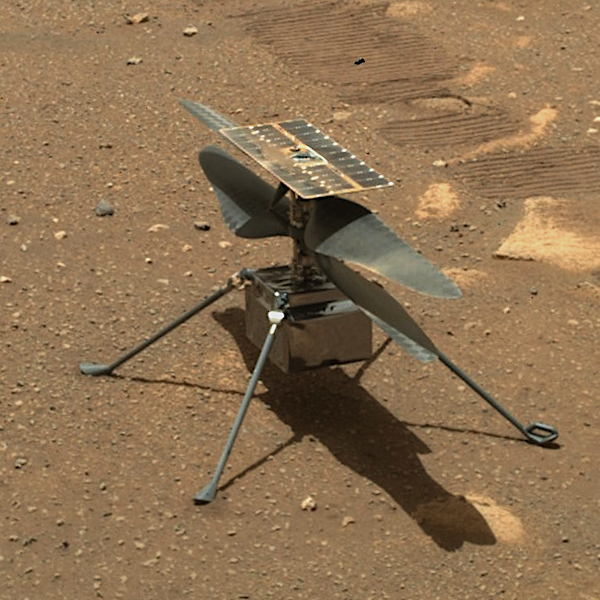
Helikopterdrohne Ingenuity auf dem Mars während der Mars-2020-Mission

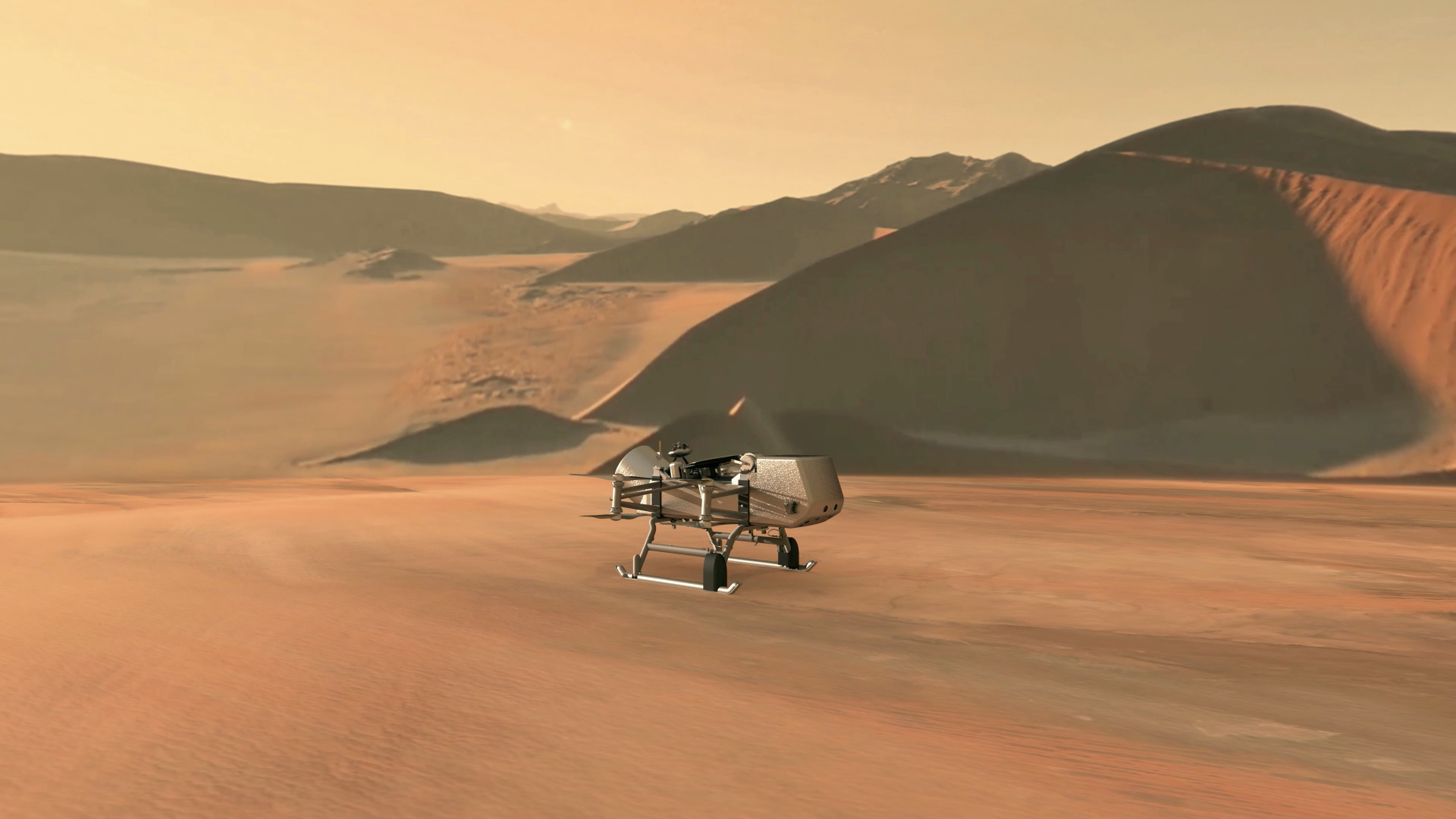
Künstlerische Darstellung von Dragonfly auf Titan

Seit April 2010 betreiben NASA und National Oceanic and Atmospheric Administration ein Projekt zur Atmosphärenforschung, bei dem Global-Hawk-UAS mit zusätzlichen Sensoren für wissenschaftliche Zwecke eingesetzt werden. Im August und September 2010 sammelte eine Drohne Informationen über die Hurrikans Earl und Frank. In der Luftbildarchäologie und Luftbildfotografie werden Drohnen für die Datensammlung verwendet, ebenso in Windparks um den Windpark-Effekt zu erforschen.
Eine von der NASA seit Anfang der 2000er Jahre entwickelte Drohne mit dem Namen Aerial Regional-scale Environmental Survey (ARES) sollte ursprünglich 2008 den Planeten Mars erkunden. Nachdem das Projekt auch 2013 nicht zum Zuge kam, ist beabsichtigt, ARES im Rahmen eines der nächsten Mars-Scout-Programme einzusetzen.
Seit Mitte 2017 wird im Kibō-Modul der Internationalen Raumstation ISS die Kamera-Drohne Int-Ball erprobt. Sie soll die Astronauten von Fotografiearbeiten entlasten sowie in Kooperation mit Bodenpersonal die Durchführung von Experimenten verbessern.

#### Archäologie
Eine Drohne (dann auch Archäodrohne genannt) kann z. B. den Vermessungsaufwand im Zusammenhang mit archäologischen Fragestellungen erheblich verringern und macht die entsprechende Erkundung effizienter. Insbesondere die Luftbildarchäologie wird dadurch wesentlich billiger.

#### Tiererkundung
Australische Wissenschaftler zählen mit kleinen Drohnen Vogelkolonien genauer, einfacher und störungsfreier für die Vögel, bisher (2016) bei zwölf Kolonien von Pinguinen, Schwalben und Fregattvögeln.
Eine Studie des Shark Lab an der California State University setzt unter anderem Drohnen zur Luftüberwachung der weißen Haie entlang der Küste Südkaliforniens ein, um auch die Risiken für menschliche Strandgänger zu bewerten. Damit werden die bisherigen Hubschrauber sowie Flugzeuge ersetzt und Kosten eingespart. Dafür gibt es Drohnen, die bei Wasserkontakt keinen Schaden nehmen und vom Wasser abheben können, bspw. die Swellpro Fishing Drone.
Als Ablieger verbergen sich Rehkitze instinktiv im höheren Gras, wie es vor der ersten landwirtschaftlichen Mahd steht; bei Gefahr flüchten sie nicht, sondern drücken sich starr auf den Boden. Um sie vor Verletzung durch Mähmaschinen zu schützen, erfliegen Ehrenamtliche oder Dienstleister automatisationsunterstützt kurz zuvor ein Wärmebild dieser Flächen aus der Sicht von oben. So aufgespürte Tiere können aus dem Feld gerettet werden. Seit 19. März 2021 zahlt die deutsche Bundesanstalt für Landwirtschaft und Ernährung einen Zuschuss zur Anschaffung solcher Drohnen durch eingetragene Vereine, die der Förderung des Jagdwesens, des Natur- oder Tierschutzes dienen.

### Drohnensport
Bei einem Drohnenrennen müssen die Teilnehmer eine Drohne – meist einen Quadrokopter mit vier Rotoren – durch einen Parcours aus Toren steuern. Ein Beispiel ist der World Drone Prix, der erstmals 2016 ausgetragen wurde.

### Sonstige Nutzung durch Privatpersonen
Es gibt Drohnen, die sich zum Fischen eignen, weil sie auch bei Wasserkontakt keinen Schaden nehmen und vom Wasser abheben können, bspw. die Swellpro Fishing Drone.

### Rechtliche Situation

#### Europäische Union

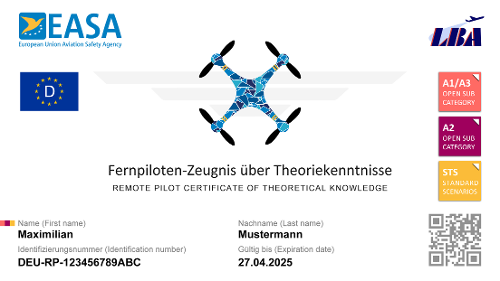
Beispiel für ein Fernpilotenzeugnis des LBA mit Kompetenznachweis A1/A3, Fernpilotenzeugnis A2 und Fernpilotenzeugnis STS

Gestützt auf die Verordnung (EU) 2018/1139 des Europäischen Parlaments und des Rates vom 4. Juli 2018 hat die Europäische Kommission die Durchführungsverordnung (EU) 2019/947 vom 24. Mai 2019 (sog. EU-Drohnenverordnung) erlassen. Sie trifft EU-weit geltende Regelungen zur unbemannten Luftfahrt mit dem Fokus auf einem einheitlichen, sicheren Betrieb dieses Verkehrsträgers. Die EU-Drohnenverordnung ist am 1. Juli 2019 in Kraft getreten. Sie gilt seit dem 31. Dezember 2020. Artikel 15 Absatz 3 gilt seit dem 1. Januar 2022.
Die EU-Drohnenverordnung unterteilt in Art. 3 den Betrieb von Drohnen in drei Betriebskategorien: offen/open category (Art. 4), speziell/specific category (Art. 5) und zulassungspflichtig/certified category  (Art. 6). Nähere Bestimmungen zu den Voraussetzungen, unter denen der Betrieb in den Kategorien offen und speziell zulässig ist, enthält der Anhang zur EU-Drohnenverordnung. Zusätzliche Anforderungen an die Konstruktion und Herstellung unbemannter Luftfahrzeugsysteme sowie für die Bereitstellung von für den Betrieb in der „offenen“ Kategorie bestimmten UAS enthält die Delegierte Verordnung (EU) 2019/945 der Kommission vom 12. März 2019 über unbemannte Luftfahrzeugsysteme und Drittlandbetreiber unbemannter Luftfahrzeugsysteme.
„Offen“ betrifft den Betrieb von Drohnen, die
- eine Startmasse von weniger als 25 Kilogramm haben,
- innerhalb der Sichtweite bis maximal 120 Meter Höhe fliegen und
- keine gefährlichen Güter transportieren oder Gegenstände abwerfen.[170]

Innerhalb der Kategorie „offen“ wird gem. Art. 4 Abs. 2 der Drohnenverordnung in Verbindung mit Teil A des Anhangs zwischen den drei Unterkategorien A1, A2 und A3 unterschieden.
| Unterkategorie | Bedingungen für den Betrieb                                                                                    |
| -------------- | --- |
| A1             | < 250 g Startgewicht, kein Überfliegen von Menschenansammlungen                                                |
| A2             | < 4 kg Startgewicht, horizontaler Abstand zu Unbeteiligten mindestens 30 m                                     |
| A3             | < 25 kg Startgewicht, horizontaler Abstand von 150 Metern zu Wohn-, Gewerbe-, Industrie- und Erholungsgebieten |

„Speziell“ betrifft den Betrieb von Drohnen, deren Einsatzspektrum den Rahmen der „offenen“ Kategorie übersteigt, z. B. beim Betrieb außerhalb der Sichtweite und/oder ab 25 Kilogramm Startmasse. „Zulassungspflichtig“ betrifft den Betrieb von großen und schweren Drohnen, die z. B. zur Beförderung von Personen oder gefährlichen Gütern konstruiert sind.
Welches Fernpiloten-Zertifikat erforderlich ist, richtet sich danach, welches UAS genutzt und wo dieses eingesetzt wird. Die Nachweise sind bei jedem Flug entweder elektronisch oder in ausgedruckter Form mitzuführen. Fernpiloten, die UAS in der „offenen“ und „speziellen“ Kategorie betreiben, müssen grundsätzlich ein Mindestalter von 16 Jahren haben (Art. 9 Abs. 1 Drohnenverordnung). Zudem ist gemäß Artikel 14 der Durchführungsverordnung (EU) 2019/947 bei der Registrierung des UAS-Betreibers auch die „Nummer der Versicherungspolice für das UAS“ anzugeben, sofern eine entsprechende Drohnenversicherung nach Unions- oder nationalem Recht vorgeschrieben ist.
In der "offenen" Kategorie müssen sich Betreiber von Drohnen in dem Mitgliedstaat registrieren, in dem sie ihren Wohnsitz (bei natürlichen Personen) oder ihren Hauptgeschäftssitz (bei juristischen Personen) haben. Artikel 14 Absatz 6 der Durchführungsverordnung (EU) 2019/947 schreibt dazu vor: „Ein UAS-Betreiber kann zu keinem Zeitpunkt in mehr als einem Mitgliedstaat registriert sein.“ Nach der Registrierung als Drohnenbetreiber stellt der jeweilige Mitgliedstaat eine eindeutige digitale Registrierungsnummer aus. Gemäß Artikel 14 Absatz 8 der Verordnung bringen UAS-Betreiber „ihre Registrierungsnummer auf jedem unbemannten Luftfahrzeug an.“
| UAS-Klasse                                         | Betriebskategorie       | erforderlicher Nachweis |
| -------------------------------------------------- | ----------------------- | --- |
| Klasse C0 · Klasse C1                              | offene Kategorie A1     | Kompetenznachweis A1/A3 („Kleiner Drohnen-Führerschein“); für UAS der Klasse C0 und UAS mit einer höchstzulässigen Startmasse von weniger als 250 g nicht obligatorisch |
| Klasse C2                                          | offene Kategorie A2     | Kompetenznachweis A1/A3; Fernpiloten-Zeugnis A2 („Großer EU-Drohnenführerschein“)                                                                                       |
| Klasse C3 · Klasse C4                              | offene Kategorie A3     | Kompetenznachweis A1/A3 |
| Klasse C5                                          | Standardszenario STS-01 | Kompetenznachweis A1/A3; Fernpiloten-Zeugnis STS, STS-Praxisnachweis |
| Klasse C6                                          | Standardszenario STS-02 | Kompetenznachweis A1/A3; Fernpiloten-Zeugnis STS, STS-Praxisnachweis |
| C-klassifiziertes Gerät (unmodifiziert), Selbstbau | Spezielle Kategorie     | Kompetenznachweis A1/A3; Fernpiloten-Zeugnis STS, STS-Praxisnachweis, Ausbildung entsprechend des genehmigten Betriebshandbuches                                        |

##### Deutschland
Mit dem Gesetz zur Anpassung nationaler Regelungen an die Durchführungsverordnung (EU) 2019/947 der Kommission vom 24. Mai 2019 über die Vorschriften und Verfahren für den Betrieb der unbemannten Luftfahrt vom 14. Juni 2021 wurde das nationale Recht (Luftverkehrsgesetz, Luftverkehrs-Ordnung und Luftverkehrs-Zulassungs-Ordnung) den Vorgaben der EU-Drohnenverordnung angepasst.
Die relevanten rechtlichen Regelungen für den Einsatz unbemannter Luftfahrtsysteme und Flugmodelle sind überwiegend in dem zum 18. Juni 2021 neu gefassten Abschnitt 5a Betrieb von unbemannten Fluggeräten der Luftverkehrs-Ordnung (§§ 21a bis 21k LuftVO) normiert.
Der alte „deutsche Drohnenführerschein“ hatte bis 31. Dezember 2021 Gültigkeit. Danach muss man im Besitz eines EU-Drohnenführerscheins der Risikoklasse A1/A3 („kleiner“ Schein) oder der Risikoklasse A2 („großer“ Schein) sein. Bis dahin war es möglich, den alten Kenntnisnachweis in einen EU-Kompetenznachweis umschreiben zu lassen.
Für das Anfertigen von Luftbildern/Videos aus solchen Luftfahrzeugen zu professionellen Zwecken ist eine Genehmigung des jeweiligen Bundeslandes erforderlich.
In Deutschland wird der Einsatz von Luftfahrzeugen mit Video- oder Fotomöglichkeit über privatem Gelände als Beeinträchtigung des Eigentums und der Privatsphäre betrachtet und man benötigt daher die Erlaubnis des Besitzers – auch wenn die Aufnahmen nicht weitergegeben werden sollen. Wenn Personen auf Aufnahmen zu identifizieren sind, dürfen diese nur mit deren Zustimmung veröffentlicht oder weitergegeben werden; Aufnahmen, die nicht weitergegeben/veröffentlicht werden und die Privatsphäre nicht beeinträchtigen, benötigen diesbezüglich keine Genehmigung. Weiterhin fallen Fotos und Videos, die aus Luftfahrzeugen von bestimmten Gebäuden angefertigt wurden, oft nicht unter die Panoramafreiheit und berühren zum Beispiel das bestehende Urheberrecht eines Architekten – sie dürfen dann nur mit dessen Genehmigung veröffentlicht werden.
Im Dezember 2011 gab der Bundestag eine Änderung des Luftverkehrsgesetzes ohne Diskussion in die Ausschüsse. Es trat in Kraft und stellte „unbemannte Luftfahrtsysteme“ den anderen elf Klassen von Luftfahrzeugen gleich. Nur unbemannte Luftfahrtsysteme außerhalb von Freizeitaktivitäten wurden hier erfasst – Flugmodelle, die zur Freizeitgestaltung verwendet werden, sind hier nicht reglementiert worden und eine politische Debatte um diese Modelle, etwa bezüglich des Schutzes der Privatsphäre, blieb aus.

##### Österreich
In Österreich wurde mit der Gesetzesnovelle des Luftfahrtgesetzes (LFG) vom 1. Januar 2014 die Nutzung von unbemannten Luftfahrzeugen per § 24c bis l reglementiert. Es wird luftfahrtrechtlich zwischen folgenden Klassen unterschieden:
- Spielzeug – Für unbemannte Geräte (die fliegen können) „mit einer maximaler Bewegungsenergie“ bis zu 79 Joule, die maximal 30 m hoch über Grund verwendet werden, ist nach Luftfahrtgesetz einzig darauf zu achten, „dass durch den Betrieb keine Personen oder Sachen gefährdet werden“. Es gilt also die allgemeine eigenverantwortliche Einschätzung von Gefährdungen wie bei jeder anderen Handlung des Alltags auch, einschließlich der Fahrlässigkeit oder groben Fahrlässigkeit bei Schadfolgen. Diese Spielzeuge sind bewilligungsfrei (müssen aber sonstigen Kriterien der Produktsicherheit entsprechen), und ohne konkretes Alterslimit bedienbar. Es herrscht noch keine Rechtssicherheit, ob das Energielimit auf Regelbetriebs- oder höchstmögliche Geschwindigkeit – eventuell sogar bei einem Absturz – anzuwenden ist.[184]
- Flugmodelle – Ausschließlich privat und nur zum Zweck des Flugs selbst eingesetzte Modelle. Sie dürfen – außer auf ausgewiesenen Modellflugplätzen – nur bis zu einem Umkreis von 500 m um den Steuernden und einer maximalen Flughöhe von 150 m über Grund geflogen werden. Flugmodelle sind bis 25 kg genehmigungsfrei. Darüber benötigt man für den Betrieb eine Bewilligung durch den Österreichischen Aeroclub (ÖAeC) oder als Behörde, die eine Begutachtung bezüglich der Lufttüchtigkeitsanforderungen vornimmt, mit inkludierter Haftpflichtversicherung. Der First-Person-View-Flug (FPV, über eine Onboard-Kamera) ist gemäß Österreichischem Aero-Club gestattet, wenn ein zusätzlicher Beobachter ständigen Sichtkontakt zum Flugmodell hält und den FPV-Piloten auf etwaige Gefahren hinweist. Der FPV-Pilot bleibt jedoch verantwortlich.[185]
- Unbemannte Luftfahrzeuge (uLFZ) im Speziellen im Sinne des LFG – Für außerhalb des Privatbereichs genutzte Luftfahrzeuge (gewerblich genutzte), insbesondere für Arbeitsflüge, Fotoflüge, Überwachungsflüge etc., ist eine Genehmigung der Austro Control verpflichtend.[186]
  - uLFZ der Klasse 1 (mit bestehender Sichtverbindung zum Piloten) werden je nach Einsatzort und Gewicht des Luftfahrzeugs in die Gefahrenklassen A–D eingeteilt, woraus sich verschiedene Anforderungen bezüglich Lufttüchtigkeit und technischer Ausstattung ergeben.
  - uLFZ Klasse 2 (ohne Sichtverbindung zum Piloten) benötigen ein Genehmigungsverfahren, das dem eines bemannten Luftfahrzeugs entspricht.

Bei einem Kameraflug – ob gewerblich oder privat – wird zusätzlich das Datenschutzrecht relevant: Aufnahmen im öffentlichen Raum sind erlaubt, solange keine Einzelpersonen identifizierbar sind (ohne deren Einwilligung); am eigenen Privatgrund ist jede Aufnahme erlaubt, auf fremdem Privatgrund aber gar keine. Dasselbe gilt für Mikrofone und andere Sensoren analog.
Registrierungspflicht für Drohnenbetreiber in Österreich seit 31. Dezember 2020:
Seit dem 31. Dezember 2020 gelten auch in Österreich die Bestimmungen der Durchführungsverordnung (EU) 2019/947 und mit diesen die Unterteilung in drei Betriebskategorien, wie in Artikel 3 der Verordnung angeführt: offen/open category (Art. 4), speziell/specific category (Art. 5) und zulassungspflichtig/certified category (Art. 6). Gemäß Artikel 14 Absatz 5 dieser EU-Drohnenverordnung registrieren sich Drohnenbetreiber der “offenen” Kategorie bei der zuständigen Luftfahrtbehörde, wenn sie eines der folgenden UAS betreiben:
- Ein unbemanntes Luftfahrzeug mit einem Höchstabfluggewicht “von 250 g oder mehr, das bei einem Aufprall auf einen Menschen eine kinetische Energie von über 80 Joule übertragen kann”,
- ein UAS, das über einen Sensor verfügt, “der personenbezogene Daten erfassen kann”, sofern dieses unbemannte Luftfahrzeug nicht der Richtlinie 2009/48/EG über die Sicherheit von Spielzeug[187] genügt.

Zudem Registrieren sich UAS-Betreiber gemäß Durchführungsverordnung (EU) 2019/947 wenn sie in der „speziellen“ Kategorie ein „unbemanntes Luftfahrzeug einer beliebigen Masse betreiben.“
Die Registrierung als Betreiber einer Drohne erfolgt in Österreich online über die Austro Control Österreichische Gesellschaft für Zivilluftfahrt mit beschränkter Haftung (ACG) mittels einer eigens eingerichteten Dronespace-Plattform. Gemäß Austro Control müssen UAS-Betreiber „für den Betrieb der Drohne(n) eine Versicherung abgeschlossen haben, die den Anforderungen des österreichischen Luftfahrtgesetzes entspricht“. Deshalb muss die Deckungssumme einer Drohnenversicherung in Österreich „mindestens 750.000 Sonderziehungsrechte (SZR) betragen“. Bezugnehmend auf das österreichische Luftfahrtgesetz (LFG) bestätigt auch das österreichische Kuratorium für Verkehrssicherheit (KFV), dass Drohnenbetreiber eine „spezielle Luftfahrtversicherung“ abschließen müssen. Diese „gerätebezogene Drohnen-Haftpflichtversicherung“ muss laut KFV auch „die spezifischen Gerätedaten der Drohne – Modell, Seriennummer, Gewicht etc. – inkludieren“. Gemäß § 24j Absatz 3 LFG ist der der entsprechende Betreiber der Drohne persönlich „dafür verantwortlich, dass jedes von ihm betriebene unbemannte Luftfahrzeug ordnungsgemäß versichert ist“.
Entsprechend den Vorgaben der Durchführungsverordnung (EU) 2019/947 erhalten UAS-Betreiber nach erfolgter Registrierung laut Austro Control „eine Registrierungsnummer, die auf allen verwendeten Drohnen angebracht werden muss“, wobei diese Kennzeichnung „auch ganz einfach durch händisches Beschriften der Drohne erfolgen“ kann. Gemäß § 24j Absatz 4 LFG hat der jeweilige UAS-Betreiber oder der verantwortliche Drohnenpilot „den Versicherungsnachweis über die aufrechte Versicherung“ für die Drohne(n) als auch seine behördliche „Registrierungsbestätigung bei jedem Betrieb eines unbemannten Luftfahrzeuges mitzuführen und jederzeit auf Verlangen den Aufsichtsorganen vorzulegen“.

#### Weitere Staaten

##### Schweiz
In der Schweiz sind zivile Drohnenflüge erlaubt, sofern die Drohne nicht mehr als 30 Kilogramm wiegt und sich nicht größeren Menschenansammlungen (24 Personen auf engem Raum) näher als 100 Meter nähert. Für Drohnen über 500 Gramm ist zudem eine Haftpflichtdeckung über mindestens eine Million Schweizer Franken abzuschließen.
Des Weiteren muss die Drohne jederzeit vom Piloten gesehen werden (Sichtkontakt, keine Videobrillen!) und darf nicht im Umkreis von 5 km um militärische oder zivile Flughäfen fliegen. Allfällige Ausnahmen sind mit der Schweizer Flugsicherung (Skyguide) oder dem Platzwart zu vereinbaren.
Eine Sonderregelung der Stadt Zürich, welche Drohnenflüge verbot, wurde am 1. April 2015 aufgehoben.
Ab Juni 2020 übernimmt die Schweiz die Registrierungspflicht der EU.

##### Vereinigtes Königreich
Im Vereinigten Königreich verlangt die CAA Flüge nur in Sichtweite des Piloten, jedoch nicht höher als 122 Meter oder weiter als in 500 Meter Entfernung. Mit Kameras ausgerüstete Drohnen sollen mindestens 50 Meter Abstand von Gebäuden, Fahrzeugen und Personen halten. Nur bei einem Gewicht über 20 kg oder bei einer kommerziellen Nutzung, müssen unbemannte Luftfahrzeuge registriert werden.

##### Vereinigte Staaten von Amerika
Erste Beschränkungen wurden in den Vereinigten Staaten durch die FAA im Juni 2014 mit einer Richtlinie erlassen. Demnach sind Flugmodelle für private Zwecke erlaubt, aber die Definition eines Flugmodells ist streng gefasst: Ein Model muss unter 25 kg wiegen und muss während der Benutzung, ohne die Verwendung von Hilfsmitteln, für den Piloten sichtbar sein. Eine Steuerung durch „First Person View“, etwa über eine Sichtbrille oder ein Mobiltelefon, ist demnach stark eingeschränkt, weil das Sichtfeld des Piloten bei solchen Geräten zu begrenzt und nach Einschätzung der Behörde das Unfallrisiko zu groß ist. Drohnen, die als Modelle gelten, dürfen keine kommerziellen Einsätze fliegen. Bei Annäherung an einen Flughafen auf weniger als 5 Meilen ist vom Piloten der betroffene Tower zu informieren. Unter Druck durch die ständig steigende Zahl von Drohnen für Freizeitzwecke („Recreational Drones“), die im gesperrten Luftraum unterwegs sind, kündigten Regierungsvertreter im Oktober 2015 eine künftige Registrierungspflicht für sämtliche Drohnen dieser Art in den USA an.

## Interessenverbände
Verbände koordinieren den Dialog zwischen der Gesetzgebung, Behörden, der Industrie und den Anwendern. Die bekanntesten Verbände der zivilen unbemannten Luftfahrt sind:
- BVCP – Bundesverband der Copter Piloten  e. V.
- UAV DACH e. V. – Verband für unbemannte Luftfahrt
- JEDA – Dachverband der Europäischen Verbände

## Adaptionen
- 1965: Mit Schirm, Charme und Melone; in der 88.ten Folge „2:1=2“ werden bewaffnete ferngesteuerte Modellflugzeuge und ein entsprechendes U-Boot eingesetzt.
- 1983: Waffensysteme des 21. Jahrhunderts; Stanisław Lem spekuliert über synthetischen Insekten („Synsekten“), welche die Menschen zunehmend aus der eigentlichen Kriegsführung verdrängen werden.